# Selección de fútbol de España
La selección de fútbol masculina de España es, desde su creación en el año 1920, el equipo de balompié formado por jugadores varones de nacionalidad española que representa a la Real Federación Española de Fútbol (RFEF) en las competiciones oficiales organizadas por la Unión de Federaciones Europeas de Fútbol (UEFA) y la Federación Internacional de Fútbol Asociación (FIFA).
El equipo era conocido familiarmente como «La Furia», seudónimo que originalmente le otorgó un periódico neerlandés que rememoraba así el «Saqueo de Amberes» —episodio de la historia militar de España—. También era llamado por el apodo de «La Furia Roja», acuñado por un periodista italiano. En los últimos años, se ha popularizado simplemente como «La Roja», término que hizo famoso en el país el seleccionador nacional entre 2004 y 2008, Luis Aragonés.
La selección española ha disputado dieciséis ediciones del Mundial y fue la anfitriona en 1982. En 2010, cosechó el mayor éxito de su historia al proclamarse campeona del mundo tras ganar en la final por 0-1 en la prórroga a Países Bajos con gol de Andrés Iniesta, convirtiéndose así en la octava selección nacional en conseguirlo y en la primera de Europa en lograrlo fuera de su continente. Se sitúa actualmente en la séptima plaza en la clasificación histórica de la competición y también es la séptima en el palmarés, igualada con la selección inglesa. Los reconocimientos más destacados por la conquista mundialista fueron el «Premio Príncipe de Asturias de los Deportes» y el «Premio Laureus al Mejor Equipo Internacional» del año. Además, fue nombrada en 2013, por sexta vez consecutiva, el «Mejor Equipo» del año por la FIFA.
Como selección afiliada a la UEFA, tiene el derecho a participar en la Eurocopa, para la cual se ha clasificado en doce ocasiones. Ha jugado cinco finales y se ha proclamado campeona en cuatro ocasiones. La primera fue en 1964, jugando como anfitriona, luego de derrotar 2-1 a la Unión Soviética en el Estadio Santiago Bernabéu. Repitió éxito en 2008, después de vencer en la final a Alemania por 0-1 con gol de Fernando Torres. Esta victoria le supuso encabezar por primera vez la Clasificación FIFA, siendo el sexto equipo que lograba liderar dicho ranking y el primero que lo conseguía sin haber ganado ningún Mundial hasta la fecha. En 2012, se convirtió en la única selección de fútbol en ganar dos veces consecutivas el torneo, tras ganar 4-0 a Italia. Esto igualmente le convirtió en el primer combinado nacional en lograr el «triplete» de selecciones, habiendo conquistado de forma consecutiva la Eurocopa de 2008, el Mundial de 2010 y la Eurocopa de 2012. Conquistó de nuevo el título doce años más tarde, en 2024, tras vencer por 2-1 a Inglaterra. Además, alcanzó el subcampeonato en 1984, perdiendo la final por 2-0 ante el equipo anfitrión, Francia. Ocupa en la actualidad el primer puesto en el palmarés de la competición y es la segunda en la clasificación histórica.
Asimismo, «La Roja» ha participado tres veces en la fase final de la Liga de Naciones, un torneo de reciente creación por parte de la UEFA. En 2023, logró el entorchado tras derrotar en una disputada e igualada final a Croacia en la tanda de penaltis por 4-5 luego de acabar en 0-0 el tiempo suplementario. También cabe destacar dos subcampeonatos, conseguidos en 2021 tras perder la final por 1-2 frente a Francia y 2025 luego de caer en la tanda de penaltis por 5-3 ante Portugal tras finalizar la prórroga en 2-2. Se encuentra actualmente ubicada en la segunda posición en la clasificación histórica de dicha fase final y ocupa también el segundo lugar en el palmarés, junto a la selección francesa.
España ha competido también en dos ediciones de la extinta Confederaciones. Su mejor resultado aquí fue el subcampeonato obtenido en 2013 tras caer en la final por 3-0 contra la anfitriona, Brasil. Anteriormente, en 2009, había logrado el tercer puesto del torneo luego de vencer 3-2 en el tiempo suplementario a la igualmente anfitriona Sudáfrica. En la clasificación histórica de la competición, ostenta definitivamente la quinta plaza, pese a no haber alzado nunca el trofeo.
En sus participaciones —un total de tres— en los Juegos Olímpicos para selecciones absolutas, antes de modificar el COI y la FIFA las normativas referentes a las condiciones de los equipos participantes, consiguió el subcampeonato en 1920 tras derrotar a la selección neerlandesa por 1-3 gracias al tanto de «Pichichi» y al «doblete» de Félix Sesúmaga.

## Historia

### Primeras décadas (1920-1948)

#### Inicios y primer éxito
La selección española fue creada en 1920 con el objetivo de presentar un equipo de fútbol que representase a España en los Juegos Olímpicos de ese mismo año de Amberes (Bélgica).
España disputó su primer partido oficial el 28 de agosto de 1920 a las 14:30 horas, en el estadio La Butte (actual Joseph Marien) de Forest —4,5 kilómetros al suroeste de Bruselas— ante unos 3 000 espectadores, donde se enfrentó en la fase previa a Dinamarca —subcampeona en las dos anteriores ediciones—. El partido fue dirigido por el árbitro neerlandés Willem Eymers y se jugó bajo una llovizna persistente. España salió con dos defensas, tres centrocampistas y cinco delanteros, algo habitual en aquella época, y vistió camiseta roja, pantalón blanco, medias negras con vuelta amarilla y un escudo de un león dorado en un fondo rojo bordado en el pecho. El uniforme fue diseñado por el presidente del Comité Olímpico Español, el Marqués de Villamejor Gonzalo de Figueroa y Torres Sotomayor. Durante el torneo, el equipo también vistió un pantalón azul y una camiseta reserva azul oscuro para no coincidir con el de los rivales. Este encuentro, que ganó por 0-1 gracias al tanto de Patricio Arabolaza en el minuto 54 tras recibir un centro de Pagaza y chutar con un disparo fuerte y pegado al poste —primer gol oficial de la historia del combinado español—, significaría convertirse en la selección nacional número 28 en disputar un partido internacional. En dicho partido, el portero Ricardo Zamora tuvo una actuación magistral que logró los aplausos de los espectadores locales y comenzó a forjar su leyenda.
Posteriormente, a España le tocó enfrentarse a la anfitriona Bélgica en cuartos de final, frente a la que cayó derrotada por 3-1 en un choque en el que los jugadores españoles no destacaron, posiblemente por el fuerte ambiente en contra del público local.
Los anfitriones acabarían saliendo campeones tras quedar descalificada la selección de Checoslovaquia por abandonar durante la disputa de la final. Debido a ello, España pasó a incorporarse a un torneo de consolación para dilucidar las medallas de plata y bronce entre el resto de los equipos participantes.
Se disputó dicha nueva fase entre los combinados que no habían alcanzado las semifinales anteriores, enfrentándose España en esta primera ronda de consolación a Suecia. En este partido, disputado el 1 de septiembre de 1920, surgió la histórica frase de José María Belauste, que decía «Sabino; a mí el pelotón, que los arrollo». Esto hacía alusión al hecho de que Belauste se dirigió de esa forma a su compañero de equipo Sabino Bilbao, que era el cargado de botar una falta cerca del área grande. Belauste, de complexión corpulenta y con un característico pañuelo de cuatro nudos en la cabeza, recibió el centro bombeado suave de Sabino y corrió con tanta fuerza que arrolló con el pecho el esférico para introducirlo en las mallas de la portería, llevándose por delante también al portero y tres de jugadores suecos para así igualar el partido. Al día siguiente, un periódico neerlandés tituló «La Furia Española» en referencia a la jugada de Belauste y al «Saqueo de Amberes» por los «Tercios de Flandes» españoles en noviembre de 1576. Así nacía la leyenda de «La Furia». Domingo Gómez-Acedo marcó posteriormente el 2-1 final.
El siguiente enfrentamiento, frente a la selección italiana en la segunda ronda de consolación, fue saldado con una victoria por 2-0 gracias al «doblete» de Félix Sesúmaga. Ricardo Zamora fue el primer jugador de la historia de la selección en ser expulsado; esto sucedió cuando el delantero italiano Emilio Badini cargó bruscamente en el minuto 78 contra el guardameta y este le golpeó como respuesta. Por entonces, todavía no se permitían los cambios y España se quedaba con 9, ya que Francisco Pagaza se había lesionado en la primera parte. El delantero vasco Silverio Izaguirre se ofreció para el puesto de portero y el árbitro le permitió que recibiera instrucciones del propio Zamora, situado junto a la portería.
En la tercera ronda de consolación, a España le tocó jugar frente a Checoslovaquia. Sin embargo, como esta acabó descalificada por abandonar en la final frente a los anfitriones belgas, la selección avanzaba automáticamente en busca del subcampeonato.
Ya en el partido por el segundo puesto, se enfrentó a los Países Bajos, a los que derrotó por 3-1 con dos goles de Sesúmaga y otro de «Pichichi». España ganaba así la medalla de plata en su primera participación en un torneo oficial.
Los medallistas españoles fueron Domingo Gómez-Acedo, Patricio Arabolaza, Mariano Arrate, Juan Artola, Joaquín Vázquez,  José María Belauste (capitán), Sabino Bilbao, Ramón Eguizábal, Moncho Gil, Ricardo Zamora, Silverio Izaguirre, Rafael Moreno «Pichichi», Luis Otero, Francisco Pagaza, José Samitier, Agustín Sancho, Félix Sesúmaga y Pedro Vallana, junto con el seleccionador Paco Bru.
La primera participación de la selección en un torneo oficial resultaba así un relativo éxito que, sin embargo, tardaría muchos años en repetirse.

El 9 de octubre de 1921, España disputó su primer partido en territorio nacional en el Estadio de San Mamés de Bilbao. El encuentro amistoso, frente a la entonces campeona olímpica Bélgica, comenzó a las 16:00 horas y fue arbitrado por el portugués Jorge Gomes Vieira ante cerca de 10 000 espectadores. La selección española venció por 2-0 con sendos goles del centrocampista Paulino Alcántara en los minutos 55 y 80. Además, para evitar coincidir con el color rojo de la selección visitante, España vistió por primera vez con camiseta y pantalón blanco. Por otro lado, el combinado jugaría siete encuentros amistosos frente a la vecina Portugal durante toda la década de los años 20. En un partido amistoso de esa misma década, en 1929, venció a una de las selecciones con la que ha sostenido una histórica rivalidad, Francia, por 8-1.
Pese a ser subcampeona olímpica, en la cita de 1924 de París (Francia), España no consiguió pasar de la fase previa tras caer derrotada ante Italia por 1-0 con un gol en propia puerta de Pedro Vallana.

En los Juegos Olímpicos de 1928 de Ámsterdam (Países Bajos), España jugó los octavos de final frente a México y ganó por un contundente 7-1. En este partido, destacó el capitán y delantero José María Yermo Solaegui, que anotaría 3 goles.
Ya en los cuartos de final, que disputaría frente a Italia, España empató a un gol, por lo que tuvo que disputar un partido de desempate que perdió por un abultado 7-1. La selección quedaba así eliminada y empezaba a forjarse una rivalidad con el combinado nacional del país transalpino.
España tuvo el privilegio de convertirse en el primer equipo no británico en vencer a la selección de Inglaterra, en un partido amistoso disputado en Madrid en 1929 que finalizaría 4-3. Con el fútbol internacional asentado y también con la llegada de la profesionalización, se organizaría pronto la primera disputa mundialista en lo que sería el primer gran evento dedicado al fútbol de selecciones, el Mundial.

#### Mundial de 1930 de Uruguay
En el mes de julio del año 1930, se celebró en Uruguay la primera edición del Mundial. La Real Federación Española de Fútbol (RFEF), pese a haber presentado junto a Italia, Hungría, Países Bajos y Suecia su candidatura, retiró esta junto al resto de selecciones europeas para apoyar conjuntamente a Italia viendo que la designación podría caer del lado del país sudamericano. Tras su descarte y la designación de Uruguay, considerado el combinado más potente por salir campeón de las anteriores dos citas olímpicas de fútbol, París 1924 y Ámsterdam 1928, la Federación alegó el coste y el largo viaje en barco hasta llegar al país sudamericano y rechazó tomar parte en la misma, a pesar de que Uruguay decidió hacerse cargo de todos los gastos y compensar a las selecciones participantes en un intento por dar prestigio al torneo. España, al igual que la gran mayoría de los equipos nacionales europeos, no aceptó la invitación para jugar el Mundial debido al enfado por considerar inapropiado que el primer gran torneo se disputase fuera de Europa y, más en concreto, fuera de Inglaterra, al ser esta la cuna de este deporte. Pero el Viejo Continente se encontraba aún maltrecho por la Primera Guerra Mundial y se avocaba por alentar la paz desde Uruguay. Nacería así, bajo la tutela del entonces presidente de la FIFA Jules Rimet, el Mundial y su primer trofeo, el de «La Diosa de la Victoria».
Tres años después de la primera cita mundialista, se sucedían los encuentros entre selecciones nacionales para potenciarse. Destacó, entre todos ellos, el jugado por los españoles el 21 de mayo de 1933, fecha en la que se dio la mayor goleada a favor de su historia tras vencer por trece goles a cero a Bulgaria. El futbolista más destacado de aquel encuentro fue el debutante gallego Eduardo González «Chacho», quien anotó seis de los trece tantos del equipo, estableciendo dos marcas vigentes en la actualidad —la de máximo goleador en un partido de la selección española y la de mejor resultado del combinado hispano—.

#### Mundial de 1934 de Italia

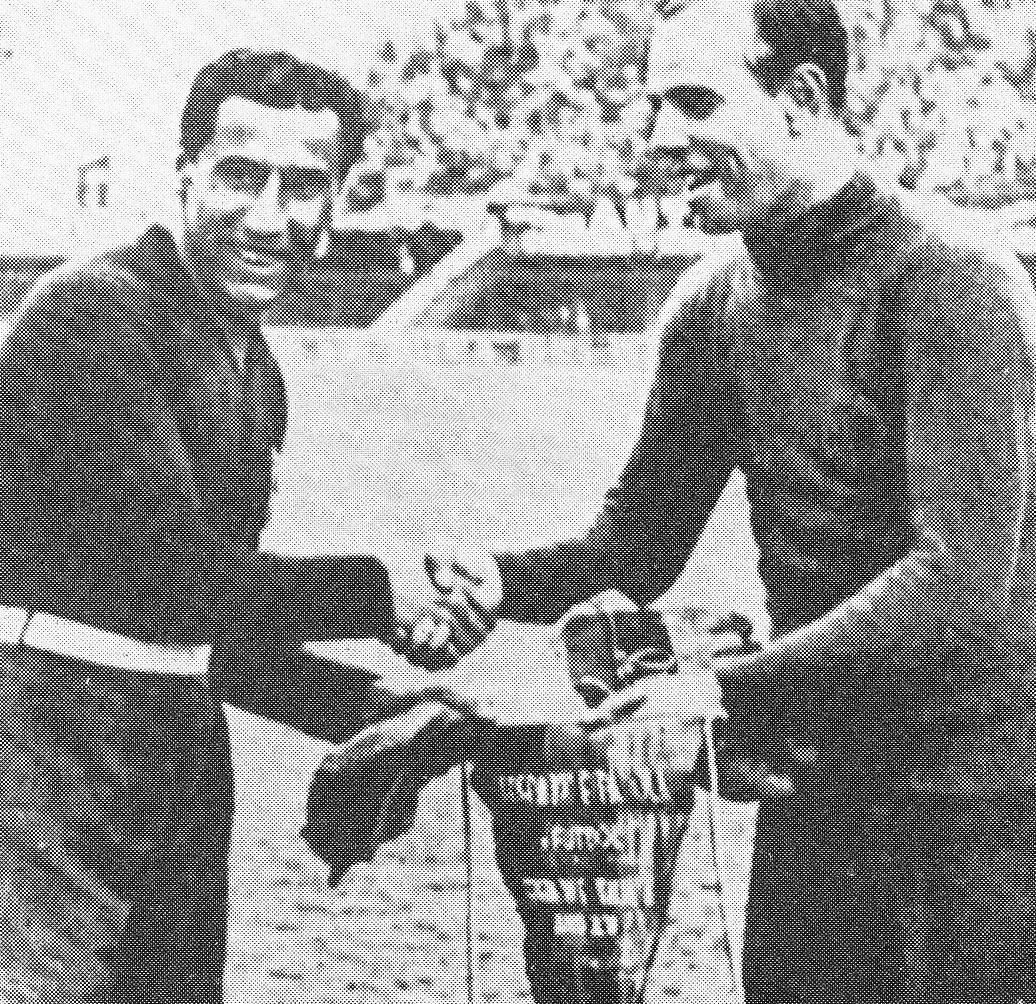
Saludo entre Gianpiero Combi y Ricardo Zamora, capitanes de las selecciones de Italia y España, antes de disputar el partido de desempate de octavos de final en el Mundial de 1934.

Un año más tarde, en 1934, España participó por primera vez en un Mundial. En concreto, en el de 1934 de Italia.
En la fase de clasificación, el combinado jugó en el Grupo 2 de la UEFA junto a Portugal.
La selección venció en los dos encuentros a los portugueses, marcando en el primero de ellos un total de nueve goles, y quedó así primera en el grupo con el billete en la mano para su primera cita mundialista.
Igualmente por primera vez, España acudía a un gran torneo futbolístico representando a la Segunda República Española. El dueño de la portería era Ricardo Zamora. La defensa la ocupaban Ramón Zabalo, Ciriaco Errasti y el líder de la zaga, Jacinto Quincoces. En el medio campo, sobresalían «Lafuente», Martín Marculeta, Leonardo Cilaurren y José Muguerza. Finalmente, se contaba con unos atacantes como Martí Ventolrà, Luis Regueiro, Simón Lecue, «Chacho», Crisanto Bosch, Guillermo Gorostiza e Isidro Lángara, todo un depredador del área. Marcó un total de 17 tantos en 12 encuentros, lo que le hace ser el jugador con mejor promedio goleador de la historia de la selección (1,42 goles por partido). Dirigida por Amadeo García de Salazar, la selección jugaba con dos defensas, tres centrocampistas y cinco atacantes, algo muy normal en la época.
Ya en la cita mundialista, venció en octavos de final a la selección brasileña por 3-1. En aquel partido, Zamora paró un penalti a Leônidas da Silva, la gran estrella del equipo sudamericano, con lo que se convirtió en el primer cancerbero en parar una pena máxima en la historia de los Mundiales.
El combinado nacional perdería, sin embargo, en cuartos de final contra la anfitriona, la selección italiana, tras un partido de desempate. La rivalidad entre Italia y España quedaba ya marcada para la posteridad.
Sería la única participación española en un Mundial hasta 1950, en el campeonato de Brasil, debido a la Guerra Civil Española —que duró desde 1936 hasta 1939—, que les impidió acudir al Mundial de 1938 que se celebró en Francia, y a la Segunda Guerra Mundial —que duró desde 1939 hasta 1945—, en la que no se disputó la competición.

### Luces y sombras (1948-1966)

#### Cuarto puesto en el Mundial de 1950 de Brasil

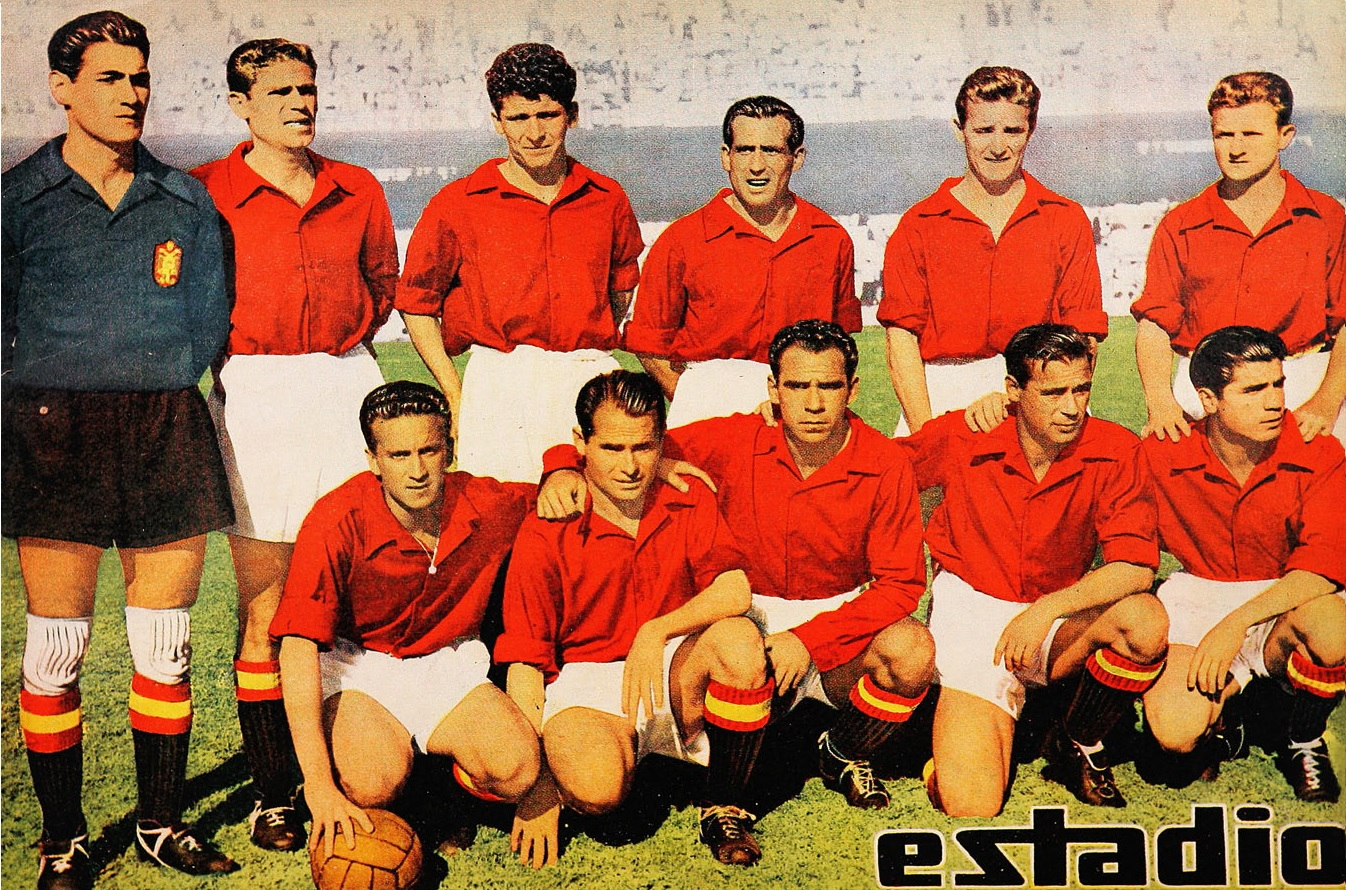
España en el Mundial de 1950. Forman, de pie: Ramallets, Puchades, Parra, Alonso, Gonzalvo III y Gonzalvo II. Agachados: Basora, Igoa, Zarra, Panizo y Gaínza.

Tras los logros obtenidos hasta la fecha, como un destacado subcampeonato en los Juegos Olímpicos, un quinto puesto en su primera participación mundialista y convertirse en la primera selección no británica en vencer a la potente selección inglesa, España participó por segunda vez en un Mundial, el de 1950, celebrado en Brasil, en donde firmaría su mejor actuación hasta la cita de 2010. El equipo, entrenado por Guillermo Eizaguirre, acabaría el torneo en cuarta posición tras jugar la liguilla final.
En la fase clasificatoria, España quedó encuadrada en el Grupo 6 de la UEFA junto a Portugal.
En el primer encuentro, derrotó a los portugueses por 5-1 y en el segundo, empató a dos tantos. España quedaba así primera en el grupo y obtenía su billete para el torneo mundialista.
En la primera ronda de la fase final, España quedó integrada en el Grupo 2 junto a Inglaterra, Chile y Estados Unidos.
Debutó frente a la selección estadounidense venciendo por 3-1 tras remontar el gol norteamericano en los diez últimos minutos. Los tantos fueron marcados por Igoa, Basora y Zarra.
En su segundo partido, el conjunto español venció a la selección chilena por 2-0, pese a que se le anularon otros dos goles más.
En el tercer choque, que se disputó en el Estadio Maracaná el día 2 de julio, España venció por uno a cero a la selección inglesa. El encuentro siempre sería recordado por el gol de Zarra, que marcó a los tres minutos del comienzo del segundo tiempo, y por la locución radiofónica del tanto realizada por Matías Prats Cañete. Tras la victoria, el presidente de la Federación Española de Fútbol, Armando Muñoz Calero, le envió un telegrama a Francisco Franco en el que destacaba la frase «Excelencia, hemos vencido a la Pérfida Albión». Debido a ello, aunque se disculpó, fue cesado de su cargo.
Posteriormente, los cuatro ganadores de cada grupo jugaron una liguilla final para dilucidar al fin el campeonato. España se enfrentaría a Brasil, Uruguay y Suecia.
En su primer encuentro, empató a dos goles ante los uruguayos, que después acabaron siendo los campeones del Mundial en lo que se conocería como «El Maracanazo».
Días más tarde, perdería contra la selección brasileña por un claro 6-1. A pesar de encajar en ese encuentro un total de seis goles, Antoni Ramallets se marchó del campeonato designado como el mejor cancerbero del torneo y con el apodo de «El Gato de Maracaná».
En el encuentro ante los suecos, en el que se resolvía el tercer puesto, perdió por 3-1.
La selección nacional española quedaba así en cuarta posición.

#### Doble ausencia mundialista
España no se pudo clasificar para disputar el Mundial de 1954, celebrado en Suiza —que previamente había sido designada para organizar el campeonato anterior, pero que decidió posponerse a la siguiente edición para que así coincidiese con el 50 aniversario de la FIFA, cuya sede central se encontraba en Zúrich—, pero continuaría su crecimiento y pronto se convertiría en una de las mejores selecciones.
En la fase de clasificación, el combinado nacional quedó integrado en el Grupo 6 de la UEFA junto a Turquía y la Unión Soviética. Sin embargo, los soviéticos decidieron retirarse por motivos políticos, por lo que el grupo se quedaba solamente con dos equipos.
En el primer partido frente a los turcos, venció en Madrid por 4-1 —con goles de Alsúa, Miguel, Gaínza y Venancio—. Pero en el segundo choque, perdió en Estambul por 1-0 jugando un mal partido en donde los turcos anularon por completo a la entonces estrella del equipo, Ladislao Kubala. España quedó primera en el grupo, pero debido a que en esa época no se tenía en cuenta la diferencia de goles, se disputó un partido de desempate en Roma tres días después. Antes de que comenzara este, Ottarino Barassi, el presidente de la Federación Italiana, le entregó a Sancho Dávila, su homólogo español, una comunicación que, supuestamente, provenía de la FIFA. El mensaje era «Atención equipo español situación jugador Kubala». Debido a este telegrama —la FIFA negó siempre haberlo enviado, lo que añade aún más misterio a dicho suceso— España no se atrevió a alinear a Kubala. El partido finalizó con empate a dos goles, por lo que la clasificación, en una época en la que no se realizaban tandas de penaltis, se dilucidó por sorteo. El niño italiano Franco Gemma —que fue elegido como mano inocente— sacó de un sombrero el papel con el nombre de Turquía, por lo que España se quedaba fuera de la cita mundialista.

Para el campeonato siguiente, el Mundial de 1958 de Suecia, España tampoco logró clasificarse para la fase final.
En la fase clasificatoria, la selección quedó encuadrada en el Grupo 9 de la UEFA junto a la selección escocesa y la selección suiza.
España no comenzó bien y, tras empatar con los suizos a dos goles y perder frente a los escoceses por 4-2, debía ganar sus siguientes dos encuentros y esperar que Suiza ganase a Escocia. No fue así y, pese a conseguir vencer a ambos conjuntos por 4-1, sería superada en la tabla por el conjunto británico por un solo punto. El conjunto español quedaba segundo en el grupo y no lograba su billete para la cita.

#### Nacimiento de la Eurocopa

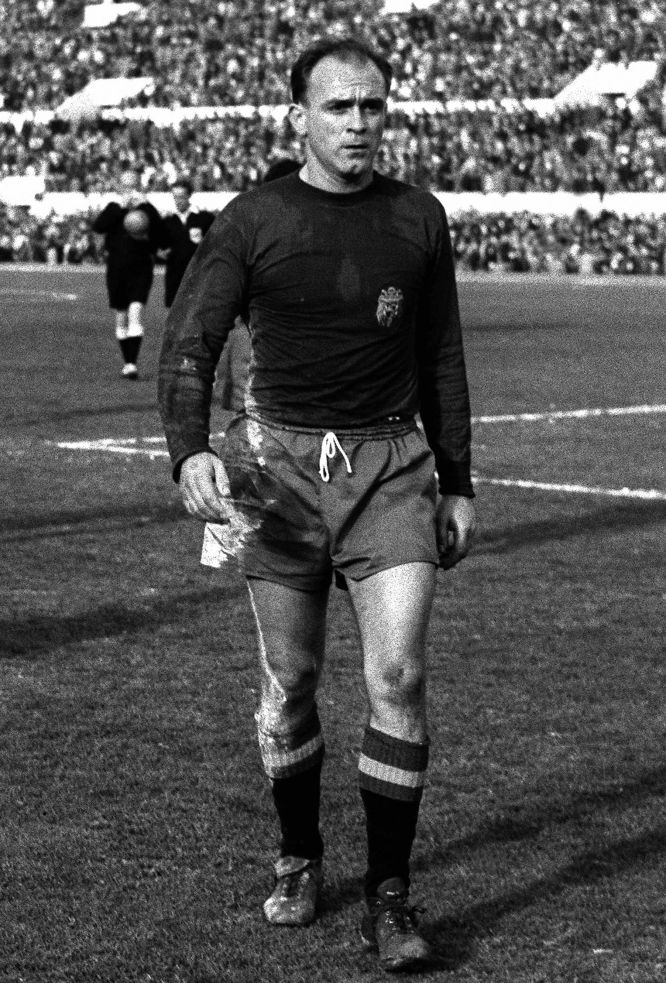
Alfredo Di Stéfano consiguió anotar 23 goles con la selección española.

La primera edición de la Eurocopa llegó a Francia en 1960 y fue el primer torneo entre selecciones europeas de fútbol de la historia. Los enfrentamientos de clasificación para la fase final fueron a doble partido con ida y vuelta en los países de las selecciones enfrentadas en cada eliminatoria y dicha fase final consistía solamente en las dos semifinales, el encuentro por el tercer puesto y la final, que se disputaron en suelo francés.
En junio de 1959, la selección española estaba formada por grandes figuras que triunfaban en sus clubs tanto en España como en Europa. En ese momento, destacaban en la selección, por un lado, jugadores como Enrique Mateos, Di Stéfano —que ya había ganado el Balón de Oro en 1957 y en este 1959 ganaría el segundo— y Gento, que acababan de ganar su cuarta Copa de Europa. Por otro lado, también destacaban jugadores como Ramallets —ganador del Trofeo Zamora de la Liga 1958-59—, Kubala y Luis Suárez, que eran los actuales campeones de la primera Copa de Ferias y habían ganado la Copa y la Liga en esa temporada.
España debutó en la fase clasificatoria frente a Polonia en octavos de final. En el partido de ida, disputado en Chorzów, los polacos empezarían adelantándose en el marcador con un gol de Ernest Pohl en el minuto 34. En el minuto 40, Suárez conseguiría el empate y, un minuto después, Di Stéfano culminaría la remontada de la selección española. Ese partido terminó con un 2-4 favorable a los visitantes, con dos goles de Suárez y otros dos de Di Stéfano. En el partido de vuelta, disputado en octubre en el Santiago Bernabéu, España ganó por 3-0 con goles de Di Stéfano, Gensana y Gento, quedando un parcial de 7-2 a favor de los españoles en esa eliminatoria. El posterior sorteo de los cuartos de final deparó un enfrentamiento entre España y la Unión Soviética de Lev Yashin que tenía que disputarse en mayo de 1960. En esa época, España no tenía relaciones diplomáticas con la Unión Soviética y ambos países habían estado enfrentados en los acontecimientos ocurridos tanto en la Guerra Civil Española, con el apoyo de Stalin al gobierno de la Segunda República, como en la Segunda Guerra Mundial, con el envío de la División Azul por parte de la dictadura franquista. Después de la eliminatoria contra Polonia, España disputó cuatro amistosos antes del enfrentamiento contra los soviéticos. En estos partidos, destacarían jugadores como Eulogio Martínez —que marcaría cinco goles—, Peiró y Del Sol. España ganó tres de estos partidos y perdió uno, contra Francia en París, por un ajustado 4-3. El último partido amistoso antes del enfrentamiento frente a la URSS fue contra Inglaterra, el 15 de mayo de 1960 en el Estadio Santiago Bernabéu, donde España ganó por 3-0, con dos goles de Eulogio Martínez y otro de Peiró. Habían pasado siete meses desde el enfrentamiento contra Polonia y España seguía teniendo una selección con grandes figuras que seguían cosechando triunfos en Europa con sus clubs. Por un lado estaban Ramallets —ganador también del Trofeo Zamora de la Liga 1959-60—, Kubala, Luis Suárez —que ese año ganaría el Balón de Oro— y Eulogio Martínez, que habían ganado la segunda Copa de Ferias, y, por otro lado, Di Stéfano, Gento y Del Sol, que habían sido protagonistas ganando la quinta Copa de Europa. El 25 de mayo, cuando la expedición española dirigida por Helenio Herrera estaba concentrada en Madrid para viajar hacia Moscú con intención de disputar el primer partido de la eliminatoria, vieron en la prensa un comunicado que decía «La Federación Española de Fútbol ha comunicado a la FIFA que quedan suspendidos los encuentros de fútbol entre las selecciones nacionales de España y la URSS para la Copa de Europa de Naciones». La dictadura de Franco se había opuesto a que España se enfrentara a la URSS por temor a que una derrota española fuera utilizada por los soviéticos con fines políticos y, muy especialmente, porque el régimen franquista —que era anticomunista— no quería recibir a una delegación del mencionado país en suelo español. El presidente de la Federación viajó de urgencia a París para buscar una solución, como jugar en campo neutral, jugar los dos partidos en Moscú o renunciar a los derechos económicos; cualquier cosa con tal de seguir adelante. Pero de nada sirvió. Los rusos rechazaron cualquier opción. El diario «Pravda» había aprovechado la situación para vender que «El régimen fascista español tenía miedo al equipo del proletariado soviético» y ya no iban a dar marcha atrás. Consciente de que España hubiera sido un rival muy difícil de batir, la URSS trasladó el asunto a la UEFA y esta decretó la expulsión de España de la Eurocopa y el pase automático de los soviéticos a la fase final, donde acabarían ganando la final frente a Yugoslavia. Toda Europa conoció la noticia, lo que supuso un duro golpe al prestigio de la competición en su primera edición. Pero, sobre todo, fue un mazazo para el fútbol español, que se veía privado de un más que posible éxito por motivos ajenos a lo deportivo. En agosto de 1960, tras la Eurocopa, la UEFA decidió sancionar a España con una multa de 2 000 francos suizos.
Fue la primera vez que España y la URSS cruzaron sus caminos y quedó marcado un recuerdo para el futuro.

#### Regreso al Mundial
España volvía al Mundial tras las anteriormente mencionadas dos ausencias consecutivas.
En la fase de clasificación, el conjunto español —dirigido por Pedro Escartín— debía enfrentarse en la primera ronda de la UEFA a Dinamarca, pero esta se retiró, por lo que España avanzó automáticamente a la fase de grupos de la clasificación. Quedó encuadrada pues en el Grupo 9 junto a Austria y Gales; sin embargo, los austriacos también se retiraron, por lo que el primer clasificado debería jugarse la plaza mundialista en la «repesca» frente a un aspirante de la CAF o la AFC.
Derrotó a Gales 1-2 en Cardiff y empató en el segundo partido, por lo que avanzaba a la siguiente fase de la clasificación al quedar primera en el grupo. Se jugaría pues la clasificación a la competición en una eliminatoria frente a la selección marroquí, representante de la CAF. El combinado español vencería por un resultado global de 4-2, con lo que logró el billete para disputar su tercer Mundial.
La selección española de fútbol se presentó en el Mundial de 1962, celebrado en Chile, con un equipo dirigido por Helenio Herrera y en el que sobresalían jugadores como Luis Suárez, Paco Gento, Joaquín Peiró, Enrique Collar, Del Sol y el ya mencionado Ferenc Puskás, que hacía presagiar los mejores augurios. Faltó su figura, el nacionalizado Alfredo Di Stéfano, que se había lesionado en el antepenúltimo partido de preparación para el Mundial, perdiendo así su última oportunidad de participar en un torneo mundialista —es la única de las grandes estrellas de todos los tiempos que no ha disputado una sola de estas citas—, aunque viajó a Chile con la expedición española para estar al lado de sus compañeros de selección, como así consta en las actas de la FIFA. El hispano-argentino, nacionalizado cuatro años antes, el hispano-húngaro Ferenc Puskás, el hispano-paraguayo Eulogio Martínez y el hispano-uruguayo José Santamaría serían los responsables de que a la selección española se la llamase «La ONU» por ser jugadores extranjeros, es decir, no nacidos en el país, ya que por aquel entonces se permitía que un jugador pudiera defender la camiseta de más de una selección nacional. España quedó encuadrada en el Grupo 3 junto a Brasil, Checoslovaquia y México.
El su primer partido, perdió frente a la selección checoslovaca por 1-0.
En su siguiente encuentro, venció a la selección mexicana por la mínima.
En su tercer y crucial choque, se enfrentaba a la actual campeona, la selección brasileña. El resultado, encargado de decidir la clasificación, favorecería a los brasileños, por lo que España quedaría eliminada tras quedar cuarta en el grupo.
El combinado nacional cerraba una discreta actuación mundialista al que llegaba como una de las mejores selecciones existentes y se volvía a casa antes de tiempo en la que sería su peor participación en un Mundial hasta la fecha, sin alcanzar la fase final, un hecho que sí consiguió tras terminar en 5.ª y 4.ª posición en las ediciones anteriores. Sin duda, fue una decepción debido a los grandes futbolistas que reunía el equipo y que asombraban al mundo a nivel de clubes, donde sí conquistaban títulos importantes. De nuevo, habría que esperar otra ocasión para poder ver a España en lo más alto del fútbol de selecciones y esta no tardaría en llegar. Dicha próxima gran cita se celebraría dos años más tarde en suelo español.

#### Victoria en la Eurocopa de 1964 de España

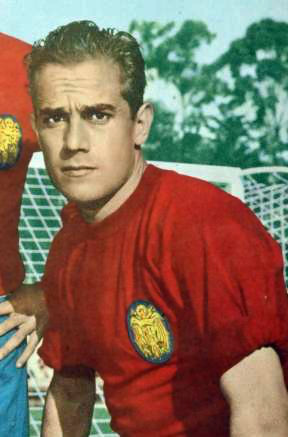
Luis Suárez, capitán de la selección y considerado uno de los mejores futbolistas de la época.

En la Eurocopa de 1964 de España, el equipo dirigido por José Villalonga llegó al torneo con varios jugadores de renombre, como el capitán Luis Suárez, Paco Gento, Josep María Fusté, Amancio Amaro y José Ángel Iribar.
El combinado español se clasificó para la fase final de esta edición.
Inició el camino hacia el torneo venciendo en la fase previa a la selección rumana por un 7-3 global en la eliminatoria. Los octavos de final los disputó frente a la selección norirlandesa. En el encuentro de ida, empató a uno en San Mamés (Bilbao). Debido a este resultado, Villalonga presentó su dimisión, pero esta no fue aceptada. En el partido de vuelta, jugado en Belfast, el equipo lograba una victoria por la mínima y se clasifica para la próxima ronda; en este choque, el portero José Casas Gris, apodado «Pepín», sustituyó al titular Araquistaín, que se lesionó en el último entrenamiento previo al encuentro. Jugó los cuartos de final contra la selección irlandesa, ganando la eliminatoria por un 7-1 global que le dio el pase a la fase final.
España disputó el 17 de junio de 1964 en el Estadio Santiago Bernabéu, como anfitriona, su partido de semifinales contra la selección húngara. Tras un empate a un gol, el resultado se decidió en la prórroga. Después de los 120 minutos reglamentarios, los españoles vencerían la eliminatoria por 2-1 gracias a los goles de Jesús Pereda y Amancio Amaro (este último fue el tanto en la prórroga que le daría a la selección el pase a la final).
El 21 de junio y presidida desde el palco por el entonces Jefe del Estado, Francisco Franco, se jugó la final del campeonato en el Estadio Santiago Bernabéu. España se enfrentaba de nuevo a la selección soviética, actual campeona de la competición, logrando la victoria por un 2-1 con goles de Jesús Pereda y Marcelino, mientras que para los soviéticos marcaría Galimzyan Khusainov.
España ganaba de esta forma su primera Eurocopa —entonces denominada Campeonato de Europa de Naciones— y se colocaba como mejor selección europea tras igualar el título anterior de la propia selección soviética. Fue el primer título de la selección española y tardaría 44 años en volver a conquistar otro.

#### Mundial de 1966 de Inglaterra

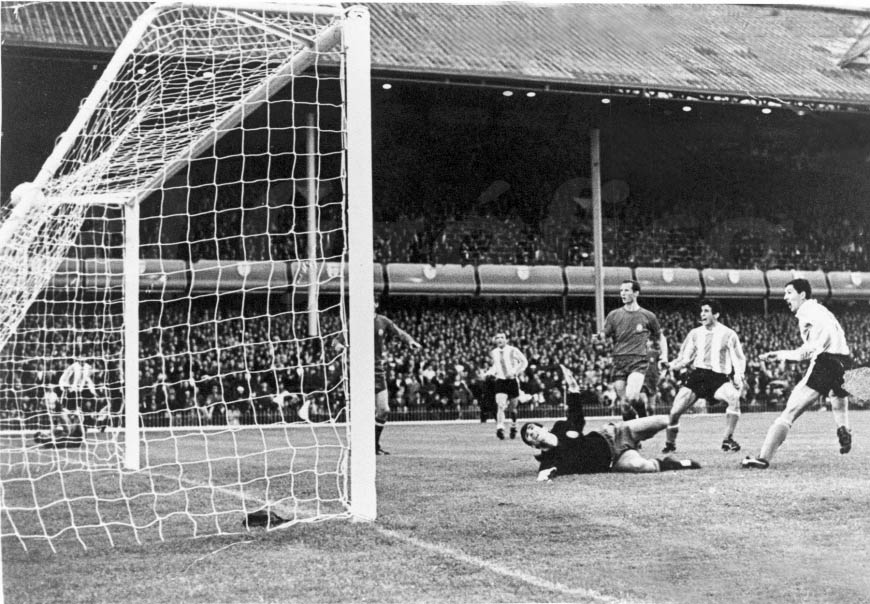
Instante en el que el jugador argentino Luis Artime marca el primer gol contra España en el primer partido de ambas selecciones en el Mundial de 1966.

En la fase clasificatoria para el Mundial de 1966 de Inglaterra, el equipo nacional quedó encuadrado en el Grupo 9 de la UEFA junto a las selecciones irlandesa y siria. A modo de protesta, el combinado asiático renunció a jugar para mostrar su apoyo a los representantes africanos debido al reparto de las plazas. Así pues, la plaza mundialista la disputaría frente a Irlanda en dos partidos.
Tras perder el primer encuentro por 1-0, los españoles ganaron el segundo por 4-1 en Sevilla. Pese a quedar primera en el grupo por delante de su rival irlandés, no se tenía en cuenta por aquel entonces la diferencia de goles, así que se hubo de disputar un partido de desempate. Este se jugó en París y España selló su clasificación ganando por la mínima con un gol de Ufarte.
España, con Villalonga al mando, llegaba al torneo mundialista con un combinado que no difería mucho del que venció en la final de Madrid a la URSS de Lev Yashin. Sobresalían Iríbar, Luis Suárez, Pirri, Adelardo, Peiró, José Ufarte y Amancio. España quedó encuadrada en el Grupo 2 junto a la selección occidental alemana, la selección argentina y la selección suiza.
Perdió el primer partido contra los sudamericanos por 2-1.
Días más tarde, venció a los suizos por 2-1 tras remontar con tantos de Sanchís y Amancio el gol helvético. Este resultado dejaba de nuevo, como en el anterior Mundial, la clasificación a expensas de lo que sucediese en el último partido.
En su crucial tercer encuentro, frente a los alemanes, España consiguió aguantar un primer tiempo empatada a uno con tantos de Lothar Emmerich y Fusté. Sin embargo, Uwe Seeler definiría el choque al anotar el 2-1 en el minuto 84. España sería eliminada al quedar tercera en el grupo.

### Años de decadencia (1966-1980)

#### Década de ausencia
Como vigente campeona de Europa, España disputaría la fase clasificatoria de la Eurocopa de 1968 de Italia en el Grupo 1 junto a la selección checoslovaca, la selección irlandesa y la selección turca.
El 3 de agosto de 1966, Domingo Balmanya fue nombrado nuevo seleccionador nacional. En sus enfrentamientos frente a los irlandeses, la selección empató a cero en Dublín y venció por 2-0 en Valencia. En su doble enfrentamiento contra Turquía, empató a cero en Estambul y ganó por 2-0 en Bilbao. En el primer choque frente a los checoslovacos —en Praga—, cayó derrotada por 1-0, pero este encuentro se recuerda más por motivos extradeportivos, ya que en la tradicional interpretación de los himnos nacionales que siempre se lleva a cabo antes de comenzar un encuentro, en lugar de sonar el himno nacional de España sonó el Himno de Riego —que fue el himno de España durante la Segunda República Española—. Hubo una disculpa oficial mediante una carta. «El hecho...», le escribía el presidente de la federación checoslovaca al de la española, «...ha sido causado por error y negligencia de un funcionario administrativo de nuestra sección de fútbol, lo que sin embargo nosotros lamentamos sinceramente». En su segundo enfrentamiento, disputado en el Santiago Bernabéu, el combinado español venció por 2-1 con goles de Pirri y Gárate, lo que dejaba su clasificación en manos de los checoslovacos, que aún deberían jugar dos partidos. Irlanda debía vencer a Checoslovaquía en Praga, ya que a los checoslovacos les valía el empate para su clasificación. Inesperadamente, una victoria de los irlandeses por 1-2 metía a España en la siguiente ronda tras finalizar primera de grupo con ocho puntos. Balmanya, que había dimitido de su cargo, volvió a tomar las riendas del combinado español. En los cuartos de final de la ronda clasificatoria, habría de enfrentarse a la selección inglesa de Bobby Charlton, vigente campeona mundial, por un puesto en la fase final del torneo. Tras perder el partido de ida en tierras británicas por un gol a cero gracias al tanto de Charlton en el minuto 84, el equipo tendría que buscar la remontada en Madrid. Ya en el encuentro de vuelta, el combinado español empató la eliminatoria con un gol de Amancio en el minuto 47, pero luego Peters (en el minuto 55) y Hunter (en el minuto 82) marcaron para Inglaterra, impidiendo a la selección acceder a la fase final de la competición.

Un año después, España, dirigida por Eduardo Toba, estuvo encuadrada en el Grupo 6 de la UEFA de la clasificación y tuvo como rivales, en la lucha por quedar primeros para lograr una única plaza para disputar el Mundial de 1970 de México, a las selecciones belga, yugoslava y finlandesa.
Antes de que se empezaran a disputar los partidos de dicha fase, se preparó un partido de ensayo en Lyon ante Francia, a la cual el conjunto español derrotó por 1-3. Se da la circunstancia de que España no volvería a ganarles más en suelo francés hasta 42 años después. En sus tres primeros encuentros de grupo, la selección empató dos —a cero en Belgrado y a uno en Madrid ante los belgas— y perdió en Bélgica por 2-1. Con esta derrota, ya no cabía ninguna opción clasificación para la cita mundialista. Debido a esto, Toba dimitió como seleccionador y, de manera sorprendente y totalmente novedosa, el combinado fue dirigido conjuntamente por Miguel Muñoz, Salvador Artigas y Luis Molowny (en esa época eran los entrenadores de Real Madrid, Barcelona y Las Palmas, respectivamente, que eran los tres primeros clasificados en la Liga). En los ya intrascendentes dos siguientes encuentros de la fase clasificatoria, venció a Yugoslavia por 2-1 y perdió ante la débil Finlandia por 2-0 en Helsinki. Parecía que, con la derrota ante los finlandeses, el equipo había tocado fondo y debía de acontecer un cambio de ciclo. Y así fue, pues Ladislao Kubala fue nombrado nuevo seleccionador. En el último partido de la fase, venció a los finlandeses por 6-0. España quedaba finalmente tercera en el grupo.

Con Kubala al frente, España estuvo encuadrada en el Grupo 4 de la fase clasificatoria para la Eurocopa de 1972 de Bélgica y tuvo como rivales a la selección soviética, a la selección norirlandesa y a la selección chipriota.
España perdió su oportunidad al no poder vencer a la URSS en ninguno de los dos choques en los que se enfrentaron. En el primer encuentro, perdió por 2-1 en Moscú en lo que fue la primera vez que la selección disputaba un encuentro en suelo soviético. En el segundo partido ante ellos, disputado en Sevilla, empató a cero y quedaron así eliminados. El jugador español más destacado en ambos partidos frente a los soviéticos fue Carles Rexach. En el último encuentro, disputado en Inglaterra, empató a uno ante Irlanda del Norte. España quedaba segunda en su grupo, lo que no le valía para pasa a la siguiente ronda de la fase clasificatoria.

La siguiente cita en la que España debía de conseguir la clasificación fue la del Mundial de 1974 de Alemania Occidental.
La selección estuvo en el Grupo 7 de la UEFA junto a la selección yugoslava y la selección griega.
España empató en los dos encuentros frente a los balcánicos (2-2 y 0-0) y se alzó con sendos triunfos ante los helenos (2-3 y 3-1). Tras la derrota de Grecia contra Yugoslavia por 2-4 y la igualdad en la diferencia de goles, España tuvo que jugar un partido de desempate (en terreno neutral) ante Yugoslavia el 13 de febrero de 1974 en Fráncfort del Meno. Con un gol de Josip Katalinski en el minuto 10, España cayó derrotada y no pudo ir a la fase final mundialista al quedar finalmente segunda en el grupo.

La selección nacional jugó en el Grupo 4 de la clasificación para disputar la fase final de la Eurocopa de 1976 de Yugoslavia. Tuvo como rivales a la selección rumana, la selección escocesa y la selección danesa.
En sus partidos en Copenhague y Glasgow, venció por 1-3 y 1-2, respectivamente. En la capital escocesa, Iribar detuvo un penalti con el marcador en contra y Quini marcó los dos tantos que le dieron al equipo nacional la victoria. Posteriormente, empató contra Escocia y Rumanía en suelo español. Más adelante, venció a los daneses por 2-0 y consiguió empatar en Bucarest (2-2). España avanzaba a la siguiente ronda de la fase de clasificación al quedar primera en el grupo. Ya en cuartos de final de la fase clasificatoria, se enfrentaría a la selección occidental alemana, vigente campeona de Europa y del mundo, por un puesto en la fase final de la competición. En el partido de ida, en Madrid, el equipo español empató a un gol gracias al tanto anotado por Santillana. En el encuentro de vuelta, sería derrotada por 2-0 en Múnich, no pudiendo finalmente sacar el billete para la fase final del torneo.

#### Vuelta a los grandes eventos
Tras los últimos años de fracasos, España participó nuevamente en una competición de gran importancia, el Mundial de 1978 de Argentina.
En la clasificación de la UEFA para acudir a la fase final, tuvo como rivales a Yugoslavia y Rumanía en el Grupo 8.
Consiguió el billete para Argentina —quedando primera en el grupo— tras una sola derrota, que se produjo en Bucarest ante la selección rumana por 1-0 y, contando sus demás partidos por victorias, confirmó la clasificación de manera solvente con el triunfo a domicilio contra la selección yugoslava por 0-1 gracias a un gol de Rubén Cano. Dicho partido, conocido como «La Batalla de Belgrado», se recuerda más por motivos extradeportivos, sobre todo por la agresión que sufrió «Juanito» al alcanzarle una botella lanzada desde la grada por parte del público local. La rivalidad entre España y los países balcánicos y del este era notable.
Ya en la fase final del torneo mundialista, España estuvo integrada en el Grupo C con la selección brasileña, la selección austriaca y la selección sueca. Los españoles se hospedaron en «La Martona», en donde varios factores hicieron que no fuera el mejor lugar para una concentración.
En su choque inaugural, en el que España jugó con brazaletes negros en memoria del recientemente fallecido presidente del Real Madrid, Santiago Bernabéu, los españoles no tuvieron fortuna y acabaron perdiendo por 2-1 ante los austríacos. A catorce minutos del final y con el empate a uno en el marcador, la estrella del equipo de Austria, Hans Krankl, marcó el gol que le daba los dos puntos a su selección.
En el decisivo segundo encuentro, en el que necesitaba la victoria, empató a cero goles frente al equipo de Brasil. El partido sería recordado por una jugada que tuvo lugar en el minuto 30 de la segunda parte, cuando Julio Cardeñosa falló una clara oportunidad de gol a puerta vacía tras toparse su disparo con el defensa brasileño Amaral.
En el último partido, con escasas opciones de clasificación, ya que debía esperar la victoria de Austria sobre Brasil, el equipo español venció a Suecia por 1-0 gracias al gol de Asensi. España cayó eliminada en la primera fase al quedar tercera en el grupo con tres puntos.

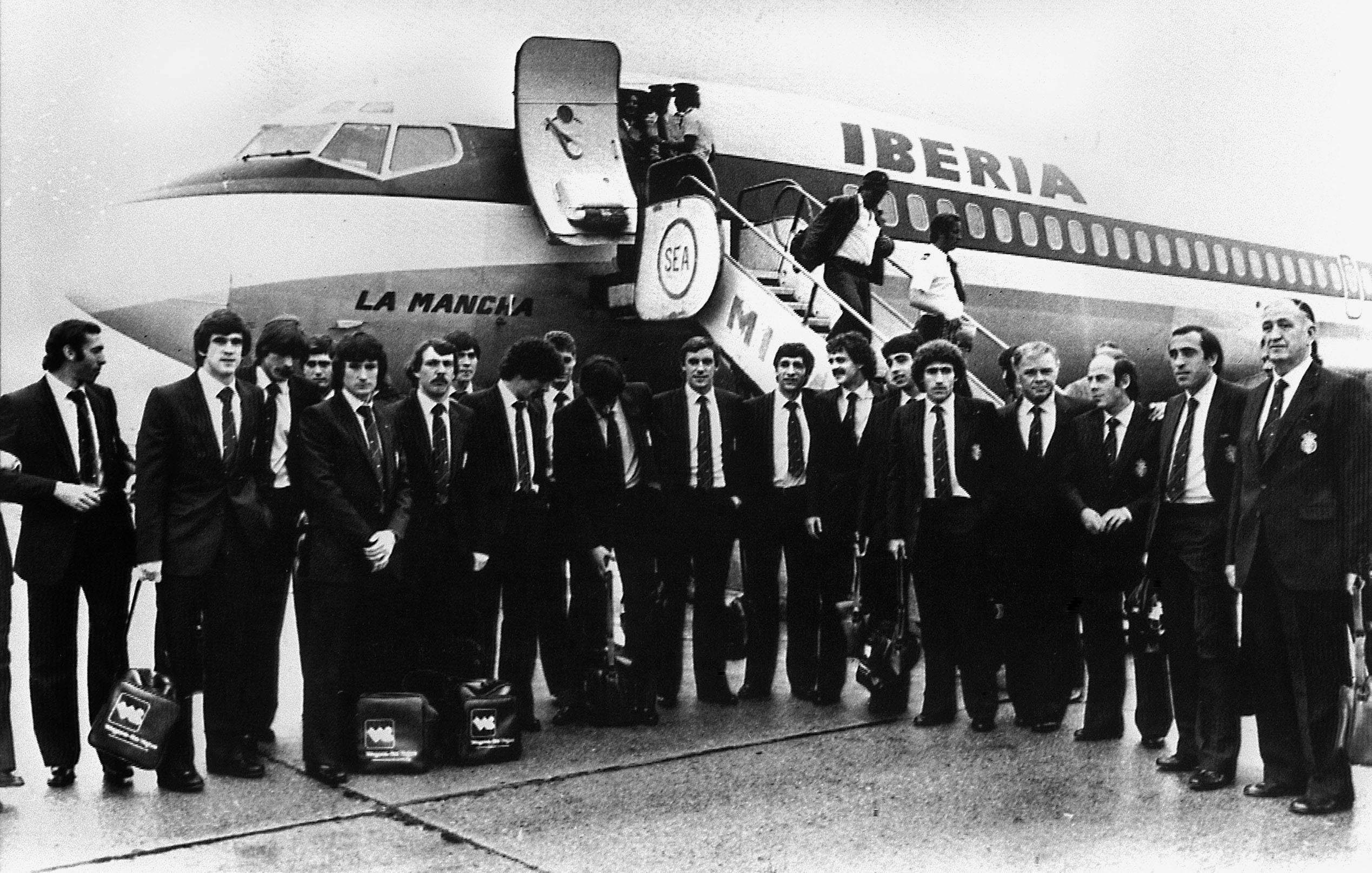
La selección en su llegada a Milán para disputar de la Eurocopa de 1980.

Merced a la fase de clasificación, España ganó un billete para la fase final de la Eurocopa de 1980 de Italia en el Grupo 3 de dicha ronda clasificatoria, en el que coincidió con Yugoslavia, Rumanía y Chipre. Como novedad frente a las fases finales de ediciones anteriores, que solo eran disputadas por cuatro equipos, se aumentó el número de representantes a ocho. Siete de ellos provenían de la fase clasificatoria, a los que había que añadir al equipo anfitrión que, también como novedad, se clasificaba directamente.
España empezó su camino hacia la clasificación con un triunfo ante los yugoslavos por 1-2 y sumó otras dos victorias en casa ante los rumanos (1-0) y los chipriotas (5-0). Pero un empate a dos goles ante Rumanía y una derrota ante Yugoslavia en Valencia por 0-1 pusieron en vilo la clasificación. En su último partido, disputado en Chipre, la selección española debía ganar para poder estar entre los ocho mejores del continente y consiguió vencer por 1-3. A pesar del resultado, el partido resultó dramático, ya que el tercer gol español lo marcó Saura a un minuto del final. El equipo culminó esta fase de clasificación como primero de grupo por un solo punto de diferencia.
En la fase final de la competición, la selección quedó encuadrada en el Grupo B junto a Bélgica, Italia e Inglaterra.
En su primer encuentro, empató a cero con Italia.
Días más tarde, perdería ante Bélgica por 2-1.
Finalmente, quedó eliminada tras perder ante Inglaterra por 1-2 después de fallar un penalti, que hubo de ser repetido, y anulársele un tanto.
Esta sería la peor participación de la historia de España en una Eurocopa y Kubala abandonó tras ello su puesto de seleccionador después de once años en el cargo.

### Lento resurgir (1980-1992)

#### Anfitriona del Mundial de 1982 de España
El 6 de julio de 1966, España fue seleccionada como anfitriona del Mundial de 1982 por la FIFA. Como novedad en esta edición, destacaría la participación de veinticuatro combinados por primera vez en el torneo, lo que obligó a un cambio de formato para encuadrar correctamente a todos los equipos participantes. El torneo fue dividido en tres fases. Una primera ronda conformada por seis grupos de cuatro selecciones cada uno, en donde los dos primeros de cada grupo se clasificarían para la siguiente fase. Esta segunda fase estaba compuesta por cuatro grupos de tres equipos cada uno, donde el primero de cada uno pasaría a una tercera fase de eliminación directa que decidiría el título y que estaría compuesta por las semifinales y la final.
Continuando con una tradición de ediciones anteriores, la mascota del torneo fue «Naranjito».
El seleccionador, tras la dimisión de Kubala, fue José Santamaría y, aún con las actuaciones anteriores, para esta edición las expectativas del equipo español eran consideradas muy buenas al jugar como local, especialmente por las razones de que en el anterior gran torneo celebrado en suelo español —la Eurocopa de 1964— el combinado salió campeón y porque, desde los orígenes mundialistas, las selecciones de los países organizadores siempre habían realizado un papel muy destacado. Uruguay (en 1930), Italia (en 1934), Inglaterra (en 1966), Alemania Occidental (en 1974) y por último Argentina (en 1978) se proclamaron en su hogar campeonas del mundo, mientras que Brasil (en 1950) y Suecia (en 1958) fueron finalistas y Chile (en 1962) acabó tercera. El conjunto español presentó un grupo cuya base la formaban jugadores del campeón de Liga, la Real Sociedad, y del vencedor de la Copa del Rey, el Real Madrid. Por parte del equipo donostiarra, jugaron Arconada, Zamora, Periko Alonso, López Ufarte, Satrústegui y Uralde. Por parte del conjunto merengue, fueron Camacho, Gallego, «Juanito» y Santillana, además del portero suplente Miguel Ángel.
En la primera fase de la competición, España estuvo integrada en el Grupo 5 junto a la selección norirlandesa, la selección yugoslava, y la selección hondureña. Además, se enfrentaría a esos rivales en el Estadio Luis Casanova de Valencia.
En su primer partido de la competición, España se vio afectada por los nervios del debut y, con un partido muy desordenado, solo pudo empatar a un gol frente a la débil Honduras. El tanto español fue obra de López Ufarte —de penalti— en la segunda parte, igualando el gol inicial de Zelaya.
En el siguiente partido, consiguió su primera victoria con un resultado de 2-1 sobre Yugoslavia. En el minuto 10, Ivan Gudelj puso por delante a los balcánicos, pero solo 4 minutos después, el árbitro danés Henning Lund Sørensen señaló un penalti a favor del equipo local. Fue una primera ayuda a la selección española, ya que la falta había tenido lugar fuera del área. El encargado de tirar la pena máxima fue López Ufarte, que lo falló, pero el colegiado mandó repetirlo y esta vez «Juanito» lograba el empate a uno. En la segunda parte, hubo dos lanzamientos que pegaron en los palos, uno por cada selección, antes de que Enrique Saura, en los momentos finales del partido, lograse el trascendental tanto que daría la victoria a España.
En el último partido del grupo, la selección fue derrotada por un gol a cero por la selección norirlandesa. En el minuto 48, Gerry Armstrong logró el gol irlandés tras un fallo del guardameta Arconada. España fue incapaz de empatar el encuentro a pesar de que Irlanda del Norte jugaba con inferioridad numérica desde el minuto 61 debido a la expulsión de Donaghy. A pesar de la derrota, España pasó como segunda clasificada de grupo a la siguiente fase.
En esta segunda fase del torneo, España estuvo en el Grupo B junto con la selección occidental alemana y la selección inglesa. Todos los partidos de este grupo tendrían como escenario el Estadio Santiago Bernabéu —el escenario de la gran final— de Madrid.
Al haber empatado Alemania Occidental e Inglaterra su primer partido, el equipo español estaba obligado a no perder el propio para continuar en el torneo, pero fue eliminada tras caer por 2-1 frente a los germanos.
Ya fuera de la siguiente ronda de la competición, de nada le sirvió el empate a cero que cosechó frente a los ingleses.
Debido a la gran decepción que sufrió la afición española, el técnico José Santamaría fue destituido de su cargo de seleccionador debido a la que fue considerada la peor actuación de una selección organizadora de un Mundial hasta ese año.

#### Subcampeonato en la Eurocopa de 1984 de Francia
Después del sueño roto del Mundial de España, Miguel Muñoz, que ya había entrenado al combinado nacional en 1969, volvió al cargo de seleccionador. España pasó como primera en el Grupo 7 de la clasificación para disputar la Eurocopa de 1984 de Francia por delante de la selección neerlandesa, la selección irlandesa, la selección islandesa y la selección maltesa.
Antes de la disputa del último partido, encabezaban la clasificación los neerlandeses con una diferencia respecto a España de 11 goles. Esto obligaba a los españoles a derrotar a Malta por ese mismo número de goles de diferencia o más para que se hiciese efectiva la clasificación. El empate a puntos y goles frente a Países Bajos clasificaba a los españoles. A todas luces, era una tarea casi imposible. Así se llegó al 21 de diciembre de 1983, fecha del encuentro que se disputaría en el Estadio Benito Villamarín, en Sevilla, entre España y Malta. Finalmente, España venció por 12-1 —un choque que transcurrido el primer tiempo iba 3-1— y logró una inverosímil clasificación.

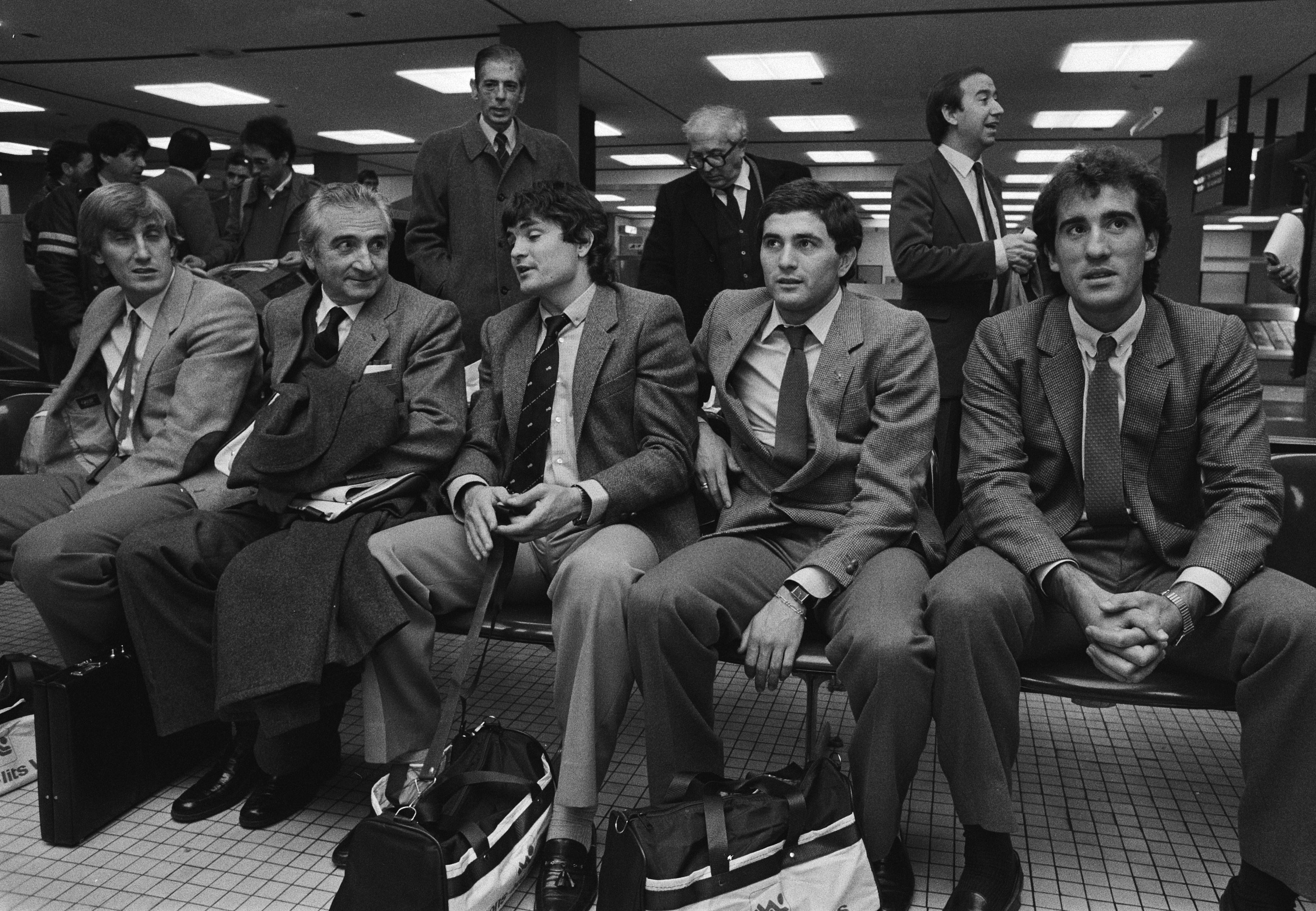
De izquierda a derecha: Maceda, Miguel Muñoz, Camacho, Gordillo y Goikoetxea en 1983.

La selección quedó encuadrada en el Grupo B con la selección occidental alemana, la selección portuguesa y la selección rumana.
En su primer partido, empató a un gol con Rumanía.
Días más tarde, repitió resultado —empate a uno— frente a Portugal.
Finalmente, consiguió una sorprendente victoria contra Alemania Occidental por un gol a cero, marcando Maceda el tanto del triunfo en el minuto 90. España se clasificó como primera de grupo.
El 24 de junio, en el Estadio Gerland de Lyon, se encontró ante Dinamarca en semifinales. En el minuto 7, los daneses —por mediación de Sören Lerby— se pusieron por delante en el marcador. Ya en el segundo tiempo, concretamente en el minuto 67, Maceda marcaba el tanto que valía el empate y esto significó que el pase a la final debía decidirse en la tanda de penaltis, en la que la selección española ganó por 5-4. Preben Elkjær erró su lanzamiento y Sarabia fue el encargado de marcar el suyo, lo que le daba el pase a España a su segunda final de Eurocopa, después de 20 años. La nota más triste fue que, por acumulación de tarjetas, Maceda y Gordillo no la disputarían.
La final habría de disputarse contra los anfitriones franceses, capitaneados por Michel Platini. Se jugó el 27 de junio en el Parque de los Príncipes de París y contó con la presencia en el palco del entonces Presidente del Gobierno, Felipe González, y del Príncipe Felipe. Tras un encuentro muy disputado, finalmente serían los franceses los que derrotasen a España por 2-0. En el primer tiempo, el defensa Battiston sacó un balón en la línea de gol tras un cabezazo de Santillana dando al traste con la mejor ocasión de los ibéricos. En el segundo tiempo, corría el minuto 57 cuando Platini, tras un lanzamiento de falta ayudado por el fallo del portero Arconada al que el balón se le escurrió por debajo de su cuerpo tras haberlo atajado, puso por delante en el marcador a «Les Bleus». Tras este primer tanto, España inició un acoso hacia la portería defendida por Bats, pero sin ningún orden. Ello posibilitó, en el tiempo extra, que Bellone marcara el segundo tanto francés.
Fue una derrota dolorosa, pero España conseguía firmar su mejor actuación de los últimos años y, lo más importante, volvía a ser una selección competitiva y que habría que tener en cuenta para próximos eventos.

#### Mundial de 1986 de México

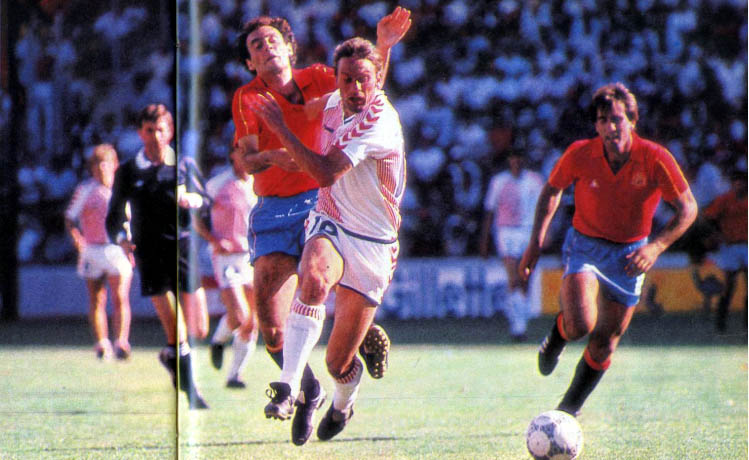
Preben Elkjaer y Gallego en una lucha por el esférico en el partido de octavos de final del Mundial de 1986.

España se clasificó para el Mundial de 1986 de México tras jugar en el Grupo 7 de la UEFA, en donde se enfrentó a las selecciones escocesa, galesa e islandesa.
Le selección quedó primera en el grupo y consiguió así el billete para la competición mundialista.
Acudió a México con una plantilla joven y como actual subcampeona de Europa y quedó encuadrada en el Grupo D con la tricampeona selección brasileña, la selección norirlandesa y la selección argelina.
En su primer encuentro, perdió frente a Brasil con polémica, ya que el colegiado no dio por válido un gol tras un disparo de Míchel González que, después de rebotar en el larguero, rebasó la línea de meta casi medio metro para después salir.
Posteriormente, consiguió reponerse y vencer a Irlanda del Norte en su segundo choque.
En el tercer y definitivo partido de esta primera fase, ganó a Argelia y se clasificó como segunda de grupo.
En octavos de final, venció a la selección danesa por 5-1 y avanzó a la siguiente ronda.
Finalmente, sería eliminada por la selección belga en cuartos de final luego de perder 5-4 en la tanda de penaltis tras empatar 1-1 en el tiempo reglamentario.

#### Eurocopa de 1988 de Alemania Occidental
Miguel Muñoz siguió como seleccionador nacional y España se clasificaría para la Eurocopa de 1988 de Alemania Occidental.
En dicha fase de clasificación, estuvo encuadrada en el Grupo 1, donde se enfrentó a la Austria, Rumanía, y Albania.
Tras contar sus primeros tres partidos por victorias, una derrota frente a Rumanía por 3-1 en Bucarest complicó la clasificación para España. Los rumanos igualaban los seis puntos de los españoles con aún dos partidos por disputar. España había vencido por un 2-0 a Austria con goles de los madridistas Míchel y Manolo Sanchís, mientras que los rumanos hacían lo propio frente a Albania. A falta de un último y decisivo partido, la clasificación estaba en manos de los españoles, pese al empate a puntos. En ese último partido de la fase, la selección española necesitaba vencer por siete o más goles a los albanos —con ello daba igual el resultado de Rumanía por la diferencia de goles— para lograr su presencia en la Eurocopa, pero a pesar de no conseguir ese resultado —ganó por cinco tantos— pudo ir con más sufrimiento del esperado al torneo, ya que Rumanía empató a cero en Austria. El combinado nacional español quedaba así en primera posición en su grupo.
En su primera Eurocopa tras el subcampeonato anterior, España estuvo integrada en el Grupo A junto a la anfitriona selección occidental alemana, la selección italiana y la selección danesa.
Los españoles comenzaron el torneo con una victoria por 3-2 frente a Dinamarca. Los goles españoles fueron marcados por Míchel, Butragueño y Gordillo en un partido en el que los nórdicos no pudieron vengarse de la eliminación sufrida ante los españoles en el reciente Mundial de México de 1986.
Pese al gran comienzo, la suerte de España se torció. Sufrió su primera derrota ante Italia, por 1-0, con un solitario gol de Gianluca Vialli.
En su siguiente encuentro volvió a caer, esta vez por 2-0. Alemania Occidental derrotó a España una destacada actuación de Rudi Völler, autor de los dos tantos. España quedaba finalmente tercera de grupo, por lo que no se clasificaría para disputar las semifinales y quedaba así eliminada.

#### Mundial de 1990 de Italia
Después del torneo europeo, Luis Suárez fue designado nuevo seleccionador nacional. Al equipo español se unieron hombres como Fernando Gómez, Genar Andrinua, Rafael Martín Vázquez, Roberto Fernández, José Mari Bakero, Fernando Hierro y Manolo Jiménez. Además, confeccionó el combinado en torno a Míchel, Butragueño y Sanchís, que debían ser la columna vertebral, ya que llegaban al Mundial en su plena madurez deportiva con «La Quinta del Buitre».
España se clasificó para el Mundial de 1990 de Italia tras jugar en el Grupo 6 de la UEFA  junto a las selecciones irlandesa, húngara, norirlandesa y maltesa.
Ganó con autoridad todos los partidos de clasificación, salvo por una derrota frente a Irlanda por 1-0 y un empate a dos goles frente a Hungría. Quedó primera en el grupo.
El equipo disputó un partido amistoso de preparación ante la selección yugoslava antes del Mundial. En él, venció 0-1 a una selección que posteriormente sería su verduga.
En el sorteo, a España le tocó estar encuadrada en el Grupo E junto con la selección belga, la selección uruguaya, y la selección surcoreana.
La selección comenzó su andadura mundialista con un empate a cero frente a Uruguay; partido en el que el uruguayo Rubén Sosa falló un penalti que hubiera puesto por delante en el marcador a los «charrúas», lo que hubiera obligado a ganar los siguientes dos partidos.
Ante Corea del Sur, logró imponerse por 3-1 con un gran protagonismo de Míchel, que logró hacer un «hat-trick». En la celebración del tercer tanto, el futbolista madrileño entonaba su ya famoso «Me lo merezco».
En el último partido, se tomó la revancha frente a Bélgica —tras la derrota en el anterior Mundial— al vencer por 2-1 con un tanto de Alberto Górriz y otro de Míchel. España avanzaba a la siguiente fase como primera de grupo.
Finalmente, España fue eliminada en los octavos de final por Yugoslavia tras perder por 2-1. El partido se decidió en la prórroga después de finalizar el tiempo reglamentario con empate a un gol merced al tanto de Salinas que igualaba el anterior de Dragan Stojković. Este mismo jugador eliminaría a España con un gol de falta directa en el primer tiempo de la prórroga. Míchel fue duramente criticado tras la eliminación debido a ese lanzamiento de falta, ya que el jugador hizo ademán de retirar la cabeza para que no le golpease el esférico en ella, lo que posibilitó que la pelota superase la barrera y finalmente entrase en la portería.
España no pudo mejorar su actuación con respecto al Mundial de 1986 y finalizó el torneo en décima posición.

#### Eurocopa de 1992 de Suecia
A pesar del discreto papel que realizó España en el Mundial de Italia, Luis Suárez continuó al frente del combinado nacional. Su principal objetivo era lograr la clasificación para la Eurocopa de 1992 de Suecia. El equipo español estuvo encuadrado en el Grupo 1 y tuvo como rivales a la selección francesa, la selección checoslovaca, la selección albanesa y la selección islandesa.
Tras una discreta actuación hasta la mitad del clasificatorio, se llegó al 20 de febrero de 1991, donde la selección de España cayó derrotada en París ante Francia por 3-1 y por ello, un mes más tarde, Luis Suárez fue destituido como seleccionador. Vicente Miera tomó las riendas de la selección. Pese al cambio, España perdió por 2-0 frente a la selección amateur de Islandia en suelo nórdico y, apenas dos semanas después, cayó derrotada por Francia por 1-2 en Sevilla y se puso con ello fin a su imbatibilidad histórica en su ciudad talismán, que por primera vez veía perder al equipo español. En el último partido de la clasificación que jugaría el equipo, este ya se encontraba sin ninguna opción de acceder al torneo. España ganó a Checoslovaquia por 2-1 y con ello Miera consiguió su primera victoria como seleccionador. Aún debía disputarse el último partido de grupo, ante Albania, pero debido a la intrascendencia del partido —ambas selecciones se encontraban eliminadas desde hacía más de un mes— la UEFA decidió suspender el partido por el escaso interés del mismo. El combinado nacional quedaba en tercer lugar en el grupo.
Tras siete grandes citas de selecciones a las que España lograba certificar su participación, finalmente se quedaba fuera de la competición europea, en detrimento de Francia, pese a ser la «cabeza de serie» de su grupo.

### Etapa sin logros destacables (1992-2004)

#### De derrota en derrota
Javier Clemente fue designado nuevo seleccionador de España y el Mundial de 1994 de Estados Unidos se convertiría en su primer reto.
La selección estuvo integrada en el Grupo 3 de la clasificación de la UEFA para el torneo y tuvo como rivales a las selecciones danesa, irlandesa, norirlandesa, lituana, letona y albana.

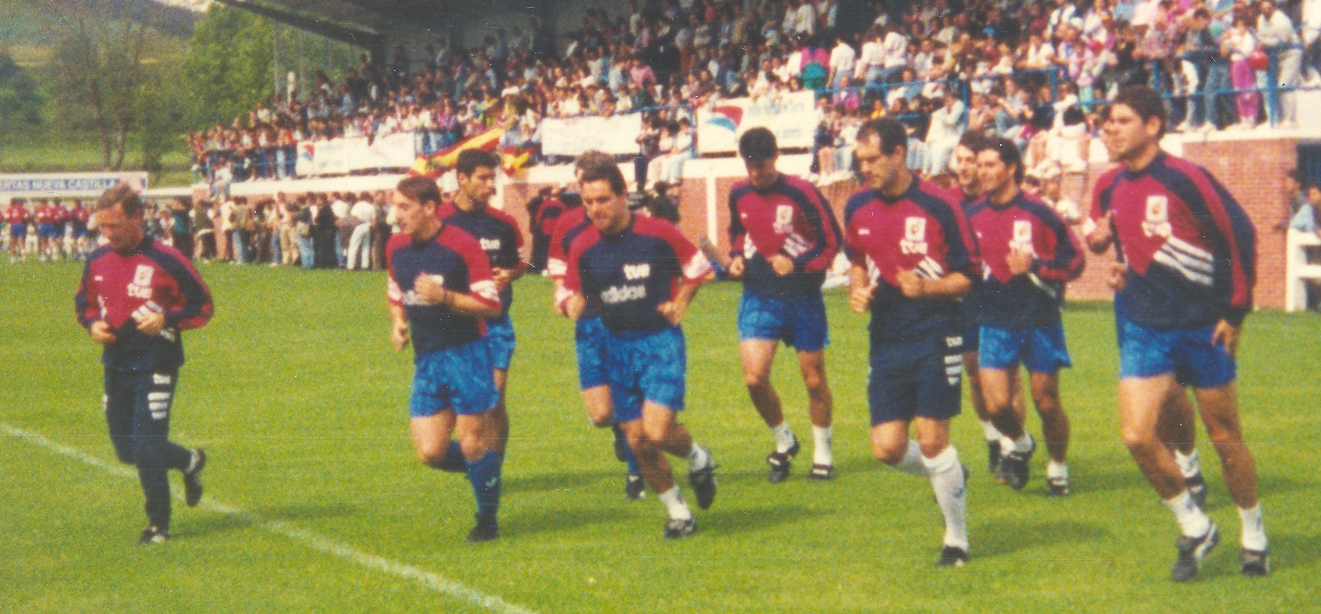
Javier Clemente entrenando a la selección española en Puente Viesgo en mayo de 1994.

Su primer partido de dicha fase lo disputó el 22 de abril de 1992 y en él venció a Albania por 3-0 en Sevilla. Este fue el último encuentro que dirigió Vicente Miera. Los tres choques clasificatorios siguientes, ya con Clemente como seleccionador, acabarían en empate a cero. El partido frente a la República de Irlanda significó el adiós del conjunto nacional de Míchel y Butragueño. Martín Vázquez solo fue convocado una vez más y Manolo Sanchís nunca más volvió desde que el técnico vasco tomó las riendas. Esto significó el punto final del peso de «La Quinta del Buitre» en la selección nacional. Tras una igualadísima disputa con Irlanda y Dinamarca, se tuvo que esperar a la última jornada para conocer a los equipos clasificados. Dinamarca era líder de grupo con 18 puntos, seguida por Irlanda y España, ambas con 17, por lo que los hispanos debían ganar su último encuentro de la fase para certificar su pase al Mundial o bien esperar un tropiezo de los irlandeses frente a sus vecinos del norte, los norirlandeses. En el trascendental encuentro ante los nórdicos, actuales campeones de Europa y abanderados por Peter Schmeichel y los hermanos Michael y Brian Laudrup, las cosas se complicaron al poco de comenzar el partido, ya que en el minuto 11, Zubizarreta fue expulsado de manera justa tras un incomprensible error al despejar un balón sin presión alguna a los pies de Michael Laudrup, al que tuvo que derribar cuando ya le había regateado. Por delante quedaban aún 80 minutos de juego. El encuentro fue dominado por los daneses hasta que llegó el gol que le dio el triunfo a la selección española, en el minuto 63, cuando un córner sacado por Andoni Goikoetxea fue rematado de cabeza por Fernando Hierro, adelantando así a España. Cañizares, sustituto de Zubizarreta, repelió todas las acciones de peligro del rival, en especial un mano a mano frente a Michael Laudrup. La casta del equipo, aún más tras la lesión de Goikoetxea a 15 minutos del final cuando ya no quedaban más cambios por realizar, permitió aguantar el resultado que dio la clasificación al equipo español para su quinto Mundial consecutivo. Diecinueve puntos obtenidos en los doce partidos serían el bagaje final. España accedía al torneo como primera clasificada.
Ya en suelo estadounidense, Clemente utilizó al F. C. Barcelona como base de su equipo. Nueve de los 22 convocados pertenecían al club azulgrana (Zubizarreta, Ferrer, Goikoetxea, Guardiola, Bakero, Txiki Begiristain, Sergi, Nadal y Julio Salinas). España estuvo encuadrada en el Grupo C con la selección alemana, actual subcampeona de Europa y vigente campeona mundial, la selección boliviana y la selección surcoreana.
En su primer partido, España empató con Corea del Sur a dos goles después de ir ganando por 2-0 a falta de seis minutos para el final del encuentro. Este encuentro se disputó a 44 grados centígrados.
Tres días después, empató a un tanto con Alemania en el que en el que en teoría era el partido más complicado del grupo gracias a un gol de Goikoetxea. Los dos empates de nuevo dejaban la clasificación para la fase eliminatoria a expensas del último partido.
Tras vencer por 3-1 a Bolivia —entrenada por el español Xabier Azkargorta— con una destacada actuación de José Luis Pérez Caminero, España se clasificó para disputar la siguiente fase.
En los octavos de final, el combinado nacional consiguió una clara victoria por 3-0 sobre la selección suiza, pese a jugar con nueve defensas en el once titular y ningún delantero puro. Fernando Hierro, Luis Enrique y Begiristain lograron los goles.
Se llegaba así a los cuartos de final. El cruce se celebró el 9 de julio en el Foxboro Stadium de Boston y en él se forjaría una negra historia. La actuación española se terminó debido a una polémica derrota ante la selección italiana por 2-1. En el minuto 25, Dino Baggio marcaría el primer gol transalpino y en el 57, Caminero conseguiría el empate. Se llegaba a los últimos momentos del choque y en el minuto 83, Julio Salinas se quedaba solo en un mano a mano ante el meta Gianluca Pagliuca. El portero adivinó las intenciones del español y la selección fallaba una clara ocasión de gol que hubiese podido cambiar el devenir del encuentro. Tras el error hispano y cuando parecía que habría que disputar la prórroga, a tan solo tres minutos del final del tiempo reglamentario y cuatro minutos después de la ocasión de Salinas, Roberto Baggio regateaba a Zubizarreta y marcaba el gol de la victoria italiana. En el último minuto del tiempo de prolongación, el árbitro húngaro Sandor Puhl no señaló una clamorosa falta que supondría penalti y expulsión del infractor; fue un codazo dentro del área de Mauro Tassotti a Luis Enrique que le fracturó la nariz. España quedaba así eliminada del torneo mundialista.
La actuación de 1994 fue considerada como una de las mejores hasta la fecha a pesar de la polémica derrota ante la que sería subcampeona del torneo.

Para la Eurocopa de 1996 de Inglaterra, el combinado logró su clasificación en el Grupo 2, donde tuvo como rivales a la selección danesa, actual campeona de Europa, la selección belga, la selección chipriota, la selección macedonia y la selección armenia.
España quedó primera en el grupo, con un total de 26 puntos, y no cosechó ninguna derrota, sumando ocho victorias y dos empates y con 25 goles a favor y tan solo cuatro en contra.
La selección quedó encuadrada en el Grupo B junto a Francia, Bulgaria y Rumanía. Clemente, siempre criticado por su planteamiento y estilo de juego, supo aprovechar la estructura del equipo que se llevó al anterior Mundial de los Estados Unidos y añadió nuevos atacantes como Alfonso Pérez y Juan Antonio Pizzi.
Inició el torneo contra Bulgaria con un empate a un gol. El tanto español fue anotado por Alfonso, que debutaba en una gran cita.
En el siguiente partido, frente a Francia, empató por el mismo resultado que frente a los búlgaros gracias al tanto anotado por Caminero en el minuto 86 de partido. El 1-1 final dejaba a España al borde de la eliminación, ya que la clasificación ya no dependería de ellos mismos en la última jornada; deberían esperar acontecimientos. El combinado estaba obligado a ganar su partido frente a Rumanía y confiar en que los franceses lograsen un resultado favorable en su enfrentamiento contra Bulgaria.
Finalmente, tras derrotar a la selección rumana por 2-1 gracias a un decisivo gol de Guillermo Amor nuevamente en los instantes finales —concretamente en el minuto 84—, accedió a la siguiente ronda de la competición merced a la también victoria francesa por 3-1. España podía estar agradecida a su país vecino, ya que no habría podido pasar si Francia y Bulgaria hubieran empatado a dos o más tantos. Al término del encuentro y tras finalizar la rueda de prensa, Clemente insultó gravemente a Jesús Gallego, periodista de la «Cadena SER», y se produjo un altercado entre ellos en donde los miembros de seguridad del estadio tuvieron que sujetar al seleccionador nacional. Horas después, Clemente pidió disculpas por lo sucedido.
En los cuartos de final, le tocó enfrentarse a la selección inglesa, anfitriona del torneo, en el Estadio de Wembley. Tras finalizar el encuentro con 0-0 después de los 90 minutos reglamentarios más los 30 de prórroga (en la que, por primera vez, se utilizó la regla del «gol de oro»), España caería en la tanda de penaltis por 4-2 tras anotar los ingleses sus 4 lanzamientos mientras que Fernando Hierro mandaba el suyo al larguero y el de Miguel Ángel Nadal era detenido por el guardameta inglés David Seaman. Era la primera vez, y hasta 2019 la única, que Inglaterra conseguía ganar una tanda de penaltis en la fase final de un torneo. Por el hecho de ser la anfitriona, en el partido hubo una discutida actuación del árbitro francés Marc Batta, que anuló un gol legal de Salinas y no señaló un penalti a favor de los intereses españoles.
Nuevamente los cuartos de final y una tanda de penaltis se cruzaban en el camino español.

Transcurrirían los estipulados dos años entre grandes citas y de nuevo le tocaba a Europa organizar un evento mundialista de fútbol por la rotación de continentes. La elegida sería Francia, que organizaría su segunda cita mundialista, el Mundial de 1998, tras el anterior —60 años antes— del año 1938. Este sería también el segundo en el que estaría al mando de España el seleccionador Javier Clemente. El técnico vasco conformó un combinado que aspiraba a luchar entre las mejores selecciones y que estaba liderado por jugadores en plena madurez futbolística como Hierro, Nadal, «Kiko» Narváez y Luis Enrique. Asimismo, se incorporó al grupo una nueva generación de futbolistas, como Raúl González, Joseba Etxeberria y Fernando Morientes. A esta mezcla, se le unió la experiencia de jugadores como Zubizarreta, Sergi y Alkorta.
España se clasificó tras jugar en el Grupo 6 de la UEFA junto a la selección de Yugoslavia, la selección checa, la selección eslovaca, la selección feroesa y la selección maltesa.
Se sacó el billete con facilidad como primera de grupo tras no perder ningún partido; fue la primera selección en hacerlo y lo hizo a falta de disputar el último partido.
La selección fue uno de los 14 equipos europeos que se clasificaron en el primer Mundial que se celebraba con 32 conjuntos nacionales, más que ningún otro, y estuvo encuadrada en el Grupo D junto a la selección búlgara, la selección paraguaya y la selección nigeriana.
España, considerada favorita, perdió sorprendentemente el primer partido que disputó en Nantes ante Nigeria tras ir ganando 2-1 al inicio del segundo tiempo con goles de Hierro y Raúl. El conjunto africano acabó dándole la vuelta al marcador y venció por 3-2 con la involuntaria colaboración de Zubizarreta, quien empujó un balón hacia su propia portería tras un centro raso del equipo rival que no entrañaba peligro aparente. Tras empatar a dos los africanos y transcurridos cinco minutos, Oliseh marcó el gol de la victoria para ellos desde fuera del área. Nunca antes la selección había recibido tres goles en contra estando Clemente de seleccionador.
En el segundo partido, España no pudo derrotar a Paraguay y empató a cero debido a una gran actuación del portero paraguayo, José Luis Chilavert.
En el último partido, España no pudo pasar de ronda a pesar de derrotar por un contundente 6-1 a Bulgaria, ya que dependía de Paraguay, quien salió vencedora por 3-1 ante Nigeria haciendo inútil la victoria hispana. España quedaba así tercera en el grupo y, por lo tanto, fue eliminada de la competición.
Este Mundial fue, hasta 2014, el peor de España en toda su historia al acabar en la 17.ª posición. Asimismo, hacía 20 años que no caía en la primera fase. Supuso un sonoro fracaso que significó el adiós de Andoni Zubizarreta que, con 126 internacionalidades, sería hasta el futuro noviembre de 2011 el jugador que más veces había vestido la elástica nacional.

Las fuertes críticas y el fracaso en la cita mundialista no pudieron con el seleccionador vasco, que siguió al frente del equipo con la tarea de clasificar a España para la Eurocopa de 2000 de Bélgica y Países Bajos, la primera en la que dos países se repartían la organización del torneo.
El combinado español estuvo en el Grupo 6 para jugarse la clasificación y tuvo como rivales a la selección austríaca, la selección israelita, la selección chipriota y la selección sanmarinense.
En el primer partido del grupo, España cayó derrotada por 3-2 en Lárnaca ante Chipre y, debido a ello, José Antonio Camacho sustituyó a un Clemente que fue cesado de su cargo. Pese a la derrota inicial, logró su billete al torneo sin problemas como primera del grupo, destacando grandes actuaciones —sobre todo en territorio español— en donde se conseguirían abultadas goleadas por la tremenda pegada de los hombres de Camacho. Los 12 tantos en los enfrentamientos con Austria, destacando la victoria por 9-0 en Mestalla, los 15 ante San Marino, los 10 ante Chipre y los 5 ante Israel sirvieron para batir el récord goleador en una fase de clasificación de la Eurocopa. En total, España consiguió 42 goles en 8 partidos. Raúl fue el máximo artillero de la selección, con 11 goles en 6 encuentros. Jugadores como el ya citado Raúl, Morientes y Juan Carlos Valerón resultarían claves. A ellos se sumó un joven Iker Casillas.
España jugó en el Grupo C junto a la selección noruega, la selección eslovena y la selección yugoslava.
De nuevo, la selección comenzó su andadura en un gran torneo con una decepción, perdiendo 1-0 contra Noruega debido a un gran error del portero español Molina y que le acabaría costando la titularidad en favor de Cañizares.
El combinado nacional consiguió vencer en su siguiente choque a Eslovenia por 2-1, con más sufrimiento de lo esperado. En este partido, Raúl marcó el primer gol en el minuto 4 y, ya en el segundo tiempo (en el minuto 59), Zlatko Zahovic empató el choque. Pero apenas un minuto después, Joseba Etxeberria puso el 2-1 final.
En su último partido de la primera fase, que disputó el 21 de junio de 2000 en el Estadio Jan Breydel de Brujas, consiguió vencer a Yugoslavia. España necesitaba la victoria para su clasificación, pero los balcánicos se adelantaron en el marcador hasta en tres ocasiones. A la media hora del encuentro, Savo Milošević puso el 1-0. Ocho minutos después, Alfonso Pérez empató el encuentro. En el minuto 50, Dejan Govedarica puso el 2-1 pero, un minuto después, Pedro Munitis empató de nuevo el partido. En el minuto 62, Slaviša Jokanović vio la tarjeta roja por una entrada a Munitis. Pese a la inferioridad numérica, los yugoslavos, por mediación de Slobodan Komljenovic en el minuto 75, se pusieron 3-2 en el marcador. En el tiempo de descuento, Gaizka Mendieta empató de penalti el choque y Alfonso, a 10 segundos de finalizar los 90 minutos reglamentarios, marcó el gol de la victoria española tras una dejada con la cabeza de Ismael Urzaiz. Los hispanos vencían finalmente por 3-4. Esta victoria permitía a España pasar de fase como líder de su grupo.
Ya en los cuartos de final, se cruzó con la selección francesa, vigente campeona mundial, en un partido que tuvo como escenario otra vez Brujas y que tuvo como resultado un 1-2 a favor de Francia. En el primer tiempo, se sucedieron los tres goles. Sin embargo, en el último minuto del encuentro, con toda una segunda parte de dominio francés, Fabien Barthez cometió penalti sobre Abelardo Fernández. Raúl fue el encargado de ejecutar la pena máxima, pero falló lanzándolo fuera de los tres palos y, con ello, España perdió la posibilidad de forzar la prórroga. El combinado español quedaba así eliminado de la competición.
La prensa española acusó a la selección de dar muestras durante toda la Eurocopa de su debilidad, su nerviosismo y de carecer de once y de un sistema de juego fijo.
Los cuartos de final eran ya una barrera maldita que se negaba a ceder ante los españoles.

#### «Factor anfitrión» en Corea y Portugal
España volvió a clasificarse para el Mundial de 2002 de Corea del Sur y Japón —primera vez que se organizaba conjuntamente por dos países—. Estuvo encuadrada en el Grupo 7 de la UEFA junto a la selección austríaca, la selección israelí, la selección bosnioherzegovina y la selección liechtensteiniana.
El combinado nacional quedó primero en el grupo, obteniendo así su billete para la competición mundialista.
Ya en el torneo, España estuvo integrada durante la primera fase en el Grupo B con la selección eslovena —debutante en un Mundial—, la selección paraguaya y la selección sudafricana.
España comenzó el campeonato con una victoria sobre Eslovenia por 3-1 con goles de Raúl, Valerón y Hierro, este último de penalti. Con este triunfo, la selección rompió un curioso gafe que ya duraba 52 años, el de no ganar el primer partido que disputaba en cada edición mundialista.
Igualmente, venció a Paraguay por el mismo resultado de 3-1 después de que, en la víspera del choque, Chilavert hubiese intentado provocar al conjunto español con varias polémicas declaraciones. Remontó en el segundo tiempo un 1-0 adverso tras un autogol de Carles Puyol con un «doblete» de Morientes y un nuevo tanto de penalti de Hierro.
El último partido contra Sudáfrica cerraba una fase de grupos perfecta tras vencer el equipo español por 3-2 con un «doblete» de Raúl y un tanto de Mendieta, resultando así España líder del grupo con nueve puntos y con un juego bastante convincente.
En los octavos de final —choque disputado en el Estadio Mundialista de Suwon de Corea del Sur—, los españoles consiguieron su pase a la siguiente ronda ante la selección irlandesa. El encuentro comenzó de cara para España, que consiguió adelantarse en el marcador con un tanto de Morientes en el minuto 8. En la segunda parte, los irlandeses tuvieron la oportunidad de igualar el marcador al lanzar un penalti que detuvo Iker Casillas. Pese a la magnífica actuación del joven portero, en el último minuto del encuentro se señaló un nuevo penalti contra España, que esta vez «los del trébol» no desaprovecharon. Debido a ello, se tuvo que ir a la prórroga, en la que España consiguió aguantar a los irlandeses durante los 30 minutos correspondientes con diez hombres sobre el campo, ya que David Albelda se lesionó y no pudo ser sustituido por haberse hecho los tres cambios reglamentarios. En la tanda de penaltis, la selección venció por 3-2. En ella, Casillas detuvo dos lanzamientos, convirtiéndose en el héroe del partido.
No fue así en los cuartos de final, en donde España, que no pudo contar con Raúl por una lesión que sufrió en el anterior encuentro, cayó eliminada por la anfitriona Corea del Sur en los penaltis por 5-4 al acabar 0-0 el encuentro tras disputarse los 120 minutos reglamentarios. Joaquín Sánchez falló el penalti decisivo que clasificó a la selección asiática, que recibió más de un favor arbitral durante el partido de manos del colegiado egipcio Gamal Al-Ghandour y de sus linieres de Uganda (Ali Tomusange) y Trinidad y Tobago (Michael Ragoonath). Se anularon dos goles válidos al equipo español y un posible tercero. El primero, fue un tanto de cabeza de Rubén Baraja anulado por una más que rigurosa falta de Helguera en el salto tras un saque de falta de Javier De Pedro. La segunda jugada polémica sucedió en la prórroga, tras rematar Morientes a la red un centro de Joaquín que habría supuesto el final del partido al tratarse de un «gol de oro», pero según el árbitro asistente, el balón había rebasado la línea de fondo cuando claramente no lo había hecho; años después sería reconocido por el propio árbitro principal del encuentro. La última controversia, que acabó por desesperar a la delegación española, fue cuando el segundo linier señalaba otro claramente inexistente fuera de juego de Luis Enrique que se quedaba solo en un mano a mano frente al portero surcoreano gracias a un pase de Joaquín Sánchez cuando se llegaba al final de la prórroga. Fueron especialmente llamativos los favores arbitrales a los surcorenaos, que no se veían tan clamorosos desde las primeras ediciones del torneo. La selección italiana, rival de éstos en la fase anterior, fue eliminada también tras otra polémica actuación arbitral.
Fue la primera, y hasta ahora única vez, que España se despedía de una fase final de un Mundial sin perder ningún partido. Tras la eliminación del conjunto dirigido por Camacho, la prensa internacional mostró su indignación hacia la FIFA por las polémicas arbitrales que se habían vivido durante el Mundial.
Los jugadores del combinado nacional más destacados en la cita mundialista, que se realizaba por primera vez en el continente asiático, fueron el barcelonista Carles Puyol y el madridista Iker Casillas, que en principio no estaba llamado a ser el guardameta titular, pero al que, tras la lesión doméstica de Santiago Cañizares justo antes de comenzar el campeonato al caérsele un frasco de colonia que le hirió el pie, se le abrieron las puertas de la titularidad.

Tras acabar el torneo en Asia, dos jugadores importantes para España en la última década, Fernando Hierro y Luis Enrique, anunciaron que no volverían a vestir más la elástica nacional. El defensa se retiró siendo el máximo goleador histórico con 29 tantos. Igualmente, el 2 de julio de 2002, Camacho anunció que no seguiría al frente de la selección, cerrando así un ciclo con una selección en clara proyección ascendente. Iñaki Sáez fue el sustituto provisional, pero finalmente tomó de manera definitiva las riendas de la selección.
Con Sáez como nuevo seleccionador nacional, España logró clasificarse para la Eurocopa de 2004 de Portugal tras jugar en el Grupo 6 junto a la selección griega, la selección ucraniana, la selección armenia y la selección norirlandesa.
El técnico utilizó como base de su equipo habitual al Valencia campeón de las Ligas de 2002 y 2004, siendo Marchena, Albelda, Baraja y Vicente titulares fijos, así como a Raúl, que no tardó en superar el récord goleador de Hierro, lográndolo en 2003 al anotar dos goles en un amistoso contra Alemania. La selección española, tras perder ante los helenos en Zaragoza por 0-1 y empatar tanto con Ucrania a dos tantos como con Irlanda del Norte a cero, ya no dependía de sí misma para clasificarse. Por todo ello y, tras quedar segunda en el grupo, tuvo que vencer a la selección noruega en una eliminatoria de «repesca» y lo hizo con un resultado global de 5-1.
España quedó encuadrada en el Grupo A del torneo con la anfitriona selección portuguesa, además de con la selección rusa y la selección griega, con la que había disputado la fase de clasificación. Iñaki Sáez planteó una alineación en la que destacaban la seguridad en la portería del madridista Iker Casillas, la eficacia defensiva del barcelonista Carles Puyol, la compenetración y su labor en el centro de campo de los valencianistas David Albelda y Rubén Baraja, la inteligencia de Juan Carlos Valerón en el juego entre líneas y el olfato goleador del madridista Raúl González, el capitán del equipo. A esto se le sumaron unos nuevos valores de jóvenes futbolistas como el rojiblanco Fernando Torres, el txuriurdin Xabi Alonso, que ficharía ese mismo verano por el Liverpool inglés, y el valencianista Vicente Rodríguez. Un gran bloque al que se le criticó que no hubiera sido convocado el «Pichichi» nacional de esa temporada, «Mista». Cabe destacar que España era el conjunto más joven que acudía a la competición de los 16 equipos participantes, con 25,47 años de media.
En el primer choque de la primera fase, España derrotó a Rusia por 1-0 con el solitario gol de Valerón. En este partido, la selección contó con el apoyo de más de 15 000 seguidores españoles; era la primera vez que en un gran torneo futbolístico celebradado fuera de España se contaba con tal masa de aficionados.
En el segundo encuentro, con la presencia en el palco del Rey Juan Carlos I, empató a un gol contra Grecia en un mal partido. Morientes fue el primero en anotar, pero Angelos Charisteas empató en la única ocasión de gol helena.
En el último partido, disputado en el Estadio José Alvalade de Lisboa, perdió 1-0 contra la Portugal de Luís Figo y un jovencísimo Cristiano Ronaldo merced a un gol de Nuno Gomes en el minuto 57. Finalmente, España cayó eliminada en esta primera fase de manera decepcionante. No obstante, durante los 43 primeros minutos del encuentro, a España le valía el empate a cero contra los portugueses, porque Rusia iba ganando por 2-0 a Grecia y eso le clasificaba a cuartos, pero el gol de Zisis Vryzas deshizo esa posibilidad, ya que los griegos se clasificaron por tener más goles a favor. El equipo acababa en tercera posición en el grupo.
La imagen y la actitud mostrada por los jugadores durante los tres partidos del torneo fue decepcionante y muy criticada por la prensa española, que señaló principalmente a Raúl.

### Época dorada (2004-2014)

#### Sentando las bases
Después de la Eurocopa, Iñaki Sáez abandonó el banquillo de España. El técnico vasco no tenía esa idea en mente y, además, había renovado hasta el siguiente Mundial, pero la presión de la prensa fue muy grande debido a la decepcionante actuación del equipo en el torneo europeo. Ello hizo que, finalmente, su lugar lo ocupase Luis Aragonés.
El 17 de noviembre de 2004, la selección disputaba su partido número 500 y se celebró dicha efeméride con un amistoso en el Estadio Santiago Bernabéu ante Inglaterra, a la cual derrotó por 1-0 con gol de Asier del Horno en el minuto 8.
España empezaba a ser cuidadosamente reestructurada en todas sus líneas por el seleccionador, quien intentó dotar de un estilo propio de juego a la selección. Jugadores de toque y posesión de balón se convirtieron en la base del equipo. Aragonés prescindió de jugadores que eran fijos con Sáez, como Etxeberría o Helguera, y posteriormente de otros que solo jugaron en los primeros partidos clasificatorios, como Valerón, Luque o Morientes. Centrocampistas técnicos como Xabi Alonso y Xavi Hernández, suplentes con Sáez, cobraron mayor protagonismo con Luis y fueron el eje del equipo nacional en la siguiente década. Además, otros futbolistas del mismo perfil, como Cesc Fàbregas y Andrés Iniesta, debutaron con «La Roja» en este periodo.
El combinado nacional jugó en el Grupo 7 de la clasificación de la UEFA en busca de una plaza para el Mundial de 2006 de Alemania. Sus rivales fueron la selección serbiomontenegrina, la selección bosnioherzegovina, la selección lituana, la selección belga y la selección sanmarinense.
El equipo quedó segundo en su grupo debido a su incapacidad para superar a la primera clasificada, Serbia y Montenegro. Esto sucedió porque «La Roja», pese a no perder ningún encuentro, obtuvo cinco empates. Por lo tanto, la selección tuvo que jugarse la clasificación a doble partido. En dicha eliminatoria, también conocida como «repesca», venció a la selección eslovaca por un global de 6-2 y logró con ello clasificarse para la fase final. Destacó la actuación de Luis García, pues anotó un total de tres tantos en el partido de ida —que finalizó 5-1—.
El 15 de mayo de 2006, Aragonés hizo pública su lista de los 23 convocados que irían a la cita mundialista. Respecto a la Eurocopa de 2004, el equipo titular sufrió una revolución, pues solo Casillas y Puyol permanecieron en él. Jóvenes talentos como Sergio Ramos, Pablo Ibáñez y David Villa fueron incorporados al once de España, así como los nacionalizados Mariano Pernía y Marcos Senna. Luis copió el sistema 4-3-3 del Barça de Frank Rijkaard, campeón de Liga y Europa en aquel año, para practicar el mismo estilo de fútbol ofensivo y vistoso.
España quedó encuadrada en el Grupo H junto a la debutante selección ucraniana, la selección saudí y la selección tunecina.
El conjunto español empezó fuerte al vencer por 4-0 a Ucrania con una magnífica actuación que impresionó al mundo. En este encuentro, Cesc se convirtió en el jugador español más joven en debutar en un Mundial.
En su segundo partido, venció por 3-1 a Túnez remontándole a las «Águilas de Cártago» su gol inicial en la segunda parte del encuentro. Estos tres tantos fueron obra de Raúl (con su gol igualaba a Salinas y a Hierro, siendo el tercer jugador español en marcar en tres Mundiales diferentes) y Torres —que marcó dos—.
En el último choque, que disputó el conjunto español suplente, venció por 1-0 a Arabia Saudí. El equipo avanzaba como primero de grupo.
En los octavos de final, cayó contra la selección francesa —capitaneada por Zidane—, la cual había logrado superar con gran dificultad la primera ronda del torneo. España perdió por 3-1, a pesar de ir toda la primera parte por delante del marcador, gracias a un gol que marcó David Villa de penalti en el minuto 28. Pero el equipo galo no tardó en reaccionar y, poco antes de concluir la primera parte, Franck Ribéry consiguió empatar el partido. En el segundo tiempo, cuando todo parecía apuntar a la prórroga, una dudosa falta de Puyol sobre Thierry Henry propició que Patrick Vieira pusiera el marcador a favor de «Les Bleus». En el tiempo de descuento, Zidane tras una gran jugada personal marcó el tercer gol francés poniendo fin a las ilusiones españolas.
En ese momento, la selección española nunca había ganado a Francia en un partido de competición. Los jugadores españoles destacados fueron los delanteros Fernando Torres y David Villa, que anotaron tres goles cada uno.
España consiguió, junto con la selección brasileña, el honorífico «Premio al Juego Limpio» del torneo.
Luis Aragonés siguió al frente de España, a pesar de que en su momento dijera que abandonaría su cargo si «La Roja» no superaba los cuartos de final en el Mundial; la barrera maldita.
Se habían sentado unas sólidas bases en torno a la selección que pronto darían sus frutos.

#### «Triplete» histórico y consagración como mejor selección mundial

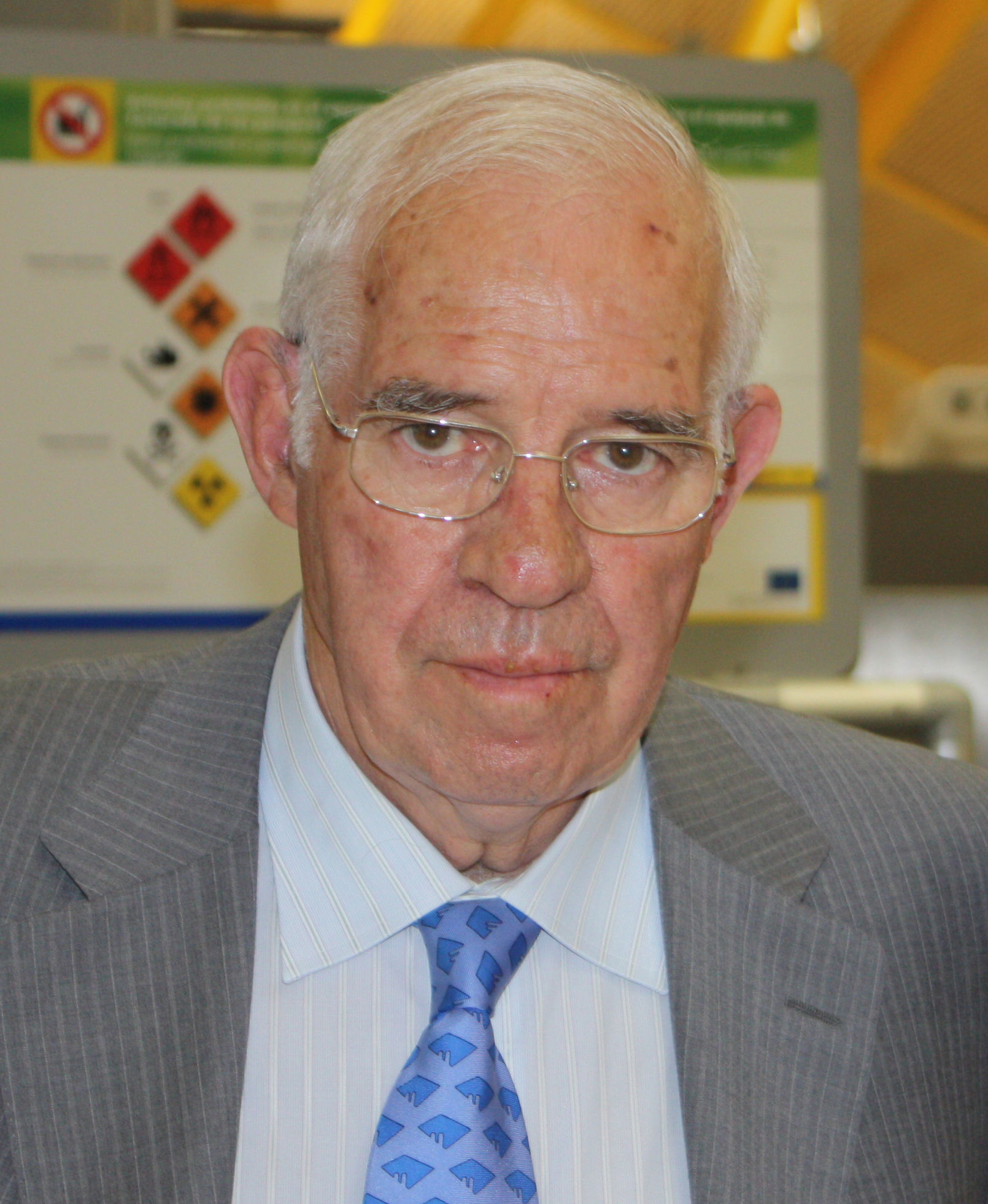
Luis Aragonés conquistó la Eurocopa de 2008.

España participó en la fase final de la Eurocopa de 2008 de Austria y Suiza tras lograr la clasificación en el Grupo F. Tuvo como rivales a las selecciones de Suecia, Dinamarca, Islandia, Irlanda del Norte, Letonia y Liechtenstein.
Su inicio estuvo marcado por la polémica entre el seleccionador, Luis Aragonés, y la prensa. Primero, por las dos derrotas cosechadas ante las selecciones de Irlanda del Norte por 3-2 y frente a Suecia por 2-0 y, posteriormente, por la no convocatoria del hasta entonces capitán y bandera de la selección Raúl González, que había sido fijo en todas las convocatorias desde el año 1996, convirtiéndose por aquel entonces en el máximo goleador de la historia de «La Roja» y en el segundo jugador con más encuentros disputados, solamente por detrás de Zubizarreta. Por si fuera poco todo lo anterior, España despidió el año 2006 perdiendo 0-1 contra la selección rumana en un partido amistoso celebrado en Cádiz. En 2007, España comenzó ganando en su primer partido del año, a la selección inglesa por 0-1, con un gol de Iniesta en el minuto 62. Era la segunda vez en su historia que España ganaba a los «Pross» en territorio británico. Posteriormente, la selección española enderezó el rumbo a pesar de empatar a uno ante Islandia. Pese a ese resultado, consiguió clasificarse como primera de su grupo tras sellar su pase al vencer a Suecia por 3-0. Ya empezaba a vislumbrarse y a hacerse patentes los cambios del seleccionador y España daba los primeros pasos para convertirse en la selección del «tiquitaca» con un juego preciso de toque, rápido y muy vistoso que asombraría al mundo.
El 17 de mayo de 2008, Aragonés dio la lista de los 23 convocados para acudir a la Eurocopa.
En la fase final del campeonato, a la que España llegaba con casi dos años seguidos sin perder un partido, quedó encuadrada en el Grupo D junto a la selección sueca, la selección griega y la selección rusa.
En su primer partido, contra Rusia, consigue imponerse por 4-1 con tres goles de Villa y uno de Cesc. El mundo futbolístico acababa de rendirse por completo al juego de la selección.
En su segundo partido, ante Suecia, ganó por 2-1 con goles de Torres y Villa; el gol de «El Guaje» fue en el último minuto del encuentro.

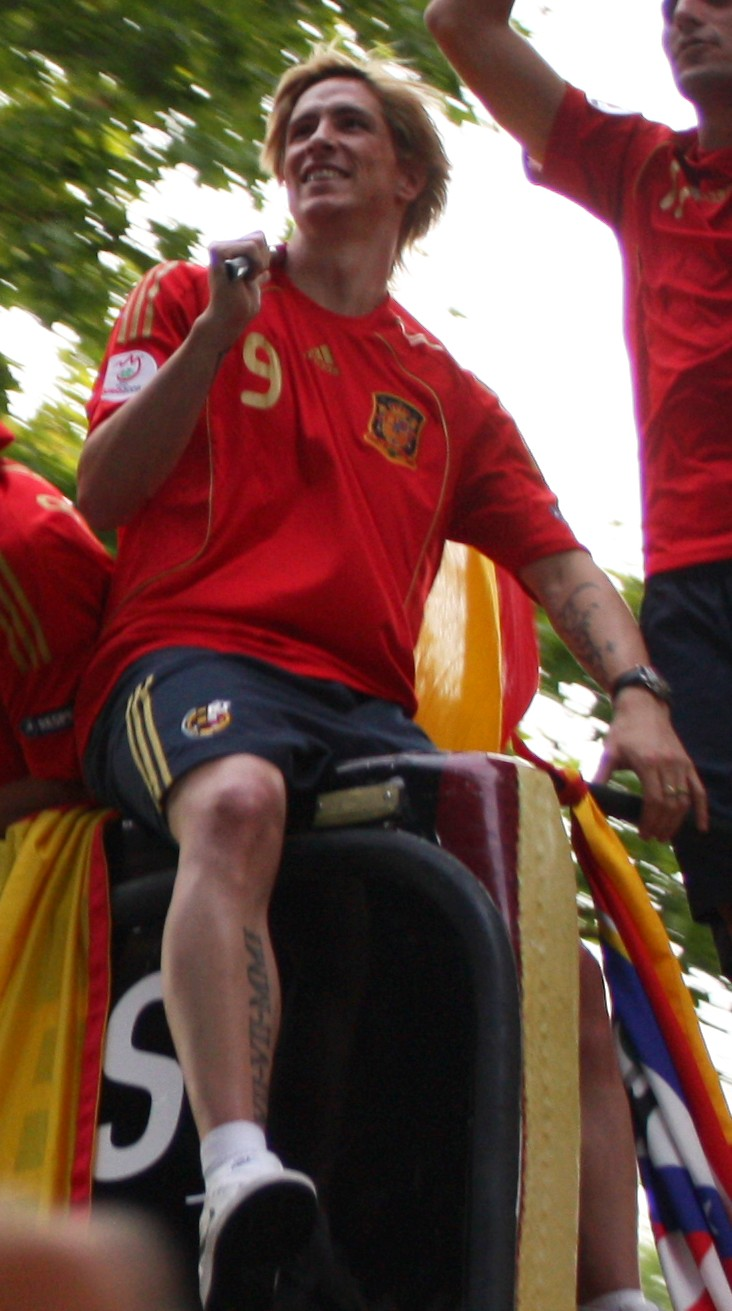
Fernando Torres hizo para España el único gol de la final de 2008.

 En su tercer y último partido en la fase de grupos, frente a Grecia, venció por 1-2 con goles de Rubén de la Red y de Dani Güiza, remontando el tanto inicial de Angelos Charisteas. El conjunto español jugó con un equipo de suplentes, y con esta victoria Luis Aragonés igualó a Clemente como el seleccionador nacional con más victorias, con un total de 36. Además, «El Sabio de Hortaleza» lo logró en 51 partidos, por los 62 que necesitó el vasco. Con estos resultados, terminó esta fase como primera de grupo.
Se enfrentó, ya en la fase eliminatoria, a la selección italiana para revivir una rivalidad histórica y, para más inri, en los fatídicos cuartos de final. Dicho choque se disputó el día 22 de junio en el Estadio Ernst Happel y, tras un empate a cero en los 120 minutos de juego, llegaría otro punto negro en la historia de la selección, las eliminatorias decididas desde los once metros. Pero España consiguió eliminar a los italianos en los penaltis por 4-2 y, en dicha tanda, Casillas detuvo dos disparos, los que tiraron Daniele De Rossi y Antonio Di Natale, convirtiéndose así en el héroe de la eliminatoria. Los goleadores españoles fueron David Villa, Santi Cazorla, Marcos Senna y Cesc Fàbregas, mientras que Dani Güiza erró el cuarto lanzamiento. Tras 24 años de espera, «La Roja» volvía a disputar unas semifinales en un gran torneo futbolístico. Cabe destacar también que, 88 años después, España doblegó a la selección «Azzurra» en un partido de competición.
En las semifinales, disputadas en el mismo escenario en el que se disputaron los cuartos de final, venció a Rusia, a la que ya se había enfrentado en la fase de grupos. Lo hizo con un contundente 0-3 tras un memorable segundo tiempo en el que se consiguieron los tres goles, que fueron obra de Xavi en el minuto 50, Dani Güiza en el minuto 73 y David Silva en el minuto 81.
El 29 de junio, se celebró la final contra la selección alemana en el Estadio Ernst Happel de Viena. En el palco se encontraban para apoyar al conjunto español los Reyes de España, el Presidente del Gobierno, José Luis Rodríguez Zapatero, el cantante lírico Plácido Domingo y el piloto de Fórmula 1 Fernando Alonso. Sobre el papel, los germanos eran favoritos debido a su mayor experiencia en este tipo de enfrentamientos, y es que no había que olvidar que eran la selección que dominaba Europa en cuanto a Eurocopas, con tres, y era también una de las selecciones que más mundiales poseía, con otros tres. Fue un encuentro táctico que se decantó del lado español en el minuto 33, cuando un pase al hueco de Xavi Hernández, que atravesó el centro de la defensa alemana, permitió a Fernando Torres, tras vencer en la carrera al lateral Philipp Lahm, batir a Jens Lehmann con un sutil disparo de vaselina, suficiente para pasar por encima del vencido portero. El resultado de 0-1 ya no se movería del marcador y España salía victoriosa después de 44 años.

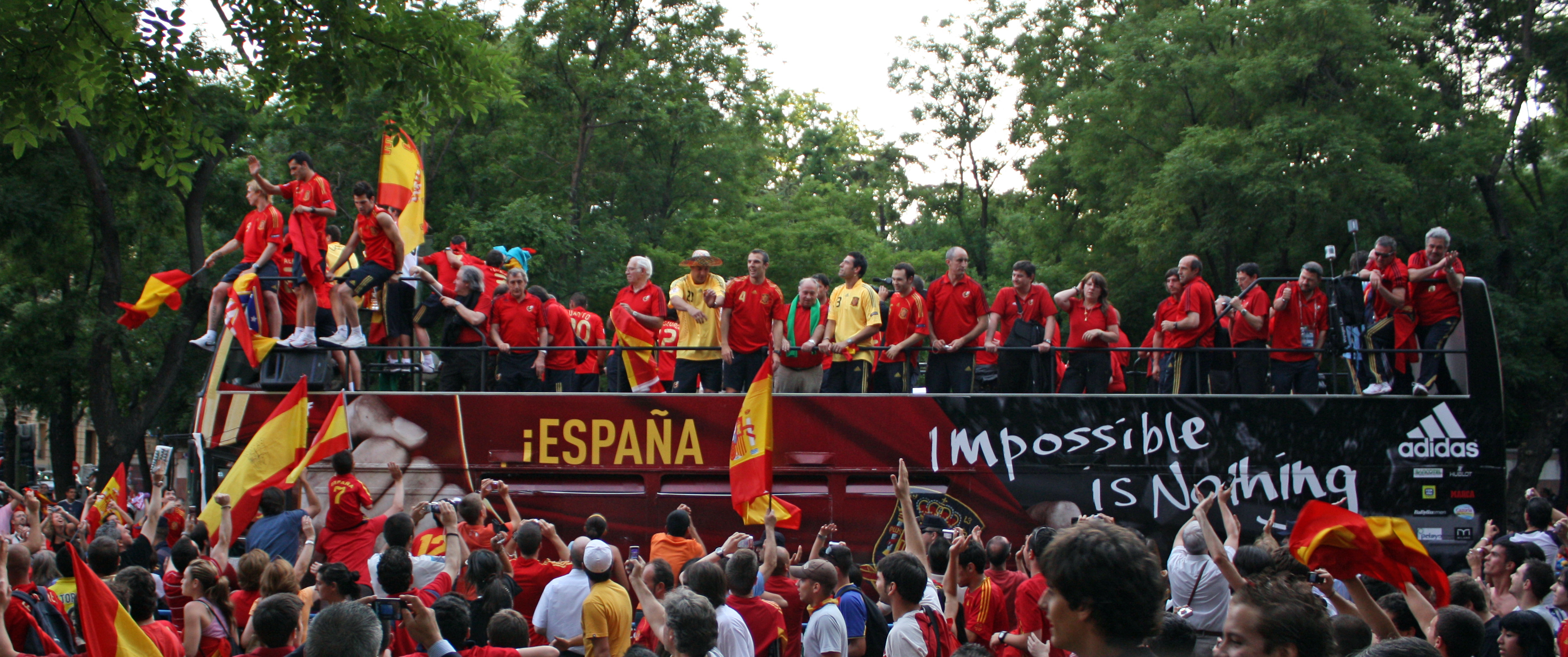
Celebración del título conseguido en Austria y Suiza junto a la afición por las calles de Madrid.

 Fueron 44 años de espera para un momento muy perseguido. Además, España se aupaba a la segunda posición del palmarés de la competición, junto a Francia —ambas selecciones con dos títulos—.
Quizás, más importante que el ansiado título, fue la forma tan brillante de lograrlo, con un juego de gran habilidad técnica, vistoso y sobre todo con una superioridad futbolística patente muy por encima de la realizada por sus rivales.
Xavi Hernández fue designado como el «Mejor Jugador» del torneo y David Villa, con cuatro goles, obtuvo la «Bota de Oro». Además, el conjunto que dirigía Luis Aragonés firmó la mejor trayectoria de un equipo en una fase final del máximo torneo europeo, con cinco victorias y un empate.
El 30 de junio, los integrantes del equipo nacional español llegaron a Madrid e hicieron un desfile con un autobús panorámico hasta la Plaza de Colón, lugar que fue el centro neurálgico de los aficionados españoles durante la celebración del torneo y donde transcurrió la celebración final. Al día siguiente, fueron recibidos primeramente en el Palacio de la Zarzuela por los Reyes de España, los Príncipes de Asturias y la Infanta Elena para luego ser finalmente recibidos también por el Presidente del Gobierno en el Palacio de la Moncloa.
Tras la conquista de la Eurocopa, España lideró en el mes de julio de 2008 la Clasificación FIFA. Se trataba de la primera vez que lo conseguía, siendo la sexta selección, después de Alemania, Brasil, Italia, Francia y Argentina, en lograrlo.

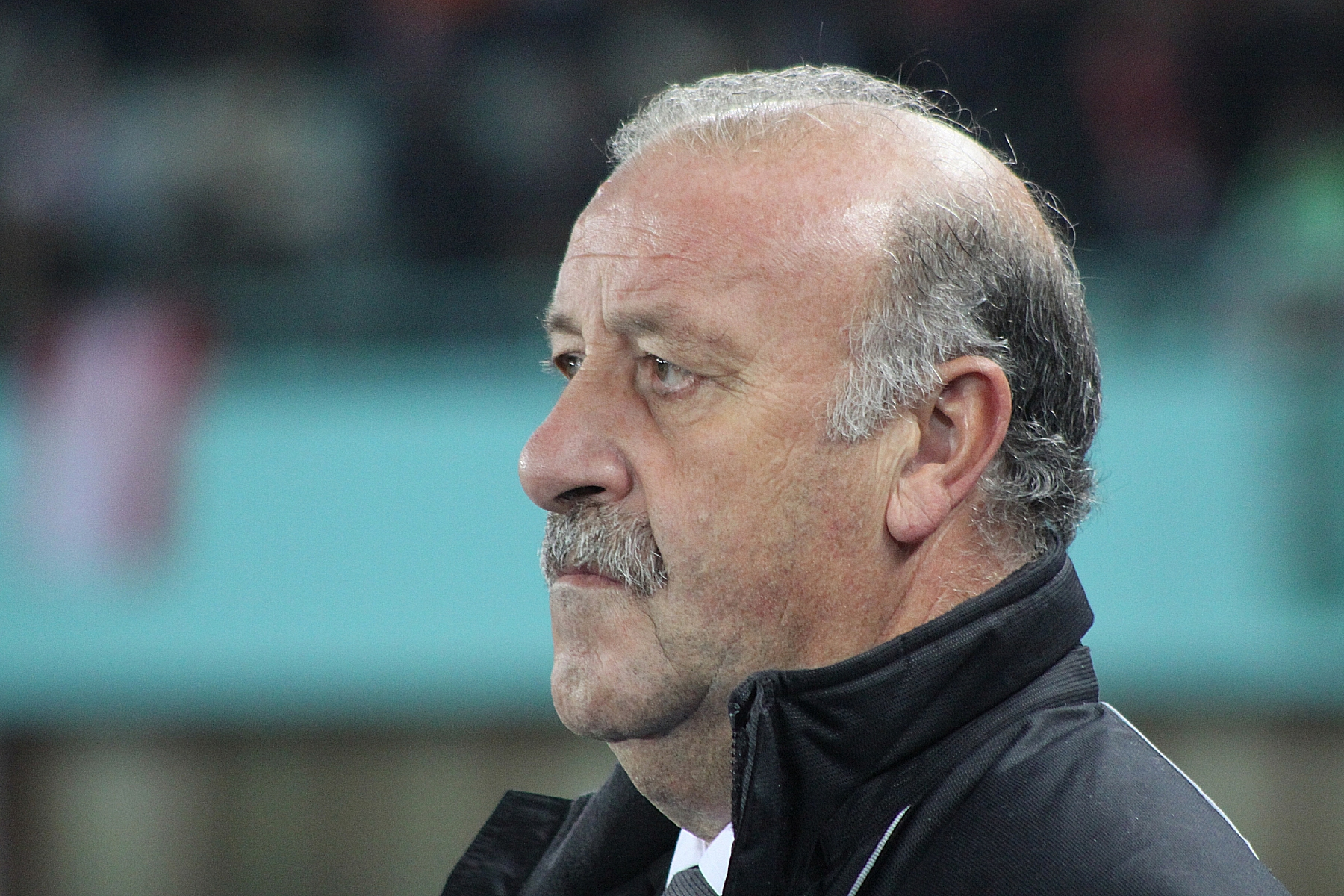
Vicente del Bosque debutó en un torneo obteniendo el tercer puesto de la Confederaciones de 2009.

Vicente del Bosque tomó el relevo de Luis Aragonés después de que este último hubiese declarado que no seguiría en el puesto tras el torneo continental hiciese el papel que hiciese España. Vicente se mostró dispuesto desde un principio a continuar recorriendo el camino iniciado por Luis.
La conquista de la Eurocopa permitía a la selección española disputar, como campeona europea, la Confederaciones de 2009 de Sudáfrica. Disputaría el título junto con la selección sudafricana, anfitriona del evento, la selección italiana, campeona mundial, la selección brasileña, campeona sudamericana, la selección estadounidense, campeona norteamericana, la selección egipcia, campeona africana, la selección iraquí, campeona asiática, y la selección neozelandesa, campeona oceánica.
El 1 de junio de 2009, Del Bosque comunicó los integrantes de la convocatoria para este torneo. Entre dichos futbolistas, se encontraba Andrés Iniesta; sin embargo, el 6 de junio, se anunció que por problemas físicos este jugador debía dejar la concentración, siendo sustituido por el debutante Pablo Hernández.
España quedó integrada en el Grupo A junto a Nueva Zelanda, Irak y Sudáfrica.
En su primer choque de la fase de grupos, derrotó a los oceánicos por 0-5 —Torres marcó un «hat-trick» en los primeros 17 minutos—.
En el segundo partido, jugó frente a los asiáticos y venció por 1-0.
En su último encuentro de esta fase, ganó a los anfitriones sudafricanos por 0-2. España quedaba primera de grupo.
El día 24 de junio, disputó las semifinales frente a Estados Unidos. Contra pronóstico, perdió 0-2 y, con esta derrota, la selección española acabó con una racha de 35 partidos invicta y 15 victorias, estableciendo con ambos datos récords absolutos de selecciones, el primero de ellos compartido con la selección brasileña y superado finalmente por Italia doce años más tarde.
En consecuencia, hubo de disputar el partido por el tercer puesto contra Sudáfrica el 28 de junio en el Estadio Royal Bafokeng. En el minuto 73, Katlego Mphela puso por delante a la selección anfitriona, pero en apenas un par de minutos Dani Güiza le dio la vuelta al marcador con dos goles. En minuto 93, nuevamente Mphela marcó el gol del empate y el partido se tuvo que ir a la prórroga. En ella, Xabi Alonso anotó el gol de la victoria final por 3-2. Fernando Torres y David Villa conquistaron la «Bota de Plata» y la «Bota de Bronce» del torneo con tres goles cada uno.
La selección finalizaba tercera en su primera participación en el torneo.

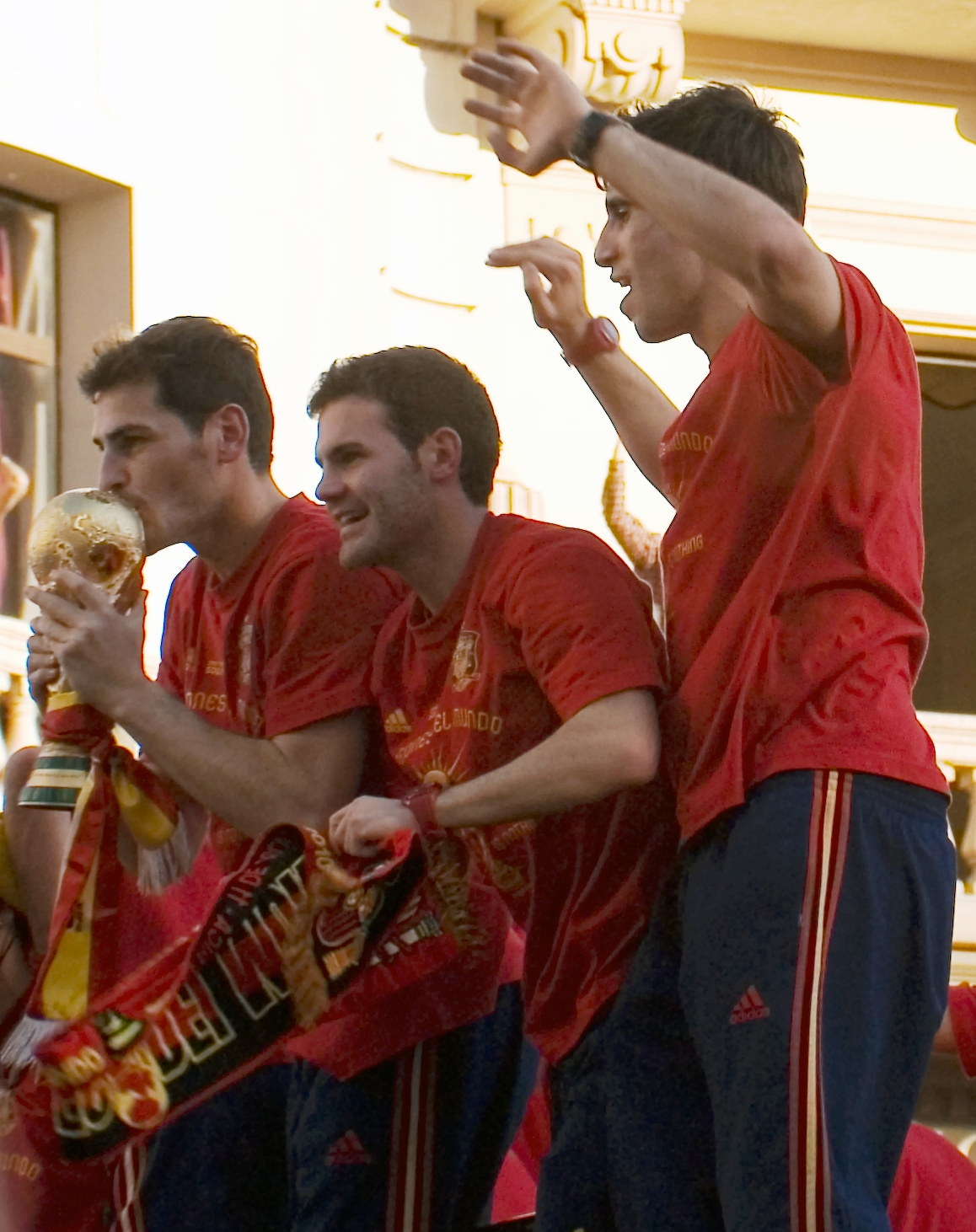
Iker Casillas besa el trofeo del Mundial de 2010.

España compitió en la fase final del Mundial de 2010 de Sudáfrica tras obtener la clasificación en el Grupo 5 de la UEFA. Sus rivales fueron la selección turca, la selección belga, la selección bosnioherzegovina, la selección armenia y la selección estonia.
El equipo se clasificó de forma directa como primera de grupo con un pleno de diez victorias.
El 20 de mayo de 2010, Del Bosque dio la lista de los 23 convocados para acudir al Mundial, que por primera vez se celebraba en el continente africano. La convocatoria fue confeccionada alrededor de los pilares que conquistaron la pasada Eurocopa y conservando la línea establecida en las distintas categorías españolas con la que estas obtuvieron también grandes éxitos, que se verían refrendados con el anterior seleccionador Luis Aragonés, marcando un estilo que acabó por resultar igual de efectivo que de vistoso. De nuevo el trabajo daría sus frutos debido a un meditado y trabajado sistema de preparación.
En la primera fase del campeonato, quedó integrada en el Grupo H junto a la selección hondureña, la selección suiza y la selección chilena.
En su primer choque, fue derrotada contra pronóstico por 0-1 por Suiza. Los helvéticos lograron el gol por mediación de Gelson Fernandes en el minuto 52. Se perdía un encuentro en el cual el conjunto español tuvo una posesión del 73%, remató 24 veces, seis entre los tres palos, y uno de esos remates impactó al larguero.
En el segundo, ante Honduras, ganó por 2-0, donde Villa fue el autor de los dos tantos, y donde se produjeron 25 remates españoles, seis entre los tres palos.
En el último partido, el decisivo contra Chile, se logró una sufrida victoria por 2-1 con goles de Villa e Iniesta. En este encuentro, el conjunto español tuvo un 100% de efectividad —los dos lanzamientos que realizó acabaron dentro—. Así, el combinado nacional acababa como campeón de grupo.

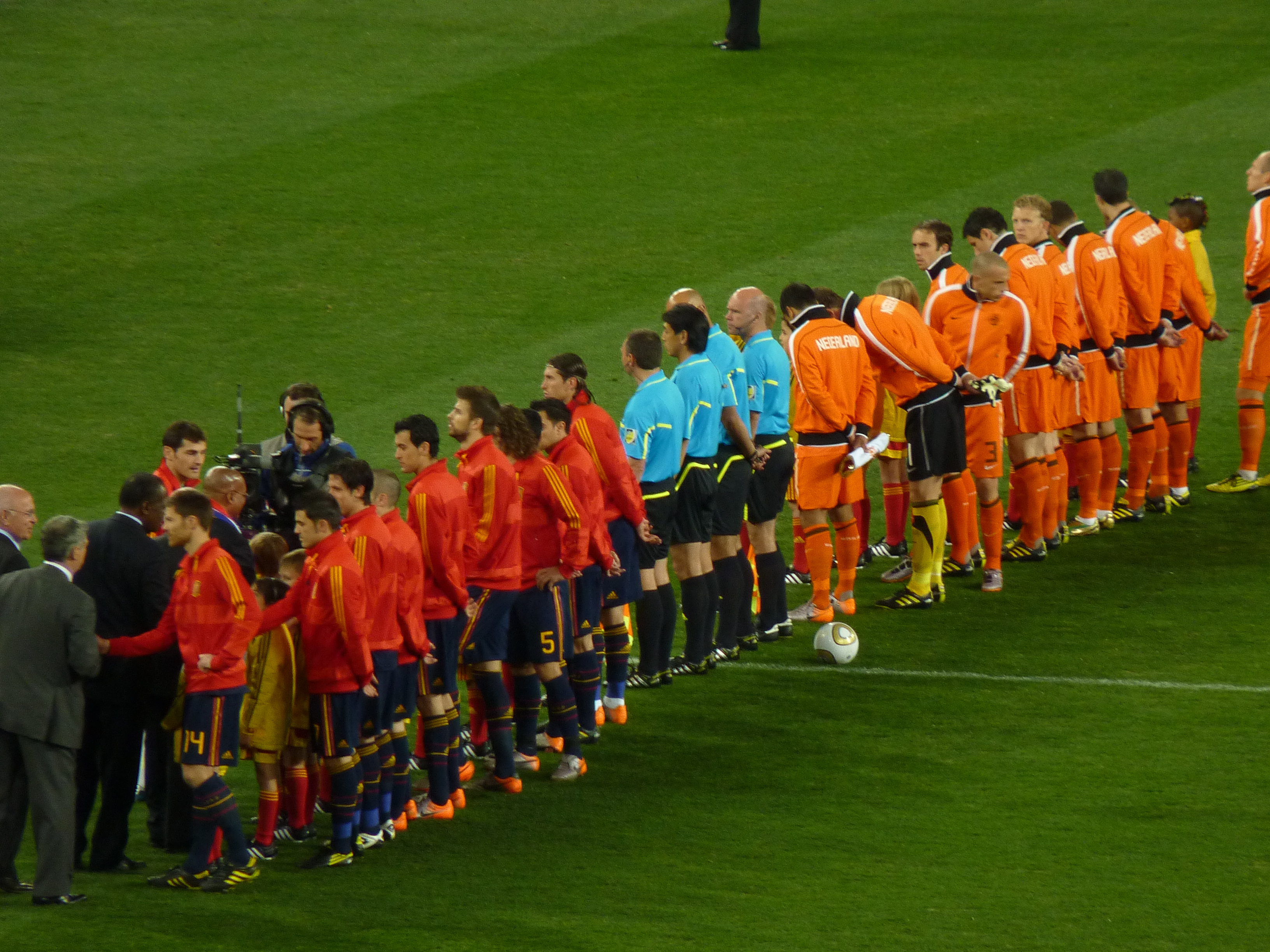
España jugó la final de 2010 con la siguiente alineación: Casillas, Ramos, Piqué, Puyol, Capdevila, Busquets, Xavi, Alonso, Pedro, Iniesta y Villa.

 El partido de octavos de final, contra la selección portuguesa —que tenía como gran estrella a Cristiano Ronaldo—, se celebró el 29 de junio. Fue un igualado encuentro que se resolvió por un ajustado 1-0 gracias a un gol de David Villa en el minuto 62.
El 3 de julio, disputó los cuartos de final en el Estadio Ellis Park contra la selección paraguaya. España ganó por 0-1 y muchos apuros, ya que en el minuto 52, se pitó un penalti a favor de los guaraníes, pero Casillas se lo detuvo a Óscar Cardozo. En la jugada de vuelta fue Villa quien provocó el penalti que Xabi Alonso anotaría, pero el árbitro ordenó repetir el lanzamiento y Xabi falló en la repetición. El gol de Villa en el minuto 81 clasificó a la selección por primera vez en su historia para una eliminatoria de semifinales en un Mundial, si bien ya había disputado la fase final en Brasil en 1950, quedando en cuarto lugar. La maldición de los cuartos de final quedaba finalmente enterrada por el momento.
En dicha ronda eliminatoria de semifinales del 7 de julio, en el Estadio Moses Mabhida de Durban, España se encontró con la selección alemana, actual subcampeona de Europa, y un rival que llegaba en gran estado de forma tras haber derrotado a la selección inglesa y la selección argentina por unos contundentes 4-1 y 4-0. España venció por 0-1 gracias a un gol de Puyol, a la salida de un saque de esquina botado por Xavi en el minuto 72, y la selección se clasificaba por primera vez en su historia para disputar el título de campeón del mundo.
Su rival en la final fue la selección neerlandesa. Esta se disputó el 11 de julio en el Estadio Soccer City, con la presencia en el palco de la Reina Sofía, los Príncipes de Asturias, Rafael Nadal y Pau Gasol. Fue un partido marcado por la dureza y la agresividad con la que se emplearon los «tulipanes» durante el partido y también por un mal arbitraje del colegiado inglés Howard Webb. Países Bajos tuvo una buena oportunidad en el minuto 60 en un mano a mano de Arjen Robben, que salvó Casillas. Tras ello, los españoles respondieron con ocasiones de Villa y de Sergio Ramos, que no encontraron fortuna. El partido acabó con empate y fue necesaria la disputa de la prórroga. En ella, Cesc estuvo a punto de lograr el gol, pero fue finalmente Andrés Iniesta, en el minuto 116 (a cuatro del final), quien marcó el gol que proclamaba a España, por primera vez en su historia, campeona de un Mundial. La dedicatoria del gol fue para el futbolista trágicamente fallecido Dani Jarque. Tras convertirse Casillas, por su condición de capitán, en el primer jugador español en alzar la Copa del Mundo, millones de españoles salieron a las calles para celebrar la gesta. En estas celebraciones, hubo que lamentar la muerte accidental de dos personas.

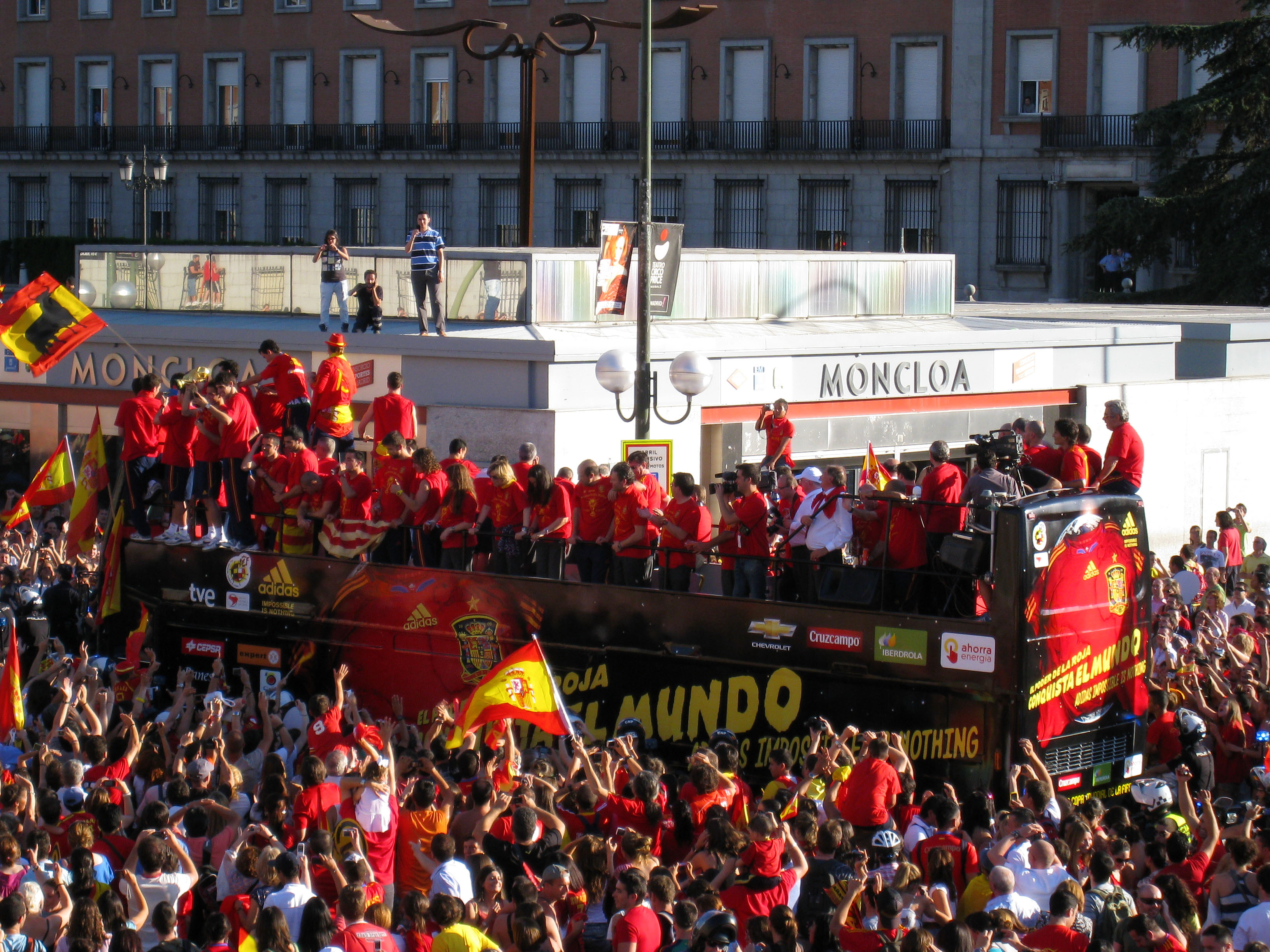
Celebración del título conseguido en Sudáfrica junto a la afición por las calles de Madrid.

 España se convertía en la primera selección europea en ganar un Mundial fuera de su continente (cuatro años después lo conseguiría también Alemania) y, además, en la primera que lo ganaba tras haber perdido el primer partido y siendo el equipo nacional con la menor cifra goleadora de todos los campeones. Curiosamente, España había superado todas y cada una de las eliminatorias directas por un 1-0. La hazaña más reseñable fue que se convirtió en la tercera selección europea en conquistar el «doblete» de selecciones, es decir, ganar Eurocopa y Mundial, o viceversa, en ediciones seguidas. Anteriormente, solo lo habían conseguido la selección alemana entre 1972 y 1974, bajo su antigua denominación de República Federal de Alemania, y la selección francesa entre 1998 y 2000. España lograba, en la primera década del siglo XXI, el único gran título que faltaba en su palmarés deportivo.
El éxito del deporte español se vio también realizado en otras secciones y así España consiguió algo jamás logrado en la historia del deporte: tener a sus selecciones absolutas de fútbol y baloncesto como vigentes campeonas de su continente (2008 y 2009) y del mundo (2010 y 2006).
La actuación en Sudáfrica le valió al equipo para subir por tercera vez al número uno de la Clasificación FIFA y además obtuvo el «Premio al Juego Limpio» del torneo por segunda edición consecutiva. El capitán, Iker Casillas, se hizo con el «Guante de Oro» y David Villa conquistó la «Bota de Plata», con cinco goles, y el «Balón de Bronce».
El 12 de julio, los integrantes de la expedición campeona del mundo llegaron a Madrid, donde fueron recibidos multitudinariamente por alrededor de unos dos millones de personas, según diversas fuentes. Tras ser felicitados por los miembros de la Casa Real en el Palacio de la Zarzuela y por el Presidente del Gobierno, José Luis Rodríguez Zapatero, en el Palacio de la Moncloa, realizaron un recorrido por las calles de Madrid en un autobús panorámico, que duró cerca de 4 horas y que finalizó en la explanada del Puente del Rey, frente al río Manzanares, con una fiesta final. Desde entonces, dicha explanada sería conocida oficialmente como «Explanada de la Selección Española de Fútbol».
El 22 de octubre, Vicente del Bosque y diez jugadores que ganaron el Mundial recogieron en el Teatro Campoamor de Oviedo el «Premio Príncipe de Asturias de los Deportes» junto al anterior seleccionador nacional, Luis Aragonés, al que Vicente invitó a recoger el premio destacando públicamente que una parte del mérito de ese logro era también suyo. El técnico salmantino recibiría además, como reconocimiento al mérito, la concesión por parte del Rey del título de marqués. El 7 de febrero de 2011, «La Roja» recibía el «Premio Laureus al Mejor Equipo Internacional» del año.

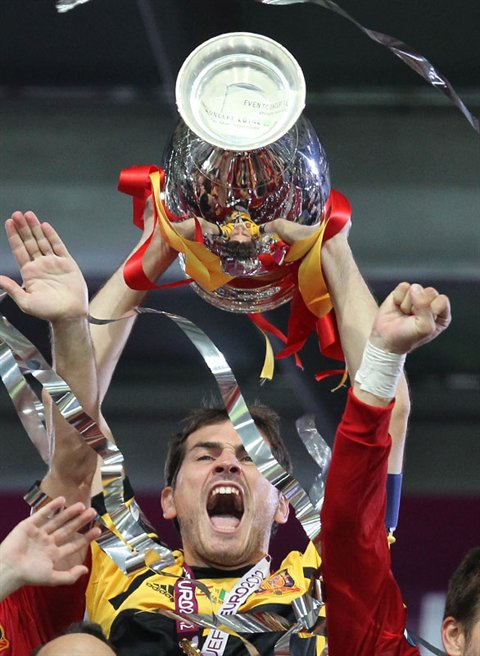
Iker Casillas alza el trofeo de la Eurocopa de 2012.

España disputó la fase final de la Eurocopa de 2012 de Polonia y Ucrania tras conseguir la clasificación en el Grupo I. Tuvo como rivales a la selección checa, la selección escocesa, la selección lituana y la selección liechtensteiniana.
En dicha fase ganó todos los partidos disputados, igualando el récord de 14 victorias consecutivas en partidos de competición que hasta en esa fecha compartían la selección neerlandesa y la selección francesa, y logrando con ello la clasificación como primera de grupo para una fase final a la que acudiría como vigente campeona. Añadir que en ella, por primera vez en su historia, el conjunto español venció en tierras checas.
Durante los partidos previos a la cita europea, se lograron romper varias marcas. Villa superó a Raúl como máximo goleador de la selección española —el récord estaba en 44 tantos—. Casillas se convirtió en el jugador con más internacionalidades, superando a Zubizarreta —el cual defendió la elástica nacional en 126 ocasiones—, y batió el récord del meta neerlandés Edwin Van der Sar de mantener a cero su portería en 72 partidos, así como también superó el del francés Lilian Thuram y el egipcio Ahmed Hassan de 94 victorias con su selección nacional. Finalmente, Del Bosque se convirtió en el seleccionador con el que más goles ha conseguido el equipo, con 130 en 51 partidos.
El 27 de mayo de 2012, Del Bosque dio la lista de los 23 convocados para acudir a la Eurocopa. El conjunto español perdió a dos de sus pilares más importantes en los últimos años, Puyol y Villa —ambos por lesión—, por lo que la lista presentó cuatro novedades con respecto a la que ganó el Mundial en Sudáfrica —Juanfran Torres, Álvaro Negredo, Jordi Alba y Santi Cazorla—. Los 23 jugadores elegidos acudían al máximo torneo continental con la suma de 210 títulos en su palmarés y únicamente Jordi Alba no engrosaba dicha lista.
En la primera fase del torneo, estuvo encuadrada en el Grupo C, en donde se enfrentó en el Arena Gdansk de Gdánsk (Polonia) a la selección italiana, la selección irlandesa y la selección croata.
En su primer encuentro, el resultado fue de 1-1. Tras empatar Cesc Fábregas solo tres minutos después del gol inicial en el minuto 59 de Di Natale, la prensa criticó que el equipo jugase sin un delantero centro puro desde el inicio. Con este empate, España no pudo batir el récord de victorias seguidas en encuentros de competición y, además, el conjunto español seguía sin ganar a Italia en choque competitivo desde los Juegos Olímpicos de 1920 de Amberes.
En el segundo partido, ante Irlanda, venció por 4-0. La selección «del trébol» nunca ha conseguido derrotar a España en competición europea. Los tantos españoles fueron obra de Silva, Cesc y Torres —autor de un «doblete»—, que esta vez sí salió desde el inicio del partido, desquitándose de las ocasiones perdidas frente a los italianos, y que le valió para convertirse en el tercer máximo goleador histórico de la selección superando a Fernando Hierro. Durante el partido, los jugadores españoles dieron 898 pases de los que se completaron 815. De ellos, Xavi dio 127 con éxito de 136 y, con ello, batió un récord histórico en la Eurocopa.

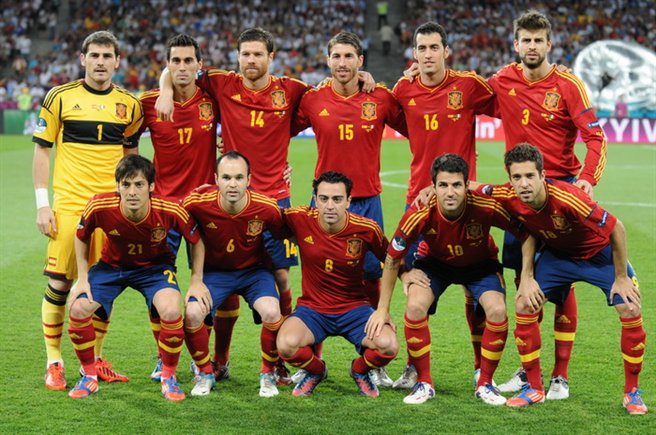
Formación de España en la final de 2012; de izquierda a derecha: en la parte superior, Casillas, Arbeloa, Alonso, Ramos, Busquets y Piqué, y en la inferior, Silva, Iniesta, Xavi, Cesc y Alba.

 En el último partido del grupo, España tenía la clasificación en su mano. Para ello necesitaba igualar o superar lo que hiciese Italia frente a Irlanda. Venció a Croacia por 1-0. En el minuto 58, Casillas realizó una gran parada a Ivan Rakitić, cuando el encuentro aún estaba en empate a cero. El gol de la victoria lo marcó Jesús Navas en el minuto 88. España pasaba como campeona de grupo.
En los cuartos de final, que se disputaron el 23 de junio, en el Donbass Arena de la ciudad ucraniana de Donetsk, España se enfrentó a la selección francesa, última selección capaz de eliminar a los españoles en una eliminatoria directa de Mundial o Eurocopa, ocurrido en el Mundial de 2006 y a la que además España solo había sido capaz de derrotar en partidos amistosos hasta la fecha. En este partido, Xabi Alonso (que cumplió 100 partidos disputados con el conjunto nacional) marcó dos goles (uno de ellos de penalti), otorgándole la victoria a su selección por 2-0.
La selección portuguesa de Cristiano Ronaldo fue el rival de España en las semifinales el 27 de junio en el mismo escenario que el partido de cuartos de final. Tras 120 minutos de máxima igualdad y escasas ocasiones por parte de ambos equipos, España se clasificaba para la final en la tanda de penaltis (4-2). Xabi Alonso erró su primer lanzamiento, pero Casillas se lo detuvo a Moutinho. Posteriormente, por parte de «La Roja», marcaron Iniesta, Piqué (que lanzó su primer penalti como jugador profesional) y Sergio Ramos (lo lanzó «a lo Panenka»). Bruno Alves lanzó el suyo al travesaño y Cesc, como ya hiciera en la anterior Eurocopa frente a la selección italiana en cuartos, anotó la pena máxima definitiva que otorgaba a España su tercera final en cinco años. Con ello igualaba en esta hazaña a la selección occidental alemana, que alcanzó el título europeo en la edición de 1972 en Bélgica, el título mundial en la edición de 1974 en Alemania Occidental, y llegó a la final europea en la edición de 1976 en Yugoslavia.
En el partido final, disputado el 1 de julio en el Estadio Olímpico de Kiev (Ucrania) y con la presencia en el palco de los Príncipes de Asturias, del Presidente del Gobierno, Mariano Rajoy, y de Plácido Domingo, España vence por cuatro goles a cero a la selección italiana, con tantos de Silva, Alba, Torres —único jugador en marcar en dos finales del máximo torneo continental— y Mata, para convertirse así en la primera selección de la historia que ganaba tres grandes torneos de forma consecutiva, obteniendo el «triplete» de selecciones, y también en la primera que conseguía revalidar el título de la Eurocopa —con la que sería además la mayor goleada conseguida por un combinado nacional en una final—, lo que le valdría para sumar su duodécimo partido consecutivo sin perder en las fases finales de la Eurocopa —el récord actualmente vigente del torneo—.

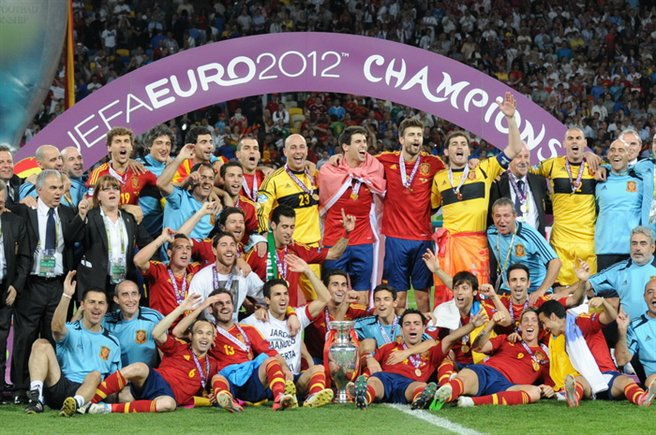
Celebración del título conseguido en Polonia y Ucrania por el césped del estadio de Kiev.

 Con este nuevo éxito, la selección nacional encadenó además tres grandes competiciones seguidas (Eurocopa de 2008, Mundial de 2010 y Eurocopa de 2012) sin encajar un solo gol en la fase eliminatoria desde que Zidane perforase por tercera y última vez la portería española en los octavos de final del Mundial de 2006.
Andrés Iniesta fue coronado como el «Mejor Jugador» del torneo y Fernando Torres consiguió conquistar la «Bota de Oro» tras finalizar con tres tantos. A su vez, el seleccionador Vicente del Bosque conseguía igualar la hazaña del seleccionador alemán Helmut Schön, únicos capaces de conquistar el «doblete» de selecciones, tras ganar el Mundial de 2010 y la Eurocopa de 2012. Además, doce jugadores de «La Roja» igualaron al jugador alemán Rainer Bonhof (único hasta esa fecha en ganar dos Eurocopas). Añadir también que Casillas se convirtió en el primer portero de una selección nacional europea en ganar tres finales con su país, ya que Sepp Maier y Fabien Barthez, que también disputaron tres, perdieron una y Harald Schumacher no conoció la victoria en dos de ellas. Iker también superaba la mejor marca de imbatibilidad en una fase final de la Eurocopa con 510 minutos (el anterior récord, 494 minutos, pertenecía al cancerbero italiano Dino Zoff).
El 2 de julio, el equipo nacional español aterrizó en Madrid y, tras ser recibido en el Palacio de la Zarzuela por varios miembros de la Familia Real y el ministro Wert, recorrió las calles de la capital en un autobús panorámico hasta llegar a la Plaza de Cibeles, que fue en esta ocasión el sitio elegido para la celebración final.
El 26 de octubre, Casillas y Xavi recogieron en el Teatro Campoamor de Oviedo, a título individual y de manos del Príncipe Felipe, el «Premio Príncipe de Asturias de los Deportes». El 7 de enero de 2013, Del Bosque recibió de la FIFA el «Premio al Mejor Entrenador» de 2012.

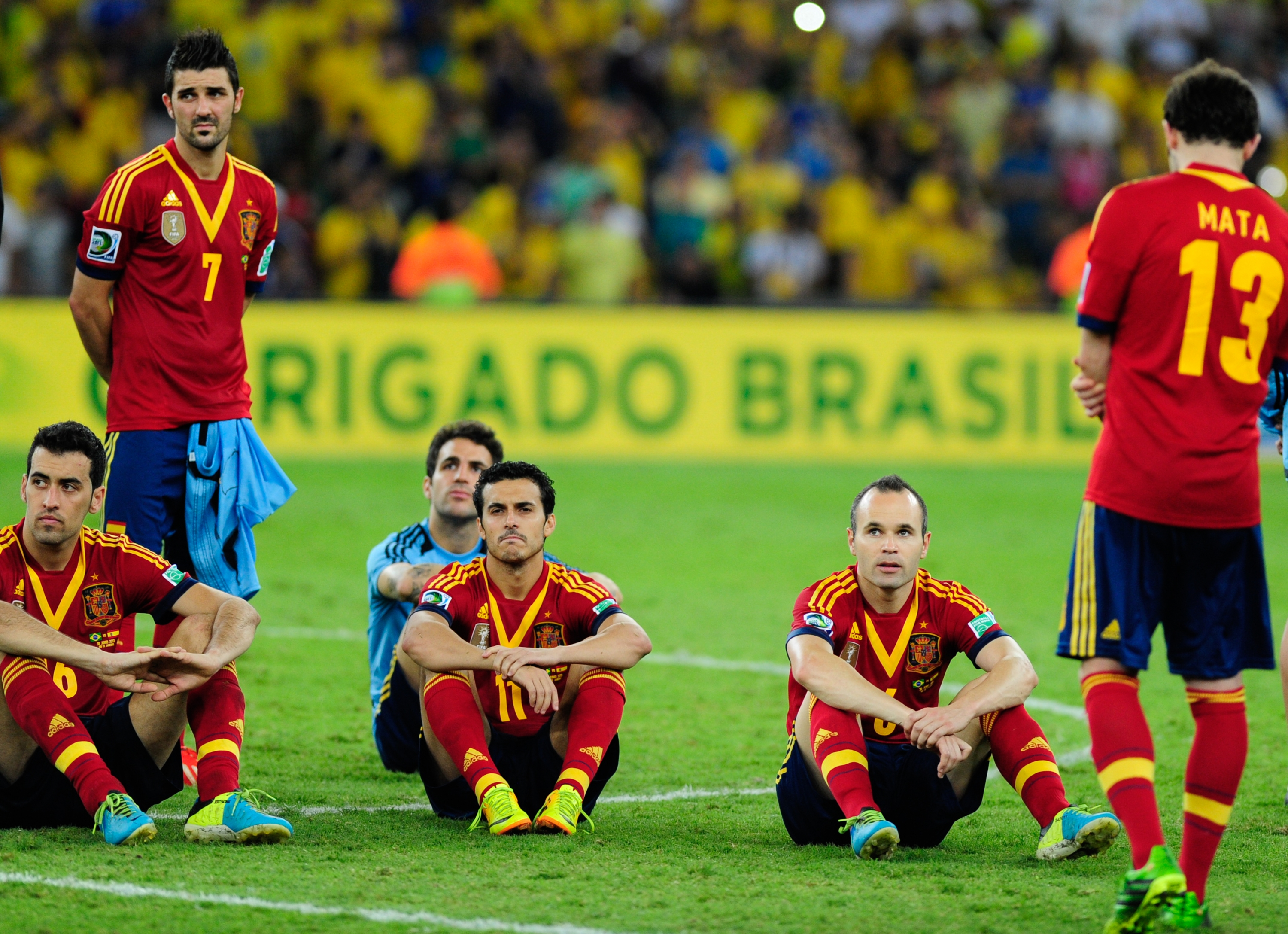
Desolación en los rostros de varios jugadores tras perder la final de la Confederaciones de 2013.

La victoria en el Mundial permitía a la selección española disputar la Confederaciones de 2013 de Brasil. España se jugaría el título, como campeona mundial, con la selección brasileña, anfitriona del torneo, la selección italiana, subcampeona europea, la selección uruguaya, campeona sudamericana, la selección mexicana, campeona norteamericana, la selección japonesa, campeona asiática, la selección nigeriana, campeona africana, y la selección tahitiana, campeona oceánica.
El 1 de junio de 2013, Del Bosque dio la lista definitiva de convocados para el torneo.
España estuvo encuadrada en el Grupo B y tuvo de rivales a los combinados nacionales de Uruguay, Tahití y Nigeria.
En su primer partido de la fase de grupos, venció a los sudamericanos por 2-1, con goles de Pedro y Soldado. El equipo jugó una gran primera parte pero en la segunda los rivales recortaron distancias con un gol de falta y vendieron cara su derrota.
En el segundo encuentro, se enfrentó a los oceánicos y ganó por un contundente 10-0. Cuatro goles fueron anotados por Torres, tres por Villa, dos por Silva y uno por Mata. «La Roja» logró el récord de goles de una selección en el mítico Estadio Maracaná y se trató de la tercera mayor goleada de la historia del conjunto español.
En su último partido de grupo, venció a los africanos por 3-0 (con dos goles de Alba y otro de Torres). Pese al resultado, a España le costó mucho amarrar esta victoria en un principio. La selección quedaba primera de grupo.
El 27 de junio, disputó en el Estadio Aderaldo Plácido Castelo de Fortaleza las semifinales del torneo frente a Italia. El primer tiempo fue de dominio italiano, en donde Casillas realizó una gran actuación que evitó el tanto italiano. Tanto en el segundo tiempo como en la prórroga, España pudo conseguir la victoria, pero varias imprecisiones hacia la portería rival lo impedieron. En la tanda de penaltis, España ganó por 7-6. Por parte del conjunto español marcaron Xavi, Iniesta, Piqué, Ramos, Mata y Busquets (marcaba su primer penalti como jugador profesional, el otro lo falló). Ya en la muerte súbita, en los séptimos lanzamientos, Bonucci la envió fuera y Jesús Navas marcó el gol que le daba el pase a «La Roja» a la sexta final de su historia.
El 30 de junio, disputó la final del torneo en el Estadio Maracaná (Río de Janeiro) ante la anfitriona brasileña, perdiendo por un resultado de 3-0. Los goles brasileños fueron obra de Fred —en dos ocasiones— (minutos 2 y 47) y Neymar (minuto 44). En el minuto 55, Sergio Ramos falló un penalti lanzándolo fuera. En el minuto 71, Gerard Piqué fue expulsado, por lo que se rompió la racha de 91 partidos sin expulsados en el conjunto español. Además, con esta derrota, el conjunto español acabó con otra racha, la de 29 partidos de competición sin conocer la derrota, lo que establecía un nuevo récord absoluto a nivel de selecciones. Fernando Torres acabó obteniendo la «Bota de Oro» del torneo gracias a sus cinco goles y a Andrés Iniesta se le concedió el «Balón de Plata». Al equipo le fue otorgado el «Premio al Juego Limpio».
España cerraba con un subcampeonato su brillante racha ganadora de seis años.

#### Fallida defensa del título mundial
España jugó en el Grupo I frente a la selección francesa, la selección bielorrusa, la selección finlandesa y la selección georgiana por una de las 13 plazas que otorgaba la clasificación de la UEFA para el Mundial de 2014 de Brasil.
En sus dos primeros choques, venció a domicilio a Georgia (0-1) y a Bielorrusia (0-4). En este partido, Pedro marcó su primer «hat-trick» como jugador profesional y Casillas sumó su noveno partido consecutivo en el que ha jugado sin encajar ningún gol. Con ello, igualó la misma marca que consiguió Cañizares. En su tercer choque clasificatorio, se enfrentó a Francia en el Estadio Vicente Calderón en Madrid. El partido acabó en empate a uno. El gol que dejó a tablas el marcador a favor de los galos lo marcó Giroud en los últimos instantes del tiempo añadido. Por ello, Casillas dejó el nuevo récord de imbatibilidad de un portero del conjunto español en 820 minutos, superando el registro que él mismo poseía de 708 minutos. En su siguiente partido, celebrado en El Molinón de Gijón, España dio la sorpresa al empatar a uno ante Finlandia, el gol del empate llegó en el único disparo que realizaron los nórdicos a la meta española. Debido a ese resultado tan inesperado, el conjunto español debía de ganar en Saint-Denis a la selección gala para evitar la «repesca». Y se consiguió la victoria por 0-1, con gol de Pedro y una memorable actuación de Víctor Valdés. En Helsinki, venció la selección española por 0-2 (goles de Jordi Alba y Negredo); en dicho encuentro, Casillas disputó su partido número 150 con el conjunto nacional. En sus dos últimos choques vencieron a Bielorrusia por 2-1 y a Georgia por 2-0. Esas dos victorias le permitieron a España clasificarse como primera de grupo para su décimo Mundial consecutivo.
España finalizó el año 2013, al igual que los cinco anteriores, liderando la Clasificación FIFA.
El 31 de mayo de 2014, Del Bosque hizo pública su lista de los 23 convocados que irían a Brasil para la defensa del título mundial conquistado cuatro años antes. Repetirían 16 jugadores de la anterior cita en Sudáfrica (se mantenía en líneas generales el mismo bloque) y Diego Costa, Koke, Azpilicueta y De Gea vivirían su primer torneo con «La Roja».
El conjunto español estuvo integrado en el Grupo B y tuvo como rivales a Países Bajos, Chile y Australia.
Debutó con una derrota frente a la selección neerlandesa por 1-5. A pesar de adelantarse en el marcador gracias a un penalti de Alonso (minuto 27), Van Persie empató el choque al final del primer tiempo (minuto 44). Ese gol impidió que Casillas superara el récord del cancerbero italiano Walter Zenga de permanecer 517 minutos con la puerta a cero en una fase final de Mundial. Esta derrota convirtió a España en la primera selección campeona del mundo que recibía cinco goles en contra en una fase final mundialista, tratándose además de su peor derrota desde 1963.
En su crucial segundo partido, perdió por 0-2 (goles de Vargas y Aránguiz) contra los chilenos. Con esta derrota, España se convertía en la primera selección eliminada del Mundial al que acudió como vigente campeona. No obstante, no fue el primer combinado nacional que caía en la primera fase el año en que defendía título, pues a Brasil (1966), Francia (2002) e Italia (1950 y 2010) ya les había sucedido con anterioridad.
En su intrascendente último partido, el combinado nacional se impuso a Australia por 0-3 (goles de Villa, Torres y Mata) y logró así evitar el dudoso honor de ser el peor equipo defensor de título en la historia de la competición, quedando tercero en el grupo —tras Países Bajos y Chile— con esos 3 puntos. Finalmente, acabó el torneo en el puesto 23, el peor de su historia en un campeonato del mundo y en una fase final en general.
A pesar de haber tenido una mala actuación y de no haber disputado el último choque frente a los australianos, Casillas se convirtió en el jugador español que más partidos ha disputado en la historia del torneo, con un total de 17, y además se quedó a tan solo uno de igualar a Sepp Maier, el cancerbero que más encuentros ha jugado en la competición.
Así llegaban a su fin la generación de futbolistas más exitosa y la época más gloriosa en toda la historia del balompié español.

### Período de transición (2014-2022)

#### Final de una era

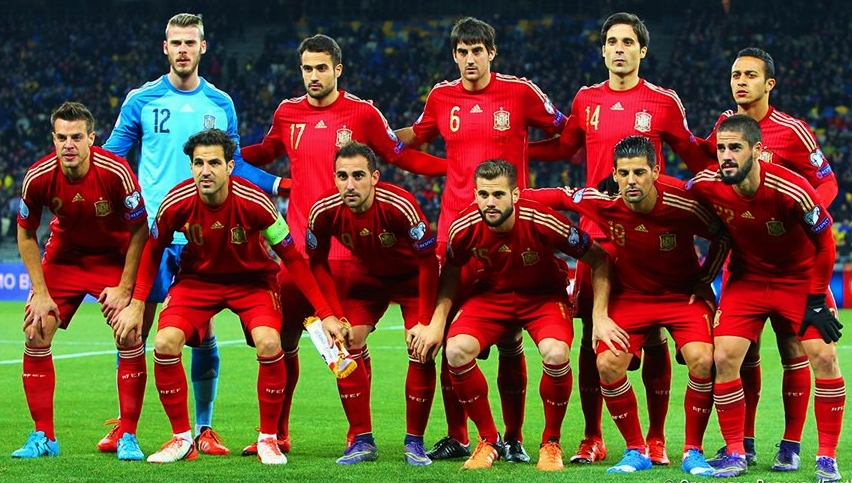
Alineación titular de la selección en Kiev ante Ucrania, con Cesc Fàbregas como capitán y cumpliendo cien internacionalidades, el 12 de octubre de 2015.

España estuvo en el Grupo C y tuvo como rivales a Ucrania, Eslovaquia, Bielorrusia, Macedonia y Luxemburgo para acudir a la Eurocopa de 2016 de Francia —torneo que por primera vez en su historia contaba con 24 equipos participantes— y defender su título. Poco antes de dar comienzo dicha fase de clasificación, anunciaron su retirada del combinado nacional dos de los hasta entonces más importantes futbolistas del equipo —Xavi Hernández y Xabi Alonso—. Asimismo, otros jugadores que fueron clave en varios de los pasados éxitos dejaron de ser convocados. Quedó por lo tanto evidenciado el comienzo de un nuevo ciclo.
España inició el camino al torneo europeo venciendo por 5-1 a Macedonia, pero cayó derrotada en el siguiente encuentro, ante Eslovaquia, por 2-1. Iker Casillas falló en el primer gol eslovaco y quedó señalado por la prensa española. Fue el 9 de octubre de 2014 y significó la primera derrota del equipo nacional en un partido de clasificación desde el 7 de octubre de 2006, después de 36 partidos sin conocer la derrota. Tres días más tarde, venció a Luxemburgo por 0-4. En su cuarto partido, ganó a Bielorrusia por 3-0 y Casillas se convirtió en el jugador con más victorias en la competición continental, con 32 triunfos en total —contando fases de clasificación y fases finales—. En sus tres siguientes compromisos, vencieron a Ucrania y Bielorrusia con idéntico resultado de 1-0 y a Eslovaquia por 2-0. En sus últimos tres choques que cerraban la fase clasificatoria vencieron a Macedonia (0-1) y a Luxemburgo por 4-0. Con esta victoria, España se clasificaba —como primera de grupo— por novena vez en su historia para la fase final —desde 1992 no ha faltado a ninguno de los dos grandes torneos futbolísticos por excelencia—. En su último partido de clasificación, venció a Ucrania por 0-1 en Kiev. Con este resultado, España dejó por primera vez en su historia la portería imbatida tras disputar ocho encuentros de competición.
El 31 de mayo de 2016, Vicente Del Bosque dio su lista definitiva de convocados para la cita europea. De los 23 jugadores, 13 estuvieron en el Mundial de 2014 y 10 se mantuvieron de los que formaron parte de la victoria en la Eurocopa de 2012.
La selección española quedó encuadrada en el Grupo D, teniendo como oponentes a República Checa, Turquía y Croacia.
Debutó el 13 de junio ante los checos en Toulouse, con victoria por 1-0 merced a un gol de Gerard Piqué en los últimos momentos del partido —el quinto en su cuenta particular con la selección nacional— y con David de Gea en una portería que ya no abandonaría en lo que restaba de torneo —relegando a la suplencia al capitán Iker Casillas—.
En el segundo partido, disputado el 17 de junio en el Allianz Riviera de Niza, España goleó 3-0 a Turquía con «doblete» de Álvaro Morata, asegurándose su clasificación para los cruces eliminatorios.
El tercer y último partido del grupo fue un encuentro que marcó un punto de inflexión en el devenir de España en el campeonato y en las buenas sensaciones que daba el equipo hasta el momento. España se enfrentaba a Croacia jugándose la primera posición del grupo, que daba acceso al lado del cuadro de eliminatorias que evitaba hasta la final a las otras cuatro grandes selecciones del continente (Alemania, Italia, Francia e Inglaterra), por lo que se consideraba un partido clave. España comenzó el partido adelantándose en el marcador por medio de Morata, empatando los croatas al filo del descanso. En la segunda parte, España dominó el encuentro y buscó la victoria a pesar de valerle el empate para concluir primera, llegando Sergio Ramos a fallar un penalti. Sin embargo, hacia el final del partido, Croacia montó una contra que culminó Ivan Perišić dando a los croatas el primer puesto del grupo y enviando a España a enfrentarse a los italianos tras quedar segunda. Se trataba de la primera derrota del equipo nacional en la fase final de esta competición tras 12 años y 14 choques disputados sin conocerla.
El 27 de junio, en el Stade de France de Saint-Denis, el equipo español se enfrentó en octavos de final a Italia, que se impuso por 2-0 con goles de Giorgio Chiellini en el primer tiempo y Graziano Pellè en el tiempo de descuento de la segunda parte. España se quedaba por lo tanto fuera del torneo.

#### Renovación anunciada

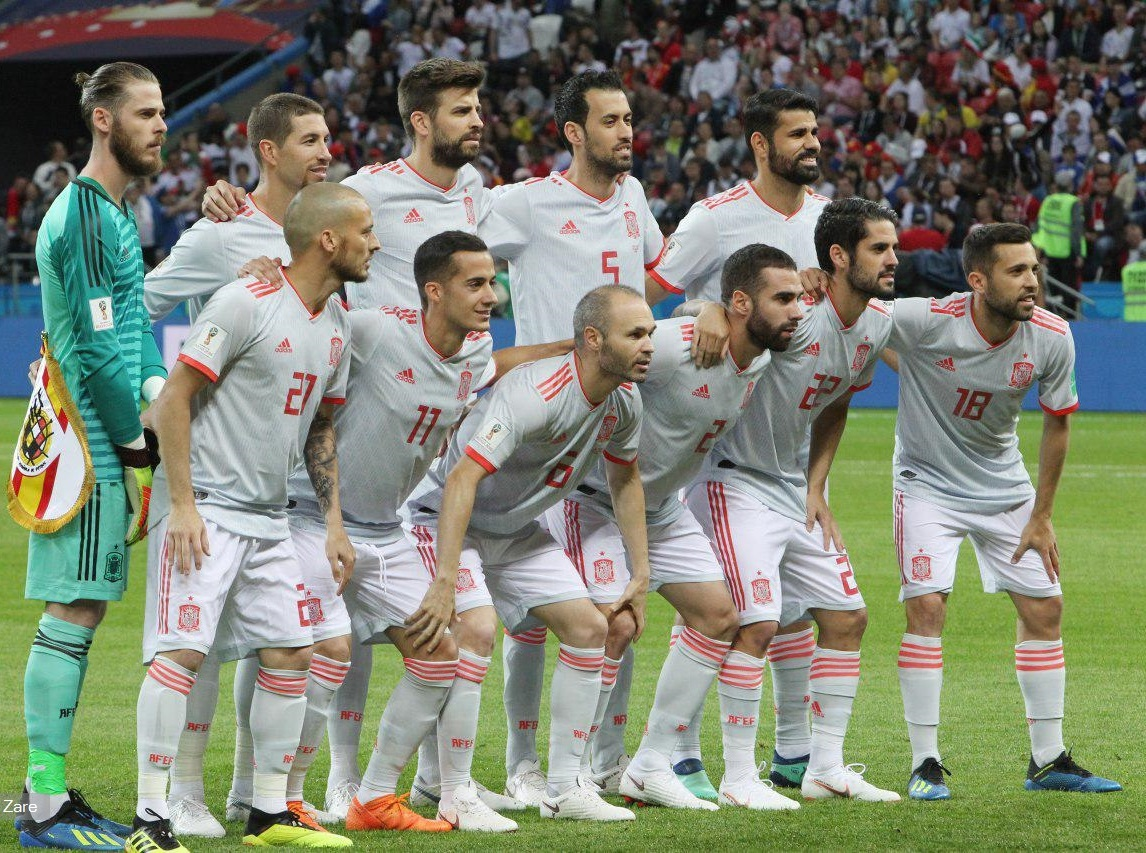
Alineación titular de la selección ante Irán en Kazán el 20 de junio de 2018.

Tras la eliminación en la Eurocopa, el seleccionador Vicente del Bosque confirmó que no seguiría en el cargo, algo que ya había dejado caer tiempo atrás. Dejaba la selección el entrenador más laureado de su existencia, tras ocho años en los que ganó dos títulos y dirigió al equipo a lo largo de 114 partidos —el que más en la historia del combinado nacional—. La era Del Bosque llegaba así a su final. Julen Lopetegui fue el encargado de sucederle al frente del equipo.
España compitió en el Grupo G de la UEFA, en busca de la clasificación para el Mundial de 2018 de Rusia, junto a Italia, Albania, Israel, Macedonia y Liechtenstein.
Cabe destacar que, al inicio de dicha fase para acudir al torneo, el capitán Iker Casillas dejó de ser convocado por primera vez —estando disponible— después de 16 años, por lo que el brazalete pasaba a llevarlo Sergio Ramos. El equipo comenzó venciendo a los liechtensteinianos por un abultado 8-0, pero abandonó la senda de la victoria en su importante y trascendente segundo encuentro —a domicilio— al empatar a un gol frente a la selección italiana. Tres días más tarde, derrotó a los albaneses por 0-2 y al mes siguiente, repitió triunfo ante los macedonios, esta vez por 4-0. En su primer partido en 2017, ganó 4-1 al combinado israelí. Ya en la segunda vuelta, el combinado español resultó victorioso de nuevo ante Macedonia, sobre la que se impuso por 1-2. En su segundo partido contra el conjunto transalpino, venció por 3-0 con una gran exhibición de Isco Alarcón y dejó así virtualmente sellada su clasificación para el torneo. Tres días después, consiguió la mayor goleada como visitante de su historia al ganar por un contundente 0-8 a Liechtenstein. Pero fue contra Albania cuando se clasificó matemáticamente para su undécimo Mundial consecutivo, como primera de grupo, al derrotar por 3-0 mientras que los italianos se dejaban dos puntos. En la última jornada, venció a Israel por la mínima.
El 21 de mayo de 2018, Lopetegui dio su lista de convocados para la cita mundial. Esta destaca, entre otras cosas, por ser la primera desde 1966 que no incluye a ningún futbolista asturiano en sus filas. Apenas dos días después, el técnico vasco, el presidente de la RFEF —Luis Rubiales— y el director deportivo de la misma —Fernando Hierro— firmaron la renovación del seleccionador hasta 2020.
Antes de la cita mundialista, el equipo jugó dos amistosos. El primero se disputó en el Estadio de la Cerámica, contra la selección de Suiza, siendo el último partido disputado antes de viajar a Rusia y que terminó con empate a uno. El 7 de junio, el combinado dirigido por Lopetegui viajó a Krasnodar, donde la RFEF estableció la sede de la concentración previa al inicio del Mundial. El 9 de junio, España disputó el segundo amistoso, contra la selección de Túnez, con resultado final de victoria por 1-0.

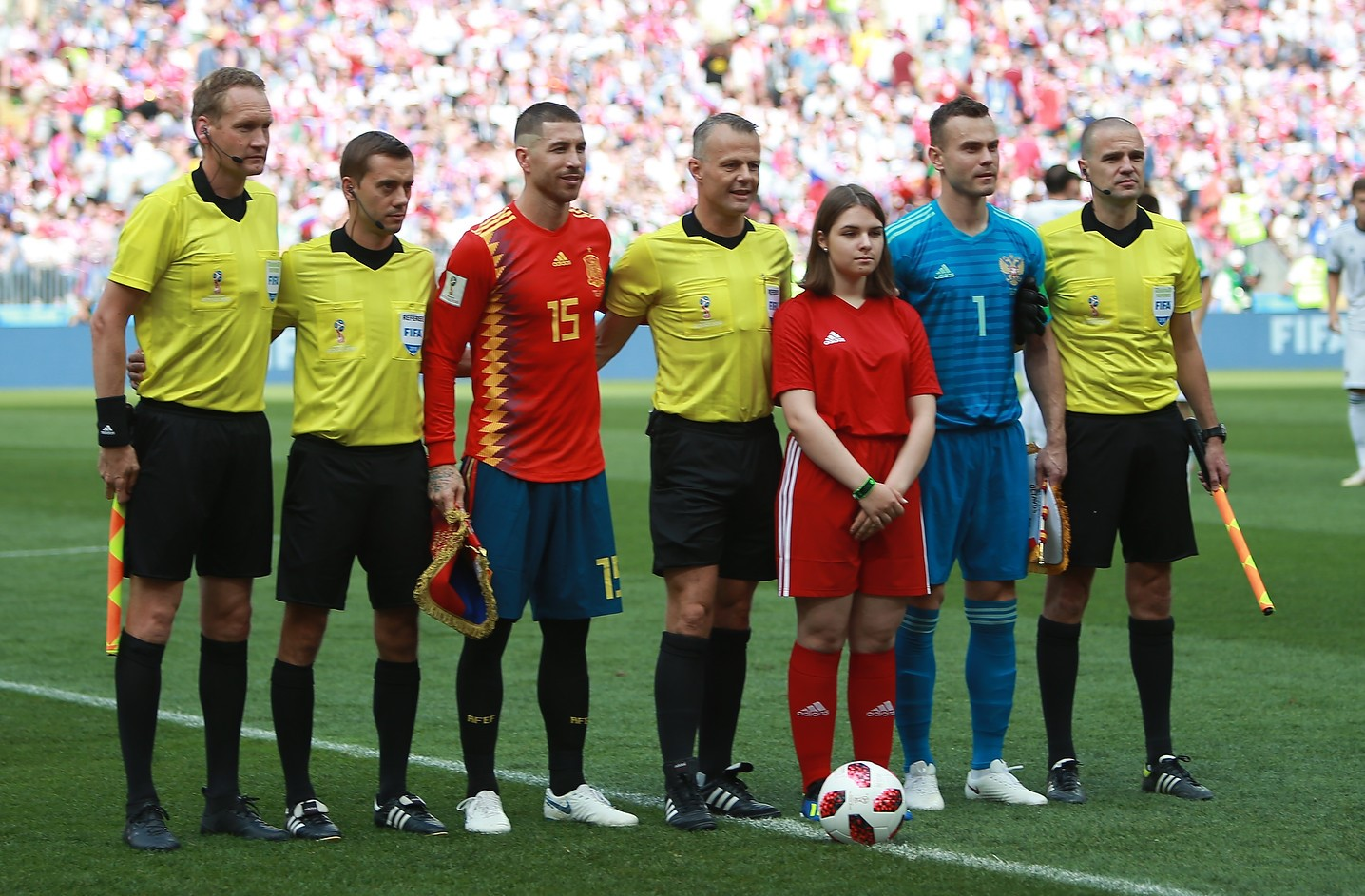
Los capitanes se hacen la foto protocolaria antes de comenzar el encuentro frente a Rusia correspondiente a los octavos de final del Mundial de 2018.

El 12 de junio, tres días antes del debut de la selección en el torneo, el Real Madrid C. F. emitió un comunicado oficial informando de que el actual seleccionador, Julen Lopetegui, sería el entrenador del club tras la celebración del Mundial. Este anuncio, emitido por sorpresa, supuso el inicio de la llamada «Crisis de Krasnodar», que en menos de 24 horas desembocó en la destitución de Lopetegui. Rubiales, que en el momento del comunicado del club madrileño se encontraba en un congreso de la FIFA en Moscú, decidió volar de urgencia a Krasnodar, anunciando que hablaría en la rueda de prensa planificada para el día siguiente. En esta rueda de prensa, el presidente confirmó que se vieron obligados a prescindir de Julen. Los motivos fueron las formas en las que se llevaron a cabo las negociaciones entre el técnico y el club, además del anuncio oficial del fichaje, en donde según Rubiales todo ocurrió sin que se le hubiera dado información alguna a la Federación hasta apenas cinco minutos antes del comunicado. El presidente justificó la destitución de Lopetegui afirmando que no se podían hacer así las cosas y que su director deportivo no sabía nada, llegando a pedir antes del anuncio del Madrid que no se hiciera público, algo que ya fue imposible. Fernando Hierro fue, finalmente, elegido para ocupar el banquillo del equipo.
El combinado nacional español quedó integrado en el Grupo B y tuvo como oponentes a Portugal, Marruecos e Irán.
En su primer partido, frente a la selección portuguesa, empató a tres goles. Diego Costa, que hizo dos, y Nacho Fernández marcaron para España, mientras que Cristiano Ronaldo convirtió los tres tantos de su equipo.
En el segundo encuentro, venció a los iraníes por la mínima gracias a un solitario gol de Costa.
En el último partido de la fase, empató a dos goles con Marruecos sin que ello impidiese que avanzase a la siguiente fase como primera de grupo.
El 1 de julio, jugó en el Estadio Olímpico Luzhnikí de Moscú el encuentro de octavos de final y cayó eliminada en la tanda de penaltis (3-4) tras empatar a un gol frente a la anfitriona, la selección rusa —«La Roja» nunca ha ganado en sus ocho enfrentamientos ante una selección anfitriona tanto en Mundiales como en Eurocopas—. En este encuentro, además, estableció el récord de pases en un partido de un Mundial —realizó 1 114—. La selección decía adiós al torneo mundialista sin perder un solo choque. Cabe destacar que al equipo español le fue otorgado el «Premio al Juego Limpio» del campeonato.

Tras acabar la participación de España en el Mundial, se confirmó que Fernando Hierro no seguiría al frente del equipo y fue nombrado nuevo seleccionador Luis Enrique Martínez. Asimismo, Andrés Iniesta, Gerard Piqué y David Silva anunciaron su adiós al combinado nacional.
España estuvo encuadrada en el Grupo A4 de la Liga de Naciones de 2018-19 —primera edición de una nueva competición europea— y sus rivales fueron Inglaterra y Croacia.
En su primer partido, se impuso por 1-2 al combinado inglés en el Estadio de Wembley con tantos de Saúl Ñíguez y Rodrigo Moreno. En el segundo encuentro, goleó al combinado croata —en esos momentos subcampeón del mundo— por un contundente 6-0 gracias, entre otras cosas, a la brillante actuación de Marco Asensio. En su tercer choque, caería derrotada por 2-3 ante Inglaterra en un partido en el que los ingleses ganaban por 0-3 al descanso (siendo la peor derrota española tras un primer tiempo jugando como local) y en el que España no pudo completar la remontada en la segunda parte, siendo esta su primera derrota en el torneo además de la primera derrota de Luis Enrique como seleccionador nacional. En su último y decisivo partido de la fase, el equipo cayó de nuevo derrotado —por 3-2 frente a los croatas— y tres días más tarde dijo finalmente adiós a la posibilidad de acceder a la fase final de 2019 de Portugal tras la victoria de los ingleses sobre la selección croata. No obstante, mantuvo la máxima categoría al quedar segunda en el grupo aunque, más adelante y después de un reajuste del formato de la competición, se acabaría informando de que no habría descensos tras esta edición inaugural del torneo.

#### Vuelta a la competitividad
España se encontró integrada en el Grupo F para lograr la clasificación para la Eurocopa de 2020 de Europa y tuvo como rivales a las selecciones de Suecia, Noruega, Rumanía, Malta e Islas Feroe.
Durante la disputa de estos partidos para acudir al torneo europeo, Sergio Ramos se convirtió en el futbolista que más partidos ha ganado con su selección (122) y también en el que más encuentros ha disputado con España (168), arrebatándole ambos récords a Iker Casillas. Asimismo, también consiguió ser el defensa con más goles en encuentros de combinados nacionales, superando la marca de Daniel Passarella de 22. Sin embargo, a mitad de la fase, Luis Enrique Martínez dejaba su puesto de seleccionador por motivos personales y se anunciaba que Robert Moreno, su segundo, se hacía cargo del equipo. España finalizó la ronda clasificatoria quedando primera en el grupo y, nada más hacerse esto efectivo, se confirmó oficialmente la vuelta de Luis Enrique para dirigir al combinado en la competición a la que se acababa de clasificar con un ya destituido Moreno.
El 17 de marzo de 2020, la Eurocopa —que celebraba su 60.º aniversario— quedó pospuesta para 2021 debido a la pandemia de COVID-19 que afectó agresivamente al mundo en el primer semestre del año en el que originalmente se iba a disputar. A pesar de esto, el torneo siguió manteniendo el 2020 en su nombre oficial.
El 28 de agosto, la selección alcanzó el centenario desde que disputara su primer partido en 1920.
El 24 de mayo de 2021, el seleccionador Luis Enrique dio la lista de 24 jugadores y entre ellos no se encontraba el capitán Sergio Ramos, por lo que el brazalete lo pasaría a llevar Sergio Busquets durante la fase final de la competición. Además, no fue convocado un solo jugador del Real Madrid C. F. por primera vez en toda la dilatada historia del combinado nacional.
La selección nacional quedó encuadrada en el Grupo E junto a Suecia, Polonia y Eslovaquia.
El 14 de junio, debutó en el torneo empatando a cero con Suecia tras disputar un partido gris. En este encuentro, el joven canario Pedro González López, más conocido como «Pedri», hizo historia al convertirse en el futbolista con menos edad en debutar con España en una fase final de la Eurocopa.
Cinco días más tarde, empató de nuevo, ahora con Polonia y a un gol, tras los tantos de Álvaro Morata y Robert Lewandowski. Gerard Moreno falló un penalti que podía haber dado la victoria a la selección.
En su tercer y decisivo partido en la fase de grupos, el equipo goleó por un contundente 0-5 a Eslovaquia y se clasificó como segunda de grupo para la siguiente fase, solo por detrás del combinado sueco.
El 28 de junio, disputó los octavos de final frente a Croacia en Copenhague. Tras conceder un gol en propia puerta debido al fallo del portero Unai Simón, acabó remontando y venciendo por 3-5 en la prórroga, avanzando así de ronda. Este encuentro se convirtió en el segundo con más tantos de la historia de la fase final de la Eurocopa.
El 2 de julio, jugó los cuartos de final en San Petersburgo ante Suiza y terminó ganando, tras empatar a un gol, en la tanda de penaltis. Unai Simón fue el gran protagonista de dicha tanda al detener dos de los lanzamientos de los suizos. Además, Dani Olmo rompió la peor racha de España desde el punto de penalti, pues llevaba el combinado seis penas máximas consecutivas fallando.
El 6 de julio, se enfrentó a Italia en las semifinales. El choque tuvo lugar en el Estadio de Wembley y, tras empatar a un gol al final del tiempo suplementario, perdió finalmente en la tanda de penaltis y quedó eliminada de la competición. Al marcar el tanto que empató el encuentro, Morata se convirtió en el jugador con más goles de la selección en las fases finales de la Eurocopa tras superar a Fernando Torres.
España finalizaba en tercera posición junto a Dinamarca en el torneo debido a que, al no haber partido por el tercer puesto, la plaza es compartida por los dos semifinalistas que cayeron en sus respectivos encuentros. Cabe señalar también que «Pedri» fue designado como el «Mejor Jugador Joven» del certamen. Además, la actuación del joven canario fue recompensada más adelante con el «Premio Golden Boy» y el «Trofeo Kopa».

España jugó en el Grupo A4 de la Liga de Naciones de 2020-21 junto a Alemania, Suiza y Ucrania.
Comenzó «La Roja» empatando a un gol en Alemania, el 3 de septiembre de 2020, tras igualar en el descuento el tanto inicial germano. En su segundo choque, goleó por 4-0 a Ucrania y, un mes más tarde, venció por la mínima a Suiza. Sin embargo, cayó derrotada en Ucrania y empató de forma agónica en Suiza. El 17 de noviembre, le endosó a los germanos un 6-0 en el Estadio La Cartuja de Sevilla y dicho resultado clasificó a la selección para la fase final de 2021 de Italia tras quedar primera en el grupo. Esta goleada significaba también para los alemanes su derrota más abultada de la historia en un partido competitivo.
El 6 de octubre de 2021, fecha reprogramada tras el aplazamiento de la anterior Eurocopa, España disputó las semifinales de la competición frente a Italia. El partido tuvo lugar en el Estadio Giuseppe Meazza de Milán y «La Roja» se impuso, con un «doblete» de Ferran Torres, a los anfitriones por 1-2, cortando así la racha de récord de estos de 37 partidos consecutivos sin conocer la derrota. Además, la selección «Azzurra» nunca antes había caído derrotada como anfitriona en una fase final y llevaba 93 años sin perder en la ciudad lombarda —jamás había caído en San Siro—. Asimismo, en este encuentro, el futbolista Pablo Martín Páez Gavira, más conocido como Gavi, se convirtió en el jugador más joven, con 17 años y 62 días, en disputar algún minuto con el combinado nacional, haciéndolo además como titular y superando así el récord de precocidad establecido décadas atrás por Ángel Zubieta.
El 10 de octubre, jugó la final del certamen ante Francia, también en Milán, y fue derrotada por 1-2 después de que los goles de Karim Benzema y Kylian Mbappé remontasen el tanto inicial de Mikel Oyarzabal. Sin embargo, el gol que daba a la selección gala el triunfo no estuvo exento de polémica, ya que Mbappé partía en fuera de juego en el momento en el que su compañero ejecutó el pase, pero el árbitro entendió que Eric García anulaba dicha posición antirreglamentaria al tocar levemente el balón en un intento por evitar que este llegase a las botas del delantero francés.
España acababa así subcampeona en el torneo. Cabe destacar que el capitán, Sergio Busquets, fue nombrado el «Mejor Jugador» de la fase final y, además, que Ferran Torres fue galardonado con la «Bota de Plata». Asimismo, el debutante Gavi obtendría más adelante el «Trofeo Kopa» y el «Premio Golden Boy» gracias, en parte, a sus buenas actuaciones con la selección en esta competición.

#### Varapalo mundialista
El conjunto español estuvo integrado en el Grupo B de la clasificación europea junto a Suecia, Grecia, Georgia y Kosovo para poder lograr una plaza en el Mundial de 2022 de Catar, el primero que se disputó en invierno y en Oriente Próximo.
La fase de clasificación comenzó con un empate a uno en Granada ante Grecia. Tras una victoria en Georgia por 1-2, España tuvo que enfrentarse en Sevilla a Kosovo. Este partido, en el que «La Roja» se impuso por 3-1, fue especialmente comentado en las redes sociales, pues el Reino de España no reconoce a Kosovo como Estado y esto vio alterada la retransmisión de RTVE. El 2 de septiembre de 2021, perdió en Solna contra Suecia por 2-1, lo que significaba cortar una racha de partidos clasificatorios para Mundiales sin perder que duraba desde el 31 de marzo de 1993. En su siguiente choque, goleó a Georgia por 4-0 y, tres días más tarde, derrotó a Kosovo en su visita a Pristina por 0-2. En sus dos últimos compromisos, venció por la mínima a Grecia y Suecia y se clasificó para la competición mundial —a la que acudía sin interrupción desde la edición de 1978— de manera directa tras quedar primera en el grupo.
España jugó, ya en la fase final del torneo, en el Grupo E y sus rivales fueron Costa Rica, Alemania y Japón.
En su primer encuentro, disputado el 23 de noviembre de 2022, derrotó por 7-0 a los costarricenses en lo que fue la mayor goleada lograda por el combinado nacional en un Mundial. Además, Dani Olmo marcó el gol 100 de «La Roja» en la historia de la competición y Gavi se convirtió en el jugador más joven de todos los tiempos en disputar el torneo con la elástica española.
En su segundo choque, que tuvo lugar cuatro días más tarde del debut, empató a un gol frente a los alemanes.
Finalmente, cayó en el último partido de la fase por 2-1 contra los japoneses, pero se clasificó para la siguiente ronda como segunda de grupo gracias a la victoria de los germanos frente a los centroamericanos.
El 6 de diciembre, disputó los octavos de final contra Marruecos y quedó eliminada de la competición después de perder en la tanda de penaltis por un contundente 3-0 tras empatar a cero al final de los 120 minutos de juego.

### Regreso a la cima (2022-Act.)

#### Nuevo título once años después
La selección nacional quedó encuadrada en el Grupo A2 de la Liga de Naciones de 2022-23 y se enfrentó a Portugal, Suiza y República Checa.
El equipo comenzó empatando frente a Portugal en casa y ante República Checa a domicilio para después conseguir su primera victoria en Suiza. Ya en la segunda vuelta, consiguió derrotar a los checos pero cayó después frente a los suizos. Tras vencer a Portugal en Braga por 0-1 en la última jornada, se clasificó para disputar la fase final de 2023 de Países Bajos al quedar primera en el grupo.
El 8 de diciembre de 2022, dos días después de quedar España eliminada del anterior torneo —el Mundial de Catar—, que se disputó antes de que finalizase esta competición europea, se anunció que Luis Enrique Martínez no seguiría como seleccionador nacional y que le sustituiría Luis de la Fuente, que llevaba desde 2013 entrenando a los futbolistas de las categorías inferiores de la selección. Asimismo, ocho días más tarde, el entonces capitán del equipo Sergio Busquets anunciaba que se retiraba del combinado y, el 23 de febrero de 2023, hizo lo propio Sergio Ramos, que llevaba ya un relativamente largo período sin ser convocado.
El 15 de junio, España disputó frente a Italia las semifinales del certamen y obtuvo la victoria gracias a un gol de Joselu Mato en los últimos minutos.
El 18 de junio, jugó ante Croacia la final del torneo y, tras un muy disputado e igualado encuentro, consiguió hacerse con la victoria en una tanda de penaltis en la que destacaron Unai Simón, con dos paradas, y Dani Carvajal, que anotó el tanto decisivo con un lanzamiento «a lo Panenka».
Así pues, once años después, el combinado nacional español volvía a levantar un título. Además, Rodri Hernández fue nombrado el «Mejor Jugador» de la fase final y Jesús Navas se convirtió en el primer futbolista en la historia en ganar el Mundial, la Eurocopa y la Liga de Naciones.
El 19 de junio, los campeones aterrizaron en Madrid y, tras ser recibidos en el Palacio de la Zarzuela por el Rey de España, Felipe VI, se dirigieron al WiZink Center para una celebración final junto a los aficionados.

#### Triunfo en Alemania y consolidación como selección más exitosa a nivel europeo

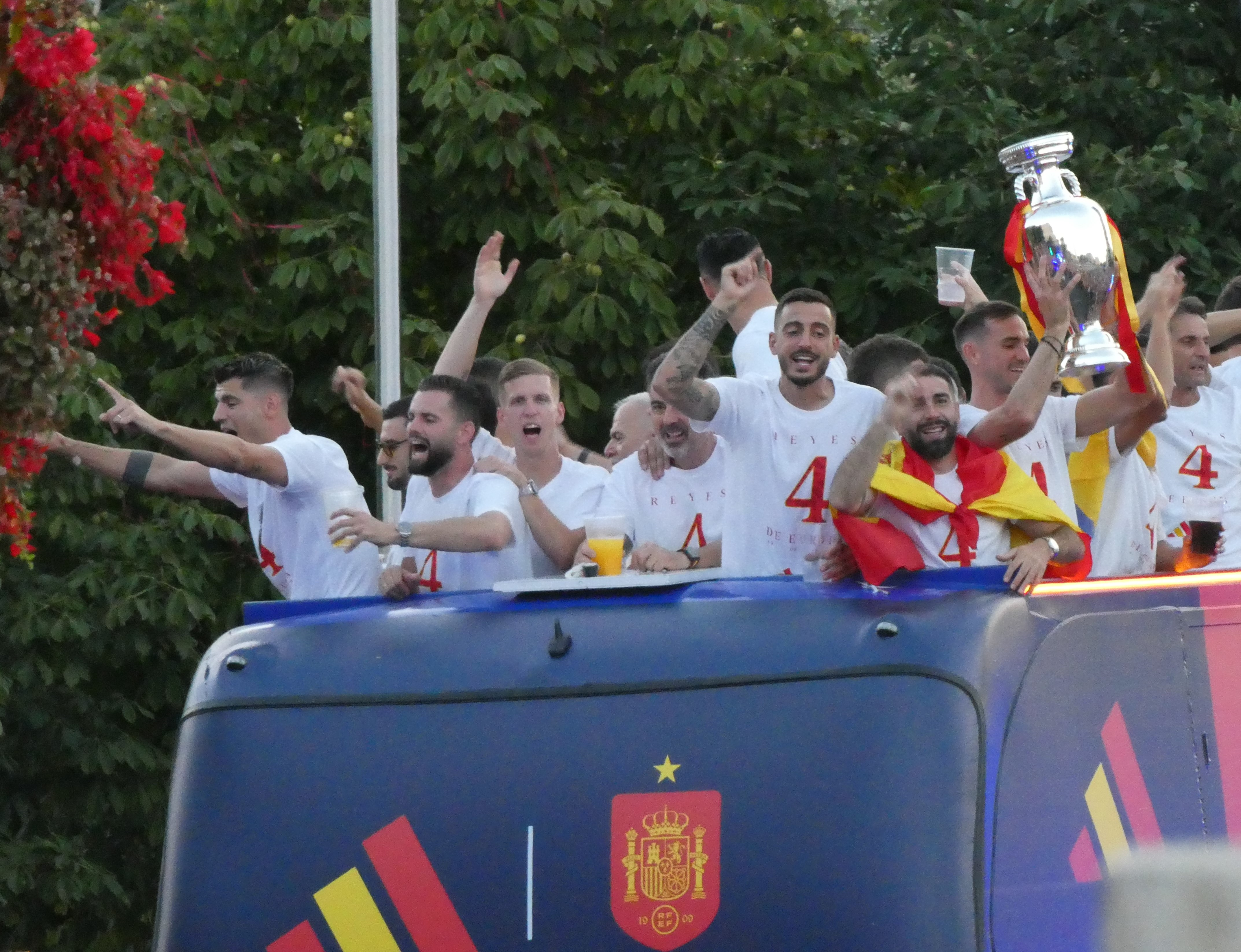
Celebración del título conseguido en Alemania junto a la afición por las calles de Madrid.

España se encontró encuadrada en el Grupo A para lograr la clasificación para la Eurocopa de 2024 de Alemania junto a los conjuntos nacionales de Escocia, Noruega, Georgia y Chipre.
El 29 de agosto, se anunció que Jordi Alba —que había ejercido de capitán en la fase final de la Liga de Naciones de Países Bajos y alzado el trofeo de dicha competición— se retiraba del combinado nacional luego de una decisión ya tomada por el futbolista catalán semanas atrás.
La selección se enfrentó primeramente en Málaga a los noruegos y salió victoriosa tras golearles por 3-0 con un tanto de Dani Olmo y otros dos de Joselu Mato, que debutaba así con la absoluta anotando en dos minutos un «doblete». Tres días después, sin embargo, cayó por dos goles a cero ante los escoceses en Hampden Park. Frente a los georgianos en Tiflis, el equipo consiguió ganar por un contundente 1-7 y Lamine Yamal se convirtió en el jugador más joven en disputar algún minuto —y anotar gol— con «La Roja», haciéndolo con 16 años y 57 días y superando así el récord de precocidad establecido dos años atrás por Gavi. En la siguiente jornada, venció por 6-0 a los chipriotas en Granada en un partido en el que destacó el debut con gol de Álex Baena. Frente a Escocia en casa, el combinado se impuso por 2-0 con un tanto de Álvaro Morata y otro del debutante Oihan Sancet. Tres días más tarde, derrotó por 0-1 a Noruega en Oslo y selló así su clasificación para la competición europea. En las dos últimas jornadas, venció por 1-3 a Chipre y por 3-1 a Georgia, asegurando así el primer puesto del grupo.
El combinado nacional español quedó integrado en el Grupo B y sus rivales fueron Croacia, Italia y Albania.
El 15 de junio de 2024, España disputó frente a los croatas su primer encuentro. Consiguió imponerse por 3-0 y Lamine Yamal se convirtió en el futbolista más joven en jugar un partido correspondiente a una fase final de la Eurocopa.
En su segundo encuentro, contra los italianos, venció por 1-0 y selló así matemáticamente su pase para la siguiente fase como primera de grupo.
En su tercer choque, ya intrascendente para «La Roja», derrotó a los albaneses por 0-1 para así cerrar una fase perfecta con tres victorias y ningún gol encajado.
El 30 de junio, se enfrentó a Georgia en los octavos de final y salió victoriosa tras remontar el tanto inicial rival anotando después cuatro goles.
El 5 de julio, jugó frente a Alemania los cuartos de final y ganó por 2-1 con goles de Dani Olmo en la segunda parte y Mikel Merino en la prórroga —en el minuto 119—. Fue la primera vez que la selección se imponía a un anfitrión en un gran torneo —Eurocopa o Mundial—.
El 9 de julio, disputó las semifinales ante Francia y tuvo que remontar un tempranero gol galo con un tanto desde fuera del área de Lamine Yamal, que se convirtió en el goleador más joven de la historia de la competición, y otro obra de Dani Olmo. España se clasificaba así para la final con un estilo de juego que, hasta el momento, no encontraba antídoto en ningún rival.
El 14 de julio, jugó la final en el Estadio Olímpico de Berlín contra Inglaterra —con el Presidente del Gobierno, Pedro Sánchez, y el Rey de España, Felipe VI, junto a la Infanta Sofía en el palco— y se llevó su cuarto entorchado de la competición tras derrotar por 2-1, con goles de Nico Williams y Mikel Oyarzabal, a su rival.
En consecuencia, doce años más tarde, España volvía a levantar una Eurocopa y se convertía en la selección con más títulos de este torneo continental. Asimismo, Rodri Hernández fue nombrado el «Mejor Jugador» del certamen y Lamine Yamal, el «Mejor Jugador Joven». Dani Olmo también obtuvo premio y se hizo con la «Bota de Oro» tras anotar tres goles, empatando con otros cinco futbolistas más y compartiendo el galardón con ellos. Además, Jesús Navas se erigió en el jugador que más entorchados —cuatro— ha conquistado con «La Roja».
El 15 de julio, los campeones aterrizaron en Madrid y fueron recibidos en el Palacio de la Zarzuela por la Familia Real y en el Palacio de la Moncloa por el Presidente del Gobierno y la ministra Alegría. A continuación, realizaron un recorrido por las calles de la capital en un autobús panorámico hasta llegar a la Plaza de Cibeles, lugar elegido para la celebración final con la afición. Además, el lesionado Gavi, que se había concentrado como un integrante más del equipo de cara a la final de Berlín, fue presentado en dicha celebración como si hubiese formado parte de la plantilla campeona, lo que fue interpretado como un gran gesto por parte del combinado nacional hacia un jugador que aspira a ser uno de sus pilares en el futuro.
Más adelante durante el año y gracias en parte a sus actuaciones con España en esta competición, Rodri Hernández fue galardonado con el «Balón de Oro» —convirtiéndose así en el segundo español en lograrlo tras Luis Suárez en 1960— y Lamine Yamal obtuvo el «Trofeo Kopa» y el «Premio Golden Boy».

### En disputa actualmente
La selección nacional jugó en el Grupo A4 de la Liga de Naciones de la UEFA 2024-25, teniendo como adversarios a Dinamarca, Suiza y Serbia. Durante la fase de grupos obtuvo un total de 16 puntos, es decir, cinco victorias y un empate contra Serbia. Jugó los cuartos de final del torneo contra Países Bajos, empatando tanto el partido de ida como el partido de vuelta 2-2 y 3-3 respectivamente. Selló su pase a las semifinales en la tanda de penaltis. 
En estas se enfrentó a Francia, obteniendo la victoria por 5-4, con goles de Nico Williams, Mikel Merino, Lamine Yamal y Pedri.
El 8 de junio disputará la final contra Portugal.

### Últimos y próximos partidos
| Fecha      | Ciudad                 | Competición                                  | Racha                                     | Local        |                             | Resultado                |                              | Visitante         |
| ---------- | ---------------------- | -------------------------------------------- | ----------------------------------------- | ------------ | --------------------------- | ------------------------ | ---------------------------- | ----------------- |
| 22/03/2024 | Londres                | Amistoso oficial                             | Derrota                                   | España       | Bandera de España           | 0 - 1                    | Bandera de Colombia          | Colombia          |
| 26/03/2024 | Madrid                 | Amistoso oficial                             | Empate                                    | España       | Bandera de España           | 3 - 3                    | Bandera de Brasil            | Brasil            |
| 05/06/2024 | Badajoz                | Amistoso oficial                             | Victoria                                  | España       | Bandera de España           | 5 - 0                    | Bandera de Andorra           | Andorra           |
| 08/06/2024 | Mallorca               | Amistoso oficial                             | Victoria                                  | España       | Bandera de España           | 5 - 1                    | Bandera de Irlanda del Norte | Irlanda del Norte |
| 15/06/2024 | Berlín                 | Eurocopa de 2024                             | Victoria                                  | España       | Bandera de España           | 3 - 0                    | Bandera de Croacia           | Croacia           |
| 20/06/2024 | Gelsenkirchen          | Eurocopa de 2024                             | Victoria                                  | España       | Bandera de España           | 1 - 0                    | Bandera de Italia            | Italia            |
| 24/06/2024 | Düsseldorf             | Eurocopa de 2024                             | Victoria                                  | Albania      | Bandera de Albania          | 0 - 1                    | Bandera de España            | España            |
| 30/06/2024 | Colonia                | Eurocopa de 2024                             | Victoria                                  | España       | Bandera de España           | 4 - 1                    | Bandera de Georgia           | Georgia           |
| 05/07/2024 | Stuttgart              | Eurocopa de 2024                             | Victoria en la prórroga                   | España       | Bandera de España           | 2 - 1 (t. s.)            | Bandera de Alemania          | Alemania          |
| 09/07/2024 | Múnich                 | Eurocopa de 2024                             | Victoria                                  | España       | Bandera de España           | 2 - 1                    | Bandera de Francia           | Francia           |
| 14/07/2024 | Berlín                 | Eurocopa de 2024                             | Victoria                                  | España       | Bandera de España           | 2 - 1                    | Bandera de Inglaterra        | Inglaterra        |
| 05/09/2024 | Belgrado               | Liga de Naciones de 2024-25                  | Empate                                    | Serbia       | Bandera de Serbia           | 0 - 0                    | Bandera de España            | España            |
| 08/09/2024 | Ginebra                | Liga de Naciones de 2024-25                  | Victoria                                  | Suiza        | Bandera de Suiza            | 1 - 4                    | Bandera de España            | España            |
| 12/10/2024 | Murcia                 | Liga de Naciones de 2024-25                  | Victoria                                  | España       | Bandera de España           | 1 - 0                    | Bandera de Dinamarca         | Dinamarca         |
| 15/10/2024 | Córdoba                | Liga de Naciones de 2024-25                  | Victoria                                  | España       | Bandera de España           | 3 - 0                    | Bandera de Serbia            | Serbia            |
| 15/11/2024 | Copenhague             | Liga de Naciones de 2024-25                  | Victoria                                  | Dinamarca    | Bandera de Dinamarca        | 1 - 2                    | Bandera de España            | España            |
| 18/11/2024 | Santa Cruz de Tenerife | Liga de Naciones de 2024-25                  | Victoria                                  | España       | Bandera de España           | 3 - 2                    | Bandera de Suiza             | Suiza             |
| 20/03/2025 | Róterdam               | Liga de Naciones de 2024-25                  | Empate                                    | Países Bajos | Bandera de los Países Bajos | 2 - 2                    | Bandera de España            | España            |
| 23/03/2025 | Valencia               | Liga de Naciones de 2024-25                  | Empate (victoria en la tanda de penaltis) | España       | Bandera de España           | 3 - 3 (t. s.) (5 - 4 p.) | Bandera de los Países Bajos  | Países Bajos      |
| 05/06/2025 | Stuttgart              | Fase final de la Liga de Naciones de 2024-25 | Victoria                                  | España       | Bandera de España           | 5 - 4                    | Bandera de Francia           | Francia           |
| 08/06/2025 | Múnich                 | Fase final de la Liga de Naciones de 2024-25 | Empate (derrota en la tanda de penaltis)  | Portugal     | Bandera de Portugal         | 2 - 2 (t. s.) (5 - 3 p.) | Bandera de España            | España            |
| 04/09/2025 | Sofía                  | Clasificación para el Mundial de 2026        |                                           | Bulgaria     | Bandera de Bulgaria         | -                        | Bandera de España            | España            |
| 07/09/2025 | Konya                  | Clasificación para el Mundial de 2026        |                                           | Turquía      | Bandera de Turquía          | -                        | Bandera de España            | España            |
| 11/10/2025 | Elche                  | Clasificación para el Mundial de 2026        |                                           | España       | Bandera de España           | -                        | Bandera de Georgia           | Georgia           |
| 14/10/2025 | Valladolid             | Clasificación para el Mundial de 2026        |                                           | España       | Bandera de España           | -                        | Bandera de Bulgaria          | Bulgaria          |
| 15/11/2025 | Tiflis                 | Clasificación para el Mundial de 2026        |                                           | Georgia      | Bandera de Georgia          | -                        | Bandera de España            | España            |
| 18/11/2025 | Sevilla                | Clasificación para el Mundial de 2026        |                                           | España       | Bandera de España           | -                        | Bandera de Turquía           | Turquía           |

## Uniforme y escudo

Escudo de España.

La selección adoptó, desde sus inicios en 1920, como su color el rojo y este, pese a ser cambiado por el blanco y el azul por motivos políticos debido a lo que se vivió en España durante la Guerra Civil Española, ha sido siempre su seña de identidad e incluso le ha dado una denominación por la que es conocida, «La Roja».
El color fue elegido por el entonces presidente del Comité Olímpico Español (COE), Gonzalo de Figueroa y Torres, Marqués de Villamejor, con motivo de los Juegos Olímpicos de 1920 a disputar en Amberes y conformaría, junto a un león rampante en amarillo, los colores de la bandera española. El motivo de elegir la figura en lugar de una franja —tal cual es la bandera— fue muy meditado. Los juegos se disputarían en Amberes, antigua provincia del Ducado de Brabante, antaño posesión de España, del que se tomó su bandera —un león amarillo sobre fondo negro—. Dicha heráldica, presente también en el escudo personal del monarca Alfonso XIII por el citado histórico Ducado de los Países Bajos de los Habsburgo, pertenecientes a la Corona Española, sería la imagen de los deportistas españoles en la cita olímpica. Completando el uniforme, llevarían unos calzones blancos y medias negras.
El uniforme sufrió cambios significativos con motivo de la Guerra Civil Española. La situación del país, dividido entre el bando republicano y el bando sublevado, hace que se abandone el color rojo por motivos políticos. España vistió de color blanco en la zona nacional, única zona que permitía entonces en el país enfrentamientos futbolísticos. Con él, jugó frente a la selección portuguesa en varios encuentros, además de con el escudo del yugo y las flechas del bando sublevado. A la finalización de la guerra, en la que resultaron victoriosos los sublevados, la camisola pasó a ser de color azul, ya que el rojo era el color que identificaba al derrotado bando republicano. Así se mantuvo hasta que, en 1947, el General Moscardó, entonces Delegado Nacional de Deportes, repuso a la selección la primigenia camiseta roja que dejaría al azul como el uniforme de reserva. Ambos colores ya se mantendrían, salvo pequeñas variaciones, hasta la actualidad. El escudo ha ido evolucionando por el mismo motivo hasta que, a partir de 1981, se tomó el escudo de España como heráldica. No obstante, a partir de la Eurocopa de 1996, el escudo de la camiseta de la selección española quedó diseñado con un importante error al incluir el escusón de la Casa Borbón francesa en lugar del de la Casa de Borbón de España, diferenciados estos en el color de la bordura. Jaime Salazar, historiador especializado en heráldica, avisó a la Real Federación Española de Fútbol (RFEF) del error en agosto de 2010 y, posteriormente, Adidas reconocería su error en el diseño. En 2013, con motivo de la disputa del Mundial al año siguiente, la RFEF cambió el escudo e introdujo algunos retoques que corregían parte de esos errores; se puso la flor de lis correcta, se cambió la corona de la izquierda y se modificó la granada para que dejara de parecer un tulipán. Sin embargo, otros errores como las bases de los capiteles, las cadenas de Navarra y la corona de la columna derecha permanecieron en la camiseta. En marzo de 2021, la RFEF presentó un nuevo diseño del escudo de la selección.
| Primera equipación | Ver evolución | Equipación actual |

## Rivalidades
Desde su creación en el año 1920, la selección española de fútbol ha mantenido unas rivalidades con distintas selecciones nacionales marcadas por sus enfrentamientos a lo largo de los tiempos.

### Históricas
La rivalidad con la selección francesa arrastra una larga historia dentro del marco de relaciones entre España y Francia. Asimismo, mantiene otra de componente histórico con Inglaterra.
Con las antiguas selecciones de Unión Soviética y Yugoslavia, países pertenecientes al bloque comunista, se mantuvieron unas rivalidades de carácter político durante la dictadura franquista. La consecuencia más evidente de esto fue que España no disputase la eliminatoria frente a la URSS correspondiente a la clasificación para la Eurocopa de 1960.

### Geográficas
Contra la cercana Italia, disputa el conocido como «derbi mediterráneo» y frente a la vecina Portugal, el «derbi ibérico». Este último país es además al que más veces se ha enfrentado «La Roja».

### Futbolísticas
En los últimos años, se han ido forjando nuevas rivalidades de menor intensidad, debido a la poca trayectoria histórica de las mismas. Entre ellas, destaca la mantenida con Alemania, país con el que lucha por ser la selección más laureada en la Eurocopa.
Tras su victoria en la final del Mundial de 2010, España mantiene una nueva rivalidad con Países Bajos.

## Jugadores

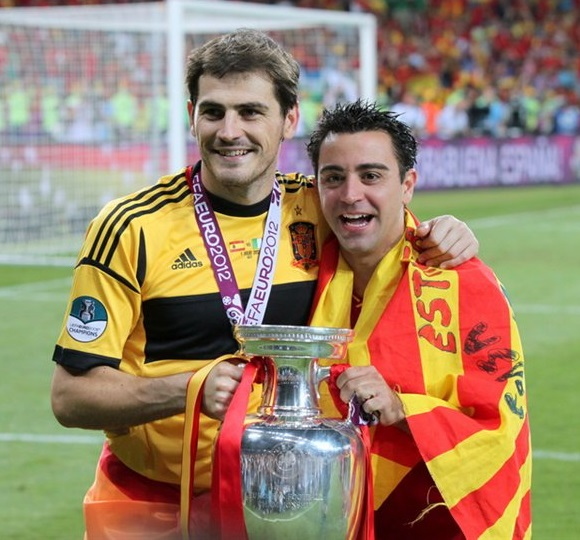
Iker Casillas y Xavi Hernández.

A lo largo de la historia de la selección española de fútbol, han sido 860 futbolistas los que han vestido la camiseta del combinado nacional y, desde los primeros debutantes dirigidos por Francisco Bru en 1920 hasta el último jugador en estrenarse entrenado por Luis de la Fuente en 2025, han defendido a España en sus 104 años de historia.
Algunos de los más relevantes futbolistas de la historia, como Telmo Zarra, Amancio Amaro, Luis Suárez, Alfredo Di Stéfano, Ferenc Puskás, Ladislao Kubala, Emilio Butragueño, Andoni Zubizarreta, Fernando Hierro, Julen Guerrero o Raúl González, ayudaron a ir forjando una historia que se vería culminada con la consecución del primer título mundial.
Entre todos ellos, destacan Iker Casillas, Xavi Hernández, Andrés Iniesta, Sergio Ramos, Fernando Torres, Cesc Fàbregas, Xabi Alonso, David Silva, Álvaro Arbeloa, Raúl Albiol y Pepe Reina por haber conseguido el «triplete», al ser bicampeones de Europa (2008 y 2012) y campeones del mundo (2010) de manera consecutiva. También resultaron importantes y decisivos en esa época dorada de la selección David Villa y Carles Puyol, pese a no haber participado por lesión en la conquista del tercer título europeo. Cabe igualmente señalar a Jesús Navas, que es el jugador que más trofeos —cuatro— ha ganado con la camiseta de «La Roja».
Asimismo, destacar que el futbolista más joven en disputar algún minuto con la selección es Lamine Yamal, que debutó con España el 8 de septiembre de 2023 frente a Georgia con 16 años y 57 días en un encuentro de clasificación para la Eurocopa de 2024 en el que, además, consiguió anotar un gol.

### Última convocatoria
Los siguientes futbolistas fueron convocados para disputar la fase final de la Liga de Naciones de 2024-25 de Alemania:
| Dorsal | Jugador            | Posición       | Edad    | Partidos | Goles | Club                      |
| ------ | ------------------ | -------------- | ------- | -------- | ----- | ------------------------- |
| 1      | David Raya         | Guardameta     | 30 años | 11       | 0     | Arsenal F. C.             |
| 13     | Álex Remiro        | Guardameta     | 30 años | 2        | 0     | Real Sociedad             |
| 23     | Unai Simón         | Guardameta     | 28 años | 48       | 0     | Athletic Club             |
| 2      | Pedro Porro        | Defensa        | 25 años | 8        | 0     | Tottenham Hotspur F. C.   |
| 3      | Robin Le Normand   | Defensa        | 28 años | 21       | 1     | Atlético de Madrid        |
| 4      | Pau Cubarsí        | Defensa        | 18 años | 6        | 0     | F. C. Barcelona           |
| 5      | Dani Vivian        | Defensa        | 26 años | 8        | 0     | Athletic Club             |
| 12     | Dean Huijsen       | Defensa        | 20 años | 2        | 0     | Real Madrid C. F.         |
| 14     | Óscar Mingueza     | Defensa        | 26 años | 3        | 0     | Celta de Vigo             |
| 17     | Alejandro Grimaldo | Defensa        | 29 años | 10       | 0     | Bayer Leverkusen          |
| 24     | Marc Cucurella     | Defensa        | 27 años | 15       | 0     | Chelsea F. C.             |
| 6      | Mikel Merino       | Centrocampista | 29 años | 33       | 3     | Arsenal F. C.             |
| 8      | Fabián Ruiz        | Centrocampista | 29 años | 37       | 6     | Paris Saint-Germain F. C. |
| 9      | Gavi Páez          | Centrocampista | 21 años | 26       | 4     | F. C. Barcelona           |
| 16     | Álex Baena         | Centrocampista | 24 años | 9        | 2     | Villarreal C. F.          |
| 18     | Martín Zubimendi   | Centrocampista | 26 años | 17       | 1     | Real Sociedad             |
| 20     | Pedri González     | Centrocampista | 22 años | 32       | 2     | F. C. Barcelona           |
| 22     | Isco Alarcón       | Centrocampista | 33 años | 38       | 12    | Real Betis Balompié       |
| 25     | Fermín López       | Centrocampista | 22 años | 2        | 0     | F. C. Barcelona           |
| 7      | Álvaro Morata      | Delantero      | 32 años | 85       | 37    | Galatasaray S. K.         |
| 10     | Dani Olmo          | Delantero      | 27 años | 43       | 11    | F. C. Barcelona           |
| 11     | Nico Williams      | Delantero      | 23 años | 26       | 5     | Athletic Club             |
| 15     | Yeremy Pino        | Delantero      | 22 años | 14       | 3     | Villarreal C. F.          |
| 19     | Lamine Yamal       | Delantero      | 18 años | 19       | 4     | F. C. Barcelona           |
| 21     | Mikel Oyarzabal    | Delantero      | 28 años | 43       | 15    | Real Sociedad             |
| 26     | Samu Aghehowa      | Delantero      | 21 años | 1        | 0     | F. C. Porto               |
| –      | Luis de la Fuente  | Entrenador     | 64 años | –        | –     | –                         |

### Más partidos

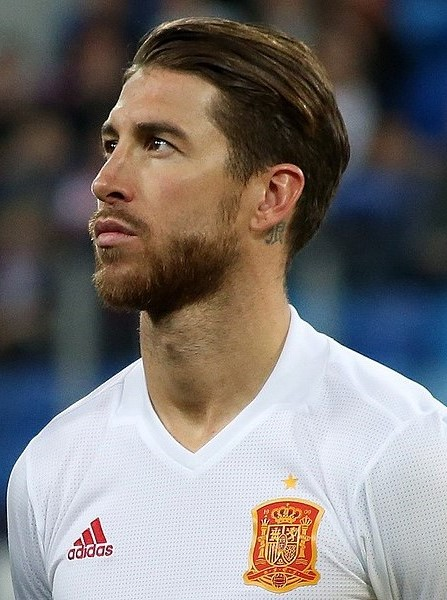
Sergio Ramos es el jugador con más partidos disputados.

Indica que el jugador está actualmente en activo en la selección.
 Datos actualizados a 8 de junio de 2025.
| #  | Jugador            | Período   | Partidos | Goles |
| -- | ------------------ | --------- | -------- | ----- |
| 1  | Sergio Ramos       | 2005-2021 | 180      | 23    |
| 2  | Iker Casillas      | 2000-2016 | 167      | 0     |
| 3  | Sergio Busquets    | 2009-2022 | 143      | 2     |
| 4  | Xavi Hernández     | 2000-2014 | 133      | 12    |
| 5  | Andrés Iniesta     | 2006-2018 | 131      | 14    |
| 6  | Andoni Zubizarreta | 1985-1998 | 126      | 0     |
| 7  | David Silva        | 2006-2018 | 125      | 35    |
| 8  | Xabi Alonso        | 2003-2014 | 114      | 16    |
| 9  | Fernando Torres    | 2003-2014 | 110      | 38    |
| 9  | Cesc Fàbregas      | 2006-2016 | 110      | 15    |
| 11 | Raúl González      | 1996-2006 | 102      | 44    |
| 11 | Gerard Piqué       | 2009-2018 | 102      | 5     |
| 13 | Carles Puyol       | 2000-2013 | 100      | 3     |

### Más goles

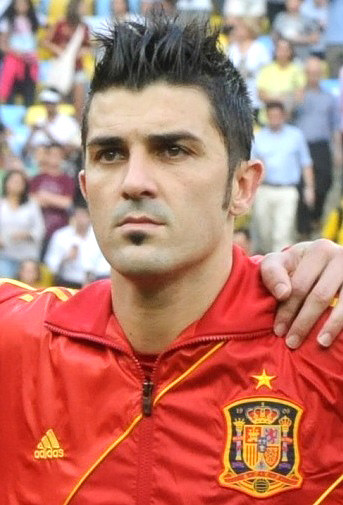
David Villa es el máximo goleador histórico.

Indica que el jugador está actualmente en activo en la selección.
 Datos actualizados a 8 de junio de 2025.
| #  | Jugador            | Período   | Goles | Partidos | Promedio |
| -- | ------------------ | --------- | ----- | -------- | -------- |
| 1  | David Villa        | 2005-2017 | 59    | 98       | 0,60     |
| 2  | Raúl González      | 1996-2006 | 44    | 102      | 0,43     |
| 3  | Fernando Torres    | 2003-2014 | 38    | 110      | 0,35     |
| 4  | Álvaro Morata      | 2014-Act. | 37    | 86       | 0,43     |
| 5  | David Silva        | 2006-2018 | 35    | 125      | 0,28     |
| 6  | Fernando Hierro    | 1989-2002 | 29    | 89       | 0,33     |
| 7  | Fernando Morientes | 1998-2007 | 27    | 47       | 0,57     |
| 8  | Emilio Butragueño  | 1984-1992 | 26    | 69       | 0,38     |
| 9  | Alfredo Di Stéfano | 1957-1961 | 23    | 31       | 0,74     |
| 9  | Sergio Ramos       | 2005-2021 | 23    | 180      | 0,13     |
| 11 | Julio Salinas      | 1986-1996 | 22    | 56       | 0,39     |
| 12 | Ferran Torres      | 2020-Act. | 21    | 49       | 0,43     |
| 12 | Míchel González    | 1985-1992 | 21    | 66       | 0,32     |
| 14 | Telmo Zarra        | 1945-1951 | 20    | 20       | 1,00     |

## Seleccionadores

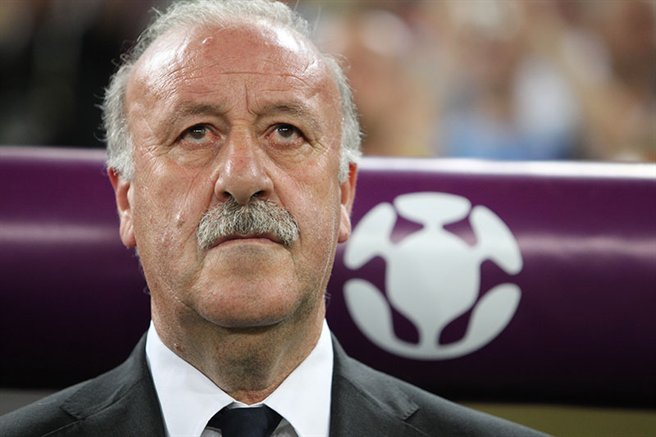
Vicente del Bosque es el seleccionador con más partidos, más goles a favor, más victorias y más títulos en la historia de la selección española.

A lo largo de la historia, la selección española ha sido dirigida por 56 seleccionadores distintos. Desde la fundación del equipo nacional en 1920 —entrenado por Francisco Bru en la cita olímpica de Amberes— hasta el actual seleccionador Luis de la Fuente, han pasado por el banquillo español algunos de los mejores entrenadores y exfutbolistas del mundo.
Personajes de gran reconocimiento, como Pedro Parages, Jacinto Quincoces, Ricardo Zamora, José Villalonga, Luis Molowny, Ladislao Kubala, Miguel Muñoz, Luis Suárez, José Antonio Camacho, Luis Aragonés, Vicente del Bosque o Luis Enrique Martínez, junto con los ya citados Francisco Bru y Luis de la Fuente, han contribuido al crecimiento y a los éxitos del combinado nacional hasta situarlo como una de las mejores selecciones. Ganadora de un Mundial, de cuatro Eurocopas y de una Liga de Naciones, España está encuadrada dentro del «top diez» mundial de selecciones en cuanto a logros deportivos y ha sido reconocida seis veces como el «Mejor Equipo» del año por la FIFA.
El seleccionador que más veces ha dirigido a la selección española es Vicente del Bosque, con 114 partidos. También es el que posee más goles a favor, con 255 tantos, más victorias, con un total de 87 —y un rendimiento del 76,32%—, y más títulos, con 2 —Mundial de 2010 y Eurocopa de 2012—. Los otros tres entrenadores que han conseguido conquistar algún título con el combinado nacional son José Villalonga —Eurocopa de 1964—, Luis Aragonés —Eurocopa de 2008— y Luis de la Fuente —Liga de Naciones de 2022-23 y Eurocopa de 2024—.
En cuanto a nacionalidades, el inglés Fred Pentland ha sido el único extranjero en dirigir a la selección. No se tienen en cuenta a Eduardo Teus y Paulino Alcántara, nacidos en la entonces Capitanía General de Filipinas —territorio del Imperio Español en las Indias Orientales—, ni a los nacionalizados Ladislao Kubala, procedente de Hungría, y José Santamaría, oriundo de Uruguay.

### Cuerpo técnico actual
- Entrenador:  Luis de la Fuente

- Segundo entrenador:  Juanjo González

- Preparador de porteros:  Miguel Ángel España

- Preparador físico:  Carlos Cruz

- Coordinador de análisis:  Pablo Peña

- Técnico auxiliar y analista:  Alberto de la Fuente

- Psicólogo:  Javier López Vallejo

## Resultados
Desde su creación hasta la actualidad, la selección española ha disputado un total de 773 partidos, obteniendo un saldo de 456 victorias, 179 empates y 138 derrotas.
Cabe destacar que «La Roja» no posee un estadio propio en donde disputar sus partidos, por lo que es en las distintas infraestructuras de los clubes de fútbol de España en donde tienen lugar los encuentros frente a otras selecciones. Asimismo, el combinado español evita o estuvo evitando durante un tiempo ciertas partes de su propio territorio nacional para la celebración de sus partidos como local, debido a la existencia de movimientos independentistas irrespetuosos con la selección y con la bandera y el himno del país. Así, el último que disputó en Euskadi, frente a Turquía, fue el 31 de mayo de 1967 —choque de clasificación para la Eurocopa de 1968— y el último que jugó en Cataluña hasta el año 2022, contra Perú, tuvo lugar el 18 de febrero de 2004 —encuentro amistoso—.

## Estadísticas
Leyenda: PJ: partidos jugados; PG: partidos ganados; PE: partidos empatados; PP: partidos perdidos; GF: goles a favor; GC: goles en contra.

### Mundial

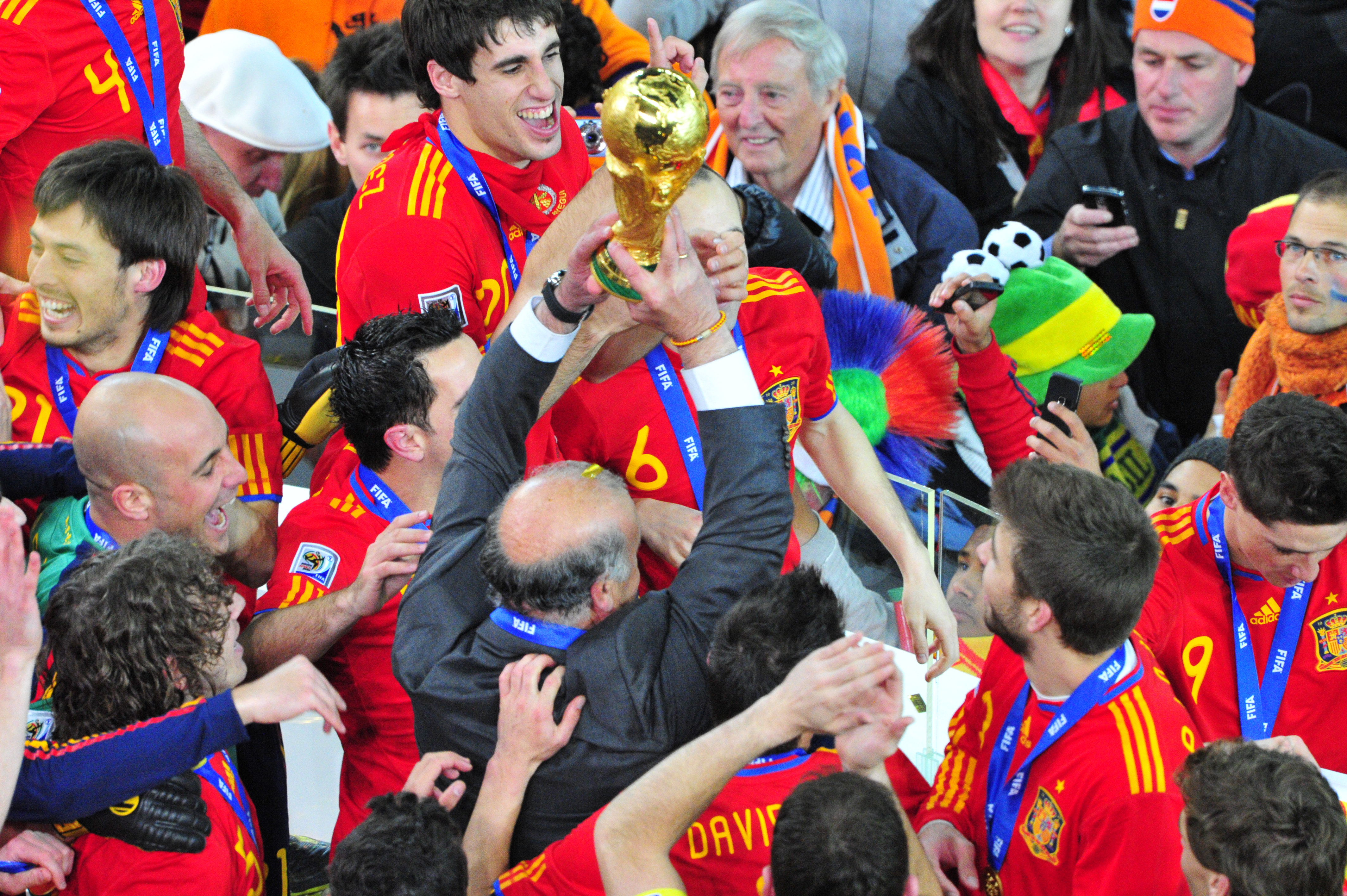
La selección española ganó en el Estadio Soccer City de Johannesburgo (Sudáfrica), en el año 2010, su primer Mundial (la primera vez que un equipo europeo lo ganaba fuera de Europa).

| Competición                          | Resultado                | Posición                 | PJ                       | PG                       | PE                       | PP                       | GF                       | GC                       |
| ------------------------------------ | ------------------------ | ------------------------ | ------------------------ | ------------------------ | ------------------------ | ------------------------ | ------------------------ | ------------------------ |
| Uruguay 1930                         | No participó 1           | No participó 1           | No participó 1           | No participó 1           | No participó 1           | No participó 1           | No participó 1           | No participó 1           |
| Italia 1934                          | Cuartos de final         | 5.ª                      | 3                        | 1                        | 1                        | 1                        | 4                        | 3                        |
| Francia 1938                         | Se retiró 2              | Se retiró 2              | Se retiró 2              | Se retiró 2              | Se retiró 2              | Se retiró 2              | Se retiró 2              | Se retiró 2              |
| Brasil 1950                          | Cuarto puesto            | 4.ª                      | 6                        | 3                        | 1                        | 2                        | 10                       | 12                       |
| Suiza 1954                           | No se clasificó          | No se clasificó          | No se clasificó          | No se clasificó          | No se clasificó          | No se clasificó          | No se clasificó          | No se clasificó          |
| Suecia 1958                          | No se clasificó          | No se clasificó          | No se clasificó          | No se clasificó          | No se clasificó          | No se clasificó          | No se clasificó          | No se clasificó          |
| Chile 1962                           | Primera fase             | 12.ª                     | 3                        | 1                        | 0                        | 2                        | 2                        | 3                        |
| Inglaterra 1966                      | Primera fase             | 10.ª                     | 3                        | 1                        | 0                        | 2                        | 4                        | 5                        |
| México 1970                          | No se clasificó          | No se clasificó          | No se clasificó          | No se clasificó          | No se clasificó          | No se clasificó          | No se clasificó          | No se clasificó          |
| Alemania Occidental 1974             | No se clasificó          | No se clasificó          | No se clasificó          | No se clasificó          | No se clasificó          | No se clasificó          | No se clasificó          | No se clasificó          |
| Argentina 1978                       | Primera fase             | 10.ª                     | 3                        | 1                        | 1                        | 1                        | 2                        | 2                        |
| España 1982                          | Segunda fase             | 12.ª                     | 5                        | 1                        | 2                        | 2                        | 4                        | 5                        |
| México 1986                          | Cuartos de final         | 7.ª                      | 5                        | 3                        | 1                        | 1                        | 11                       | 4                        |
| Italia 1990                          | Octavos de final         | 10.ª                     | 4                        | 2                        | 1                        | 1                        | 6                        | 4                        |
| Estados Unidos 1994                  | Cuartos de final         | 8.ª                      | 5                        | 2                        | 2                        | 1                        | 10                       | 6                        |
| Francia 1998                         | Primera fase             | 17.ª                     | 3                        | 1                        | 1                        | 1                        | 8                        | 4                        |
| Corea del Sur y Japón 2002           | Cuartos de final         | 5.ª                      | 5                        | 3                        | 2                        | 0                        | 10                       | 5                        |
| Alemania 2006                        | Octavos de final         | 9.ª                      | 4                        | 3                        | 0                        | 1                        | 9                        | 4                        |
| Sudáfrica 2010                       | Campeona                 | 1.ª                      | 7                        | 6                        | 0                        | 1                        | 8                        | 2                        |
| Brasil 2014                          | Primera fase             | 23.ª                     | 3                        | 1                        | 0                        | 2                        | 4                        | 7                        |
| Rusia 2018                           | Octavos de final         | 10.ª                     | 4                        | 1                        | 3                        | 0                        | 7                        | 6                        |
| Catar 2022                           | Octavos de final         | 13.ª                     | 4                        | 1                        | 2                        | 1                        | 9                        | 3                        |
| Canadá, Estados Unidos y México 2026 | Competición por disputar | Competición por disputar | Competición por disputar | Competición por disputar | Competición por disputar | Competición por disputar | Competición por disputar | Competición por disputar |
| España, Marruecos y Portugal 2030 3  | Clasificada              |                          |                          |                          |                          |                          |                          |                          |
| Arabia Saudí 2034                    | Competición por disputar | Competición por disputar | Competición por disputar | Competición por disputar | Competición por disputar | Competición por disputar | Competición por disputar | Competición por disputar |
| Total                                | 16/22                    | 7.ª                      | 67                       | 31                       | 17                       | 19                       | 108                      | 75                       |

### Eurocopa

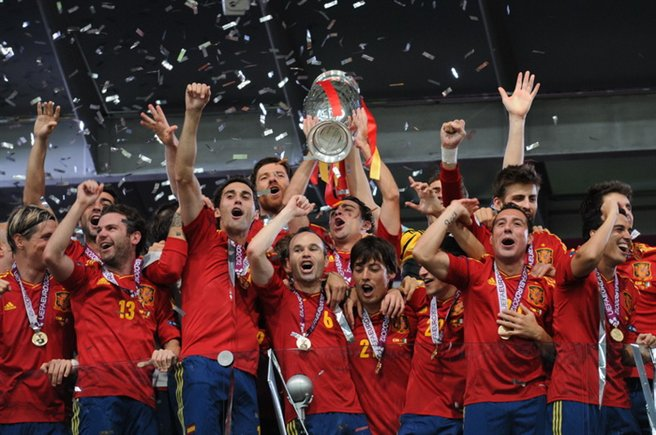
La selección española ganó en el Estadio Olímpico de Kiev (Ucrania), en el año 2012, su tercera Eurocopa (la primera vez que un equipo la ganaba por segunda vez consecutiva).

| Competición                 | Resultado                | Posición                 | PJ                       | PG                       | PE                       | PP                       | GF                       | GC                       |                 |
| --------------------------- | ------------------------ | ------------------------ | ------------------------ | ------------------------ | ------------------------ | ------------------------ | ------------------------ | ------------------------ | --------------- |
| Francia 1960                | Se retiró 4              | Se retiró 4              | Se retiró 4              | Se retiró 4              | Se retiró 4              | Se retiró 4              | Se retiró 4              | Se retiró 4              | Se retiró 4     |
| España 1964                 | Campeona                 | 1.ª                      | 2                        | 2                        | 0                        | 0                        | 4                        | 2                        |                 |
| Italia 1968                 | No se clasificó          | No se clasificó          | No se clasificó          | No se clasificó          | No se clasificó          | No se clasificó          | No se clasificó          | No se clasificó          | No se clasificó |
| Bélgica 1972                | No se clasificó          | No se clasificó          | No se clasificó          | No se clasificó          | No se clasificó          | No se clasificó          | No se clasificó          | No se clasificó          | No se clasificó |
| Yugoslavia 1976             | No se clasificó          | No se clasificó          | No se clasificó          | No se clasificó          | No se clasificó          | No se clasificó          | No se clasificó          | No se clasificó          | No se clasificó |
| Italia 1980                 | Primera fase             | 7.ª                      | 3                        | 0                        | 1                        | 2                        | 2                        | 4                        |                 |
| Francia 1984                | Subcampeona              | 2.ª                      | 5                        | 1                        | 3                        | 1                        | 4                        | 5                        |                 |
| Alemania Occidental 1988    | Primera fase             | 6.ª                      | 3                        | 1                        | 0                        | 2                        | 3                        | 5                        |                 |
| Suecia 1992                 | No se clasificó          | No se clasificó          | No se clasificó          | No se clasificó          | No se clasificó          | No se clasificó          | No se clasificó          | No se clasificó          | No se clasificó |
| Inglaterra 1996             | Cuartos de final         | 6.ª                      | 4                        | 1                        | 3                        | 0                        | 4                        | 3                        |                 |
| Bélgica y Países Bajos 2000 | Cuartos de final         | 5.ª                      | 4                        | 2                        | 0                        | 2                        | 7                        | 7                        |                 |
| Portugal 2004               | Primera fase             | 10.ª                     | 3                        | 1                        | 1                        | 1                        | 2                        | 2                        |                 |
| Austria y Suiza 2008        | Campeona                 | 1.ª                      | 6                        | 5                        | 1                        | 0                        | 12                       | 3                        |                 |
| Polonia y Ucrania 2012      | Campeona                 | 1.ª                      | 6                        | 4                        | 2                        | 0                        | 12                       | 1                        |                 |
| Francia 2016                | Octavos de final         | 10.ª                     | 4                        | 2                        | 0                        | 2                        | 5                        | 4                        |                 |
| Europa 2020 5 6             | Semifinales              | 3.ª                      | 6                        | 2                        | 4                        | 0                        | 13                       | 6                        |                 |
| Alemania 2024               | Campeona                 | 1.ª                      | 7                        | 7                        | 0                        | 0                        | 15                       | 4                        |                 |
| Irlanda y Reino Unido 2028  | Competición por disputar | Competición por disputar | Competición por disputar | Competición por disputar | Competición por disputar | Competición por disputar | Competición por disputar | Competición por disputar |                 |
| Italia y Turquía 2032       | Competición por disputar | Competición por disputar | Competición por disputar | Competición por disputar | Competición por disputar | Competición por disputar | Competición por disputar | Competición por disputar |                 |
| Total                       | 12/17                    | 2.ª                      | 53                       | 28                       | 15                       | 10                       | 83                       | 46                       |                 |

### Fase final de la Liga de Naciones

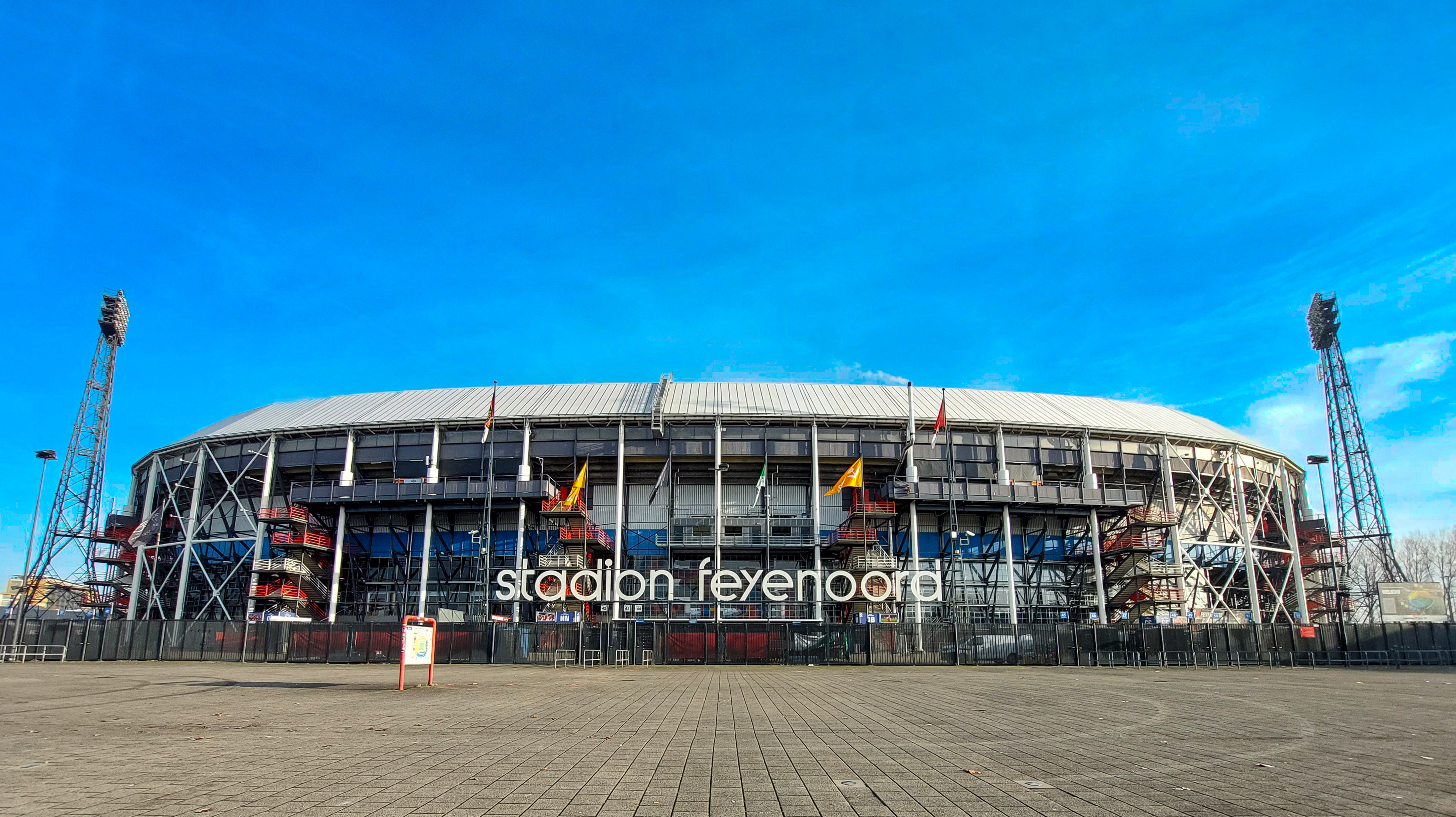
La selección española ganó en el Stadion Feijenoord de Róterdam (Países Bajos), en el año 2023, su primera Liga de Naciones.

| Competición       | Resultado       | Posición        | PJ              | PG              | PE              | PP              | GF              | GC              |                 |
| ----------------- | --------------- | --------------- | --------------- | --------------- | --------------- | --------------- | --------------- | --------------- | --------------- |
| Portugal 2019     | No se clasificó | No se clasificó | No se clasificó | No se clasificó | No se clasificó | No se clasificó | No se clasificó | No se clasificó | No se clasificó |
| Italia 2021 7     | Subcampeona     | 2.ª             | 2               | 1               | 0               | 1               | 3               | 3               |                 |
| Países Bajos 2023 | Campeona        | 1.ª             | 2               | 1               | 1               | 0               | 2               | 1               |                 |
| Alemania 2025     | Subcampeona     | 2.ª             | 2               | 1               | 1               | 0               | 7               | 6               |                 |
| Total             | 3/4             | 2.ª             | 6               | 3               | 2               | 1               | 12              | 10              |                 |

### Finalísima
| Competición        | Resultado       | Posición        | PJ              | PG              | PE              | PP              | GF              | GC              |
| ------------------ | --------------- | --------------- | --------------- | --------------- | --------------- | --------------- | --------------- | --------------- |
| París 1985         | No se clasificó | No se clasificó | No se clasificó | No se clasificó | No se clasificó | No se clasificó | No se clasificó | No se clasificó |
| Mar del Plata 1993 | No se clasificó | No se clasificó | No se clasificó | No se clasificó | No se clasificó | No se clasificó | No se clasificó | No se clasificó |
| Londres 2022       | No se clasificó | No se clasificó | No se clasificó | No se clasificó | No se clasificó | No se clasificó | No se clasificó | No se clasificó |
| Por definir 2026   | Clasificada     |                 |                 |                 |                 |                 |                 |                 |
| Total              | 0/3             |                 | 0               | 0               | 0               | 0               | 0               | 0               |

### Confederaciones

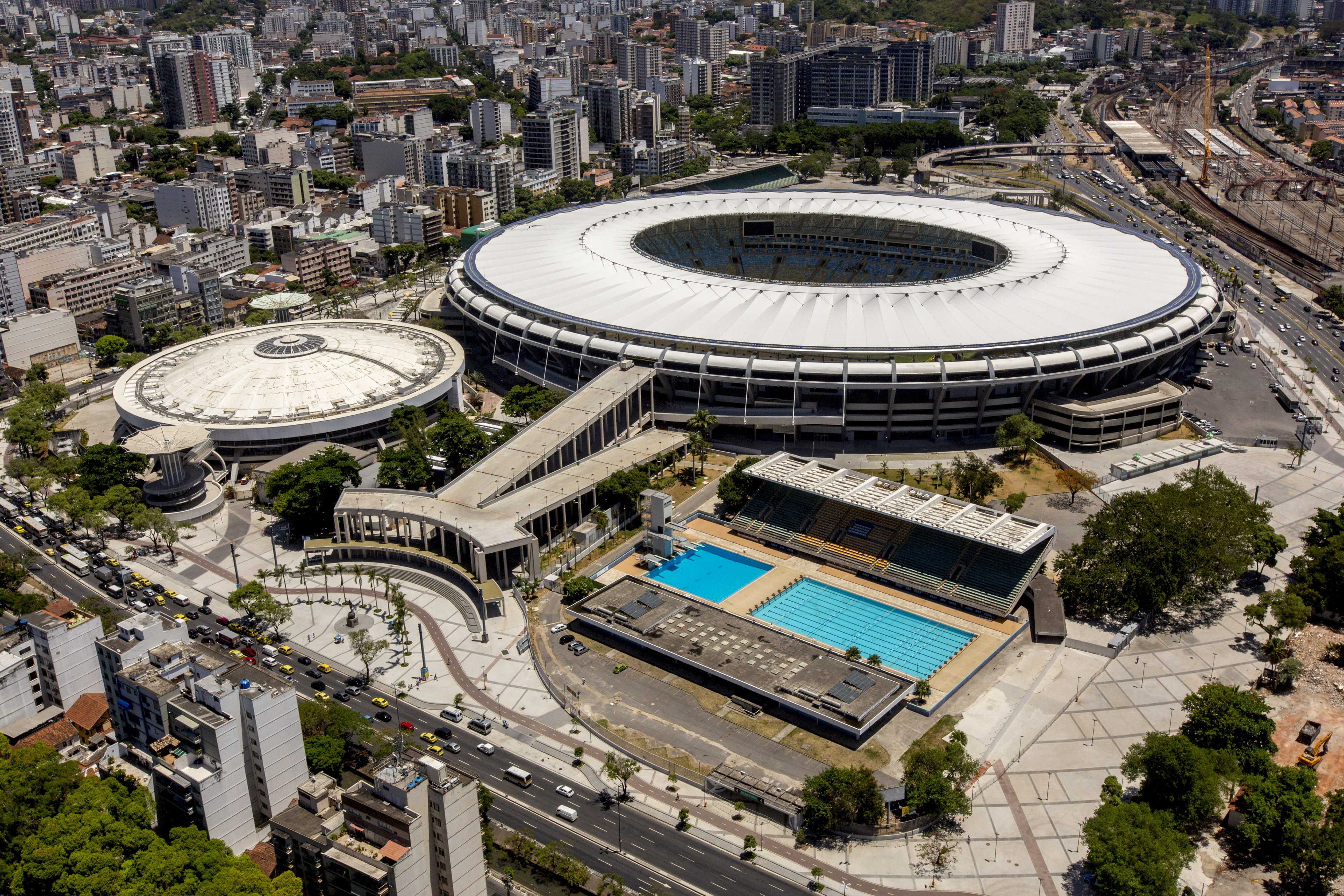
La mayor gesta de la selección española en una Confederaciones fue el subcampeonato conseguido en el Estadio Maracaná de Río de Janeiro (Brasil) en el año 2013.

| Competición                | Resultado                   | Posición                    | PJ                          | PG                          | PE                          | PP                          | GF                          | GC                          |
| -------------------------- | --------------------------- | --------------------------- | --------------------------- | --------------------------- | --------------------------- | --------------------------- | --------------------------- | --------------------------- |
| Arabia Saudí 1992          | Sin representante europeo 8 | Sin representante europeo 8 | Sin representante europeo 8 | Sin representante europeo 8 | Sin representante europeo 8 | Sin representante europeo 8 | Sin representante europeo 8 | Sin representante europeo 8 |
| Arabia Saudí 1995          | No se clasificó             | No se clasificó             | No se clasificó             | No se clasificó             | No se clasificó             | No se clasificó             | No se clasificó             | No se clasificó             |
| Arabia Saudí 1997          | No se clasificó             | No se clasificó             | No se clasificó             | No se clasificó             | No se clasificó             | No se clasificó             | No se clasificó             | No se clasificó             |
| México 1999                | No se clasificó             | No se clasificó             | No se clasificó             | No se clasificó             | No se clasificó             | No se clasificó             | No se clasificó             | No se clasificó             |
| Corea del Sur y Japón 2001 | No se clasificó             | No se clasificó             | No se clasificó             | No se clasificó             | No se clasificó             | No se clasificó             | No se clasificó             | No se clasificó             |
| Francia 2003               | No participó 9              | No participó 9              | No participó 9              | No participó 9              | No participó 9              | No participó 9              | No participó 9              | No participó 9              |
| Alemania 2005              | No se clasificó             | No se clasificó             | No se clasificó             | No se clasificó             | No se clasificó             | No se clasificó             | No se clasificó             | No se clasificó             |
| Sudáfrica 2009             | Tercer puesto               | 3.ª                         | 5                           | 4                           | 0                           | 1                           | 11                          | 4                           |
| Brasil 2013                | Subcampeona                 | 2.ª                         | 5                           | 3                           | 1                           | 1                           | 15                          | 4                           |
| Rusia 2017                 | No se clasificó             | No se clasificó             | No se clasificó             | No se clasificó             | No se clasificó             | No se clasificó             | No se clasificó             | No se clasificó             |
| Total                      | 2/10                        | 5.ª                         | 10                          | 7                           | 1                           | 2                           | 26                          | 8                           |

### Juegos Olímpicos

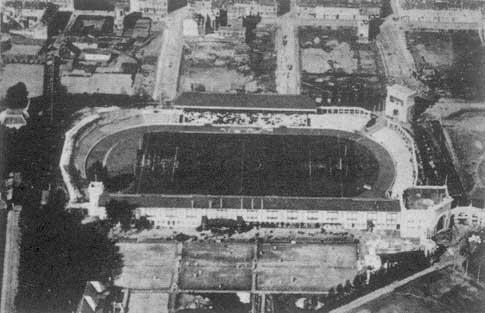
La mayor gesta de la selección española en unos Juegos Olímpicos fue el subcampeonato conseguido en el Estadio Olímpico de Amberes (Bélgica) en el año 1920.

| Competición         | Resultado                                        | Posición                                         | PJ                                               | PG                                               | PE                                               | PP                                               | GF                                               | GC                                               |
| ------------------- | ------------------------------------------------ | ------------------------------------------------ | ------------------------------------------------ | ------------------------------------------------ | ------------------------------------------------ | ------------------------------------------------ | ------------------------------------------------ | ------------------------------------------------ |
| Atenas 1896         | Sin competición                                  | Sin competición                                  | Sin competición                                  | Sin competición                                  | Sin competición                                  | Sin competición                                  | Sin competición                                  | Sin competición                                  |
| París 1900          | Competición no disputada por selecciones         | Competición no disputada por selecciones         | Competición no disputada por selecciones         | Competición no disputada por selecciones         | Competición no disputada por selecciones         | Competición no disputada por selecciones         | Competición no disputada por selecciones         | Competición no disputada por selecciones         |
| San Luis 1904       | Competición no disputada por selecciones         | Competición no disputada por selecciones         | Competición no disputada por selecciones         | Competición no disputada por selecciones         | Competición no disputada por selecciones         | Competición no disputada por selecciones         | Competición no disputada por selecciones         | Competición no disputada por selecciones         |
| Londres 1908        | No existía la selección española                 | No existía la selección española                 | No existía la selección española                 | No existía la selección española                 | No existía la selección española                 | No existía la selección española                 | No existía la selección española                 | No existía la selección española                 |
| Estocolmo 1912      | No existía la selección española                 | No existía la selección española                 | No existía la selección española                 | No existía la selección española                 | No existía la selección española                 | No existía la selección española                 | No existía la selección española                 | No existía la selección española                 |
| Amberes 1920        | Subcampeona                                      | 2.ª                                              | 5                                                | 4                                                | 0                                                | 1                                                | 9                                                | 5                                                |
| París 1924          | Fase previa                                      | 14.ª                                             | 1                                                | 0                                                | 0                                                | 1                                                | 0                                                | 1                                                |
| Ámsterdam 1928      | Cuartos de final                                 | 5.ª                                              | 3                                                | 1                                                | 1                                                | 1                                                | 9                                                | 9                                                |
| Los Ángeles 1932    | Sin competición                                  | Sin competición                                  | Sin competición                                  | Sin competición                                  | Sin competición                                  | Sin competición                                  | Sin competición                                  | Sin competición                                  |
| Berlín 1936         | No participó 10                                  | No participó 10                                  | No participó 10                                  | No participó 10                                  | No participó 10                                  | No participó 10                                  | No participó 10                                  | No participó 10                                  |
| Londres 1948        | Competición disputada por selecciones amateur 11 | Competición disputada por selecciones amateur 11 | Competición disputada por selecciones amateur 11 | Competición disputada por selecciones amateur 11 | Competición disputada por selecciones amateur 11 | Competición disputada por selecciones amateur 11 | Competición disputada por selecciones amateur 11 | Competición disputada por selecciones amateur 11 |
| Helsinki 1952       | Competición disputada por selecciones amateur 11 | Competición disputada por selecciones amateur 11 | Competición disputada por selecciones amateur 11 | Competición disputada por selecciones amateur 11 | Competición disputada por selecciones amateur 11 | Competición disputada por selecciones amateur 11 | Competición disputada por selecciones amateur 11 | Competición disputada por selecciones amateur 11 |
| Melbourne 1956      | Competición disputada por selecciones amateur 11 | Competición disputada por selecciones amateur 11 | Competición disputada por selecciones amateur 11 | Competición disputada por selecciones amateur 11 | Competición disputada por selecciones amateur 11 | Competición disputada por selecciones amateur 11 | Competición disputada por selecciones amateur 11 | Competición disputada por selecciones amateur 11 |
| Roma 1960           | Competición disputada por selecciones amateur 11 | Competición disputada por selecciones amateur 11 | Competición disputada por selecciones amateur 11 | Competición disputada por selecciones amateur 11 | Competición disputada por selecciones amateur 11 | Competición disputada por selecciones amateur 11 | Competición disputada por selecciones amateur 11 | Competición disputada por selecciones amateur 11 |
| Tokio 1964          | Competición disputada por selecciones amateur 11 | Competición disputada por selecciones amateur 11 | Competición disputada por selecciones amateur 11 | Competición disputada por selecciones amateur 11 | Competición disputada por selecciones amateur 11 | Competición disputada por selecciones amateur 11 | Competición disputada por selecciones amateur 11 | Competición disputada por selecciones amateur 11 |
| México 1968         | Competición disputada por selecciones amateur 11 | Competición disputada por selecciones amateur 11 | Competición disputada por selecciones amateur 11 | Competición disputada por selecciones amateur 11 | Competición disputada por selecciones amateur 11 | Competición disputada por selecciones amateur 11 | Competición disputada por selecciones amateur 11 | Competición disputada por selecciones amateur 11 |
| Múnich 1972         | Competición disputada por selecciones amateur 11 | Competición disputada por selecciones amateur 11 | Competición disputada por selecciones amateur 11 | Competición disputada por selecciones amateur 11 | Competición disputada por selecciones amateur 11 | Competición disputada por selecciones amateur 11 | Competición disputada por selecciones amateur 11 | Competición disputada por selecciones amateur 11 |
| Montreal 1976       | Competición disputada por selecciones amateur 11 | Competición disputada por selecciones amateur 11 | Competición disputada por selecciones amateur 11 | Competición disputada por selecciones amateur 11 | Competición disputada por selecciones amateur 11 | Competición disputada por selecciones amateur 11 | Competición disputada por selecciones amateur 11 | Competición disputada por selecciones amateur 11 |
| Moscú 1980          | Competición disputada por selecciones amateur 11 | Competición disputada por selecciones amateur 11 | Competición disputada por selecciones amateur 11 | Competición disputada por selecciones amateur 11 | Competición disputada por selecciones amateur 11 | Competición disputada por selecciones amateur 11 | Competición disputada por selecciones amateur 11 | Competición disputada por selecciones amateur 11 |
| Los Ángeles 1984    | Competición disputada por selecciones amateur 11 | Competición disputada por selecciones amateur 11 | Competición disputada por selecciones amateur 11 | Competición disputada por selecciones amateur 11 | Competición disputada por selecciones amateur 11 | Competición disputada por selecciones amateur 11 | Competición disputada por selecciones amateur 11 | Competición disputada por selecciones amateur 11 |
| Seúl 1988           | Competición disputada por selecciones amateur 11 | Competición disputada por selecciones amateur 11 | Competición disputada por selecciones amateur 11 | Competición disputada por selecciones amateur 11 | Competición disputada por selecciones amateur 11 | Competición disputada por selecciones amateur 11 | Competición disputada por selecciones amateur 11 | Competición disputada por selecciones amateur 11 |
| Barcelona 1992      | Competición disputada por selecciones sub-23 12  | Competición disputada por selecciones sub-23 12  | Competición disputada por selecciones sub-23 12  | Competición disputada por selecciones sub-23 12  | Competición disputada por selecciones sub-23 12  | Competición disputada por selecciones sub-23 12  | Competición disputada por selecciones sub-23 12  | Competición disputada por selecciones sub-23 12  |
| Atlanta 1996        | Competición disputada por selecciones sub-23 12  | Competición disputada por selecciones sub-23 12  | Competición disputada por selecciones sub-23 12  | Competición disputada por selecciones sub-23 12  | Competición disputada por selecciones sub-23 12  | Competición disputada por selecciones sub-23 12  | Competición disputada por selecciones sub-23 12  | Competición disputada por selecciones sub-23 12  |
| Sídney 2000         | Competición disputada por selecciones sub-23 12  | Competición disputada por selecciones sub-23 12  | Competición disputada por selecciones sub-23 12  | Competición disputada por selecciones sub-23 12  | Competición disputada por selecciones sub-23 12  | Competición disputada por selecciones sub-23 12  | Competición disputada por selecciones sub-23 12  | Competición disputada por selecciones sub-23 12  |
| Atenas 2004         | Competición disputada por selecciones sub-23 12  | Competición disputada por selecciones sub-23 12  | Competición disputada por selecciones sub-23 12  | Competición disputada por selecciones sub-23 12  | Competición disputada por selecciones sub-23 12  | Competición disputada por selecciones sub-23 12  | Competición disputada por selecciones sub-23 12  | Competición disputada por selecciones sub-23 12  |
| Pekín 2008          | Competición disputada por selecciones sub-23 12  | Competición disputada por selecciones sub-23 12  | Competición disputada por selecciones sub-23 12  | Competición disputada por selecciones sub-23 12  | Competición disputada por selecciones sub-23 12  | Competición disputada por selecciones sub-23 12  | Competición disputada por selecciones sub-23 12  | Competición disputada por selecciones sub-23 12  |
| Londres 2012        | Competición disputada por selecciones sub-23 12  | Competición disputada por selecciones sub-23 12  | Competición disputada por selecciones sub-23 12  | Competición disputada por selecciones sub-23 12  | Competición disputada por selecciones sub-23 12  | Competición disputada por selecciones sub-23 12  | Competición disputada por selecciones sub-23 12  | Competición disputada por selecciones sub-23 12  |
| Río de Janeiro 2016 | Competición disputada por selecciones sub-23 12  | Competición disputada por selecciones sub-23 12  | Competición disputada por selecciones sub-23 12  | Competición disputada por selecciones sub-23 12  | Competición disputada por selecciones sub-23 12  | Competición disputada por selecciones sub-23 12  | Competición disputada por selecciones sub-23 12  | Competición disputada por selecciones sub-23 12  |
| Tokio 2020          | Competición disputada por selecciones sub-23 12  | Competición disputada por selecciones sub-23 12  | Competición disputada por selecciones sub-23 12  | Competición disputada por selecciones sub-23 12  | Competición disputada por selecciones sub-23 12  | Competición disputada por selecciones sub-23 12  | Competición disputada por selecciones sub-23 12  | Competición disputada por selecciones sub-23 12  |
| París 2024          | Competición disputada por selecciones sub-23 12  | Competición disputada por selecciones sub-23 12  | Competición disputada por selecciones sub-23 12  | Competición disputada por selecciones sub-23 12  | Competición disputada por selecciones sub-23 12  | Competición disputada por selecciones sub-23 12  | Competición disputada por selecciones sub-23 12  | Competición disputada por selecciones sub-23 12  |
| Los Ángeles 2028    | Competición disputada por selecciones sub-23 12  | Competición disputada por selecciones sub-23 12  | Competición disputada por selecciones sub-23 12  | Competición disputada por selecciones sub-23 12  | Competición disputada por selecciones sub-23 12  | Competición disputada por selecciones sub-23 12  | Competición disputada por selecciones sub-23 12  | Competición disputada por selecciones sub-23 12  |
| Brisbane 2032       | Competición disputada por selecciones sub-23 12  | Competición disputada por selecciones sub-23 12  | Competición disputada por selecciones sub-23 12  | Competición disputada por selecciones sub-23 12  | Competición disputada por selecciones sub-23 12  | Competición disputada por selecciones sub-23 12  | Competición disputada por selecciones sub-23 12  | Competición disputada por selecciones sub-23 12  |
| Total               | 3/6                                              | –                                                | 9                                                | 5                                                | 1                                                | 3                                                | 18                                               | 15                                               |

### Finales disputadas
La siguiente lista incluye finales disputadas de torneos mundiales, intercontinentales y continentales oficiales a nivel absoluto:
| Año  | Torneo           | Resultado                                |
| ---- | ---------------- | ---------------------------------------- |
| 1964 | Eurocopa         | España 2 - 1 Unión Soviética             |
| 1984 | Eurocopa         | Francia 2 - 0 España                     |
| 2008 | Eurocopa         | Alemania 0 - 1 España                    |
| 2010 | Mundial          | Países Bajos 0 - 1 (t. s.) España        |
| 2012 | Eurocopa         | España 4 - 0 Italia                      |
| 2013 | Confederaciones  | Brasil 3 - 0 España                      |
| 2021 | Liga de Naciones | España 1 - 2 Francia                     |
| 2023 | Liga de Naciones | Croacia 0 - 0 (t. s.) (4 - 5 p.) España  |
| 2024 | Eurocopa         | España 2 - 1 Inglaterra                  |
| 2025 | Liga de Naciones | Portugal 2 - 2 (t. s.) (5 - 3 p.) España |
| 2026 | Finalísima       | España - Argentina (Por disputar)        |

## Palmarés
La selección española cuenta con uno de los mejores palmareses a nivel global. España ha logrado vencer en los dos principales campeonatos de selecciones nacionales —a nivel mundial y europeo—. Es uno de los ocho combinados que se han proclamado campeones del Mundial y, a nivel continental, domina con cuatro entorchados el palmarés histórico de la Eurocopa. También ha conquistado la Liga de Naciones.
En la época en la que las selecciones absolutas eran las responsables de representar a su país en el torneo futbolístico de los Juegos Olímpicos (desde 1908 hasta 1936), los españoles consiguieron su primer gran logro al acabar subcampeones y conquistar la medalla de plata en los Juegos Olímpicos de 1920 de Amberes.
El primer título oficial de su historia lo logró como anfitriona en la Eurocopa de 1964 de España, en lo que fue la segunda edición del torneo, imponiéndose a la Unión Soviética en un abarrotado Estadio Santiago Bernabéu. Cuarenta y cuatro años después, repitió título en la Eurocopa de 2008 de Austria y Suiza, revalidándolo en la Eurocopa de 2012 de Polonia y Ucrania —lo que significó la conquista de su tercer entorchado continental—. Conquistó doce años más tarde la Eurocopa de 2024 para convertirse en la selección más exitosa de la competición.
Como ya se ha señalado con anterioridad, España es una de las ocho selecciones campeonas del mundo —junto a Italia, Alemania, Inglaterra, Francia, Brasil, Argentina y Uruguay—. Se proclamó como tal en el Mundial de 2010 de Sudáfrica, tras el que ostentó la condición conjunta de vigente campeona europea y mundial (desde 2010 hasta 2014), logrando así un «doblete» de selecciones que dos años más tarde se convertiría en «triplete».
Cabe igualmente destacar que alcanzó la victoria en la fase final de la Liga de Naciones de 2022-23, consiguiendo de esta forma un nuevo trofeo para sus vitrinas.
Así pues, el combinado nacional absoluto español posee en la actualidad seis títulos oficiales —cuatro Eurocopas, un Mundial y una Liga de Naciones— después de haber disputado un total de diez finales, de las cuales perdió cuatro.

### Medallero
| Competición      |                            |                |               |       |
| Competición      | Campeona                   | Subcampeona    | Tercer puesto | Total |
| ---------------- | -------------------------- | -------------- | ------------- | ----- |
| Mundial          | 1 (2010)                   | –              | –             | 1     |
| Eurocopa         | 4 (1964, 2008, 2012, 2024) | 1 (1984)       | 1 (2020)      | 6     |
| Liga de Naciones | 1 (2023)                   | 2 (2021, 2025) | –             | 3     |
| Finalísima       | –                          | –              | –             | 0     |
| Confederaciones  | –                          | 1 (2013)       | 1 (2009)      | 2     |
| Juegos Olímpicos | –                          | 1 (1920)       | –             | 1     |
| Total            | 6                          | 5              | 2             | 13    |

### Éxitos de las categorías inferiores
Las categorías inferiores de la selección nacional española están consideradas por la UEFA como las mejores y más exitosas de Europa, habiendo sido premiadas hasta en ocho ocasiones por la confederación desde el año 1990. Destacan en su extenso palmarés dos oros y dos platas olímpicos, un título y dos subcampeonatos mundiales sub-20, cuatro subcampeonatos mundiales sub-17 y un total de veintiséis títulos continentales entre tres categorías, con cinco europeos sub-21, doce europeos sub-19 y nueve europeos sub-17.

## Distinciones
| Distinción                                          | Año                                |
| --------------------------------------------------- | ---------------------------------- |
| Real Orden del Mérito Deportivo — «Placa de Oro»    | 2009                               |
| Galardón                                            | Año                                |
| «Premio Nacional del Deporte» — Copa Barón de Güell | 2008, 2010                         |
| «Premio Príncipe de Asturias de los Deportes»       | 2010                               |
| Premio                                              | Año                                |
| «Mejor Equipo»                                      | 2008, 2009, 2010, 2011, 2012, 2013 |
| «Premio Laureus al Mejor Equipo Internacional»      | 2011                               |

## Posición y puntuación en la Clasificación FIFA
| Año                    | Enero                            | Febrero                          | Marzo                            | Abril                            | Mayo                             | Junio                            | Julio                            | Agosto                           | Septiembre                       | Octubre                          | Noviembre                        | Diciembre      |
| ---------------------- | -------------------------------- | -------------------------------- | -------------------------------- | -------------------------------- | -------------------------------- | -------------------------------- | -------------------------------- | -------------------------------- | -------------------------------- | -------------------------------- | -------------------------------- | -------------- |
| 1992                   | No existía la Clasificación FIFA | No existía la Clasificación FIFA | No existía la Clasificación FIFA | No existía la Clasificación FIFA | No existía la Clasificación FIFA | No existía la Clasificación FIFA | No existía la Clasificación FIFA | No existía la Clasificación FIFA | No existía la Clasificación FIFA | No existía la Clasificación FIFA | No existía la Clasificación FIFA | 15.ª (49)      |
| 1993                   | –                                | –                                | –                                | –                                | –                                | –                                | –                                | 13.ª (51)                        | 14.ª (53)                        | 7.ª (56)                         | 7.ª (57)                         | 5.ª (57)       |
| 1994                   | –                                | 6.ª (57)                         | 6.ª (56)                         | 7.ª (55)                         | 9.ª (54)                         | 5.ª (56)                         | 6.ª (60)                         | –                                | 6.ª (60)                         | 6.ª (59)                         | 5.ª (61)                         | 2.ª (62)       |
| 1995                   | –                                | 2.ª (62)                         | –                                | 3.ª (61)                         | 3.ª (61)                         | 3.ª (61)                         | 3.ª (59)                         | 3.ª (58)                         | 6.ª (60)                         | 2.ª (61)                         | 3.ª (61)                         | 4.ª (59)       |
| 1996                   | 4.ª (59)                         | 4.ª (60)                         | –                                | 6.ª (59)                         | 6.ª (59)                         | –                                | 8.ª (59)                         | 7.ª (59)                         | 10.ª (58)                        | 10.ª (58)                        | 8.ª (59)                         | 8.ª (60)       |
| 1997                   | –                                | 7.ª (61)                         | –                                | 4.ª (62)                         | 5.ª (61)                         | 3.ª (63)                         | 2.ª (63)                         | 2.ª (63)                         | 6.ª (61)                         | 2.ª (65)                         | 3.ª (63)                         | 11.ª (59)      |
| 1998                   | –                                | 23.ª (55)                        | 25.ª (55)                        | 9.ª (58)                         | 15.ª (56)                        | –                                | 14.ª (60)                        | 14.ª (60)                        | 14.ª (59)                        | 16.ª (59)                        | 15.ª (58)                        | 15.ª (59)      |
| 1999                   | 9.ª (703)                        | 9.ª (706)                        | 9.ª (704)                        | 8.ª (720)                        | 8.ª (724)                        | 6.ª (732)                        | 8.ª (714)                        | 7.ª (713)                        | 4.ª (757)                        | 4.ª (767)                        | 4.ª (758)                        | 4.ª (753)      |
| 2000                   | 4.ª (753)                        | 4.ª (751)                        | 4.ª (747)                        | 4.ª (743)                        | 4.ª (736)                        | 4.ª (728)                        | 4.ª (744)                        | 5.ª (743)                        | 5.ª (740)                        | 5.ª (745)                        | 6.ª (742)                        | 7.ª (735)      |
| 2001                   | 7.ª (734)                        | 7.ª (732)                        | 7.ª (727)                        | 7.ª (725)                        | 6.ª (724)                        | 6.ª (733)                        | 6.ª (715)                        | 8.ª (716)                        | 6.ª (730)                        | 6.ª (730)                        | 7.ª (731)                        | 7.ª (730)      |
| 2002                   | 7.ª (730)                        | 7.ª (727)                        | 7.ª (728)                        | 8.ª (715)                        | 8.ª (713)                        | –                                | 4.ª (774)                        | 3.ª (775)                        | 3.ª (774)                        | 3.ª (779)                        | 3.ª (779)                        | 3.ª (779)      |
| 2003                   | 3.ª (780)                        | 3.ª (783)                        | 2.ª (780)                        | 2.ª (785)                        | 2.ª (784)                        | 3.ª (762)                        | 3.ª (755)                        | 3.ª (748)                        | 3.ª (767)                        | 3.ª (777)                        | 3.ª (785)                        | 3.ª (798)      |
| 2004                   | 3.ª (798)                        | 3.ª (795)                        | 3.ª (791)                        | 3.ª (790)                        | 3.ª (784)                        | 3.ª (785)                        | 3.ª (792)                        | 3.ª (790)                        | 3.ª (788)                        | 4.ª (774)                        | 4.ª (755)                        | 5.ª (765)      |
| 2005                   | 5.ª (764)                        | 5.ª (764)                        | 5.ª (759)                        | 7.ª (755)                        | 8.ª (752)                        | 9.ª (747)                        | 8.ª (744)                        | 8.ª (739)                        | 8.ª (750)                        | 8.ª (764)                        | 6.ª (771)                        | 5.ª (768)      |
| 2006                   | 5.ª (768)                        | 6.ª (765)                        | 6.ª (763)                        | 5.ª (759)                        | 5.ª (756)                        | –                                | 7.ª (1309)                       | 7.ª (1309)                       | 10.ª (1255)                      | 10.ª (1198)                      | 12.ª (1154)                      | 12.ª (1154)    |
| 2007                   | 12.ª (1154)                      | 10.ª (1161)                      | 10.ª (1161)                      | 9.ª (1237)                       | 9.ª (1238)                       | 7.ª (1273)                       | 9.ª (1144)                       | 8.ª (1165)                       | 7.ª (1178)                       | 6.ª (1226)                       | 4.ª (1349)                       | 4.ª (1349)     |
| 2008                   | 4.ª (1349)                       | 4.ª (1352)                       | 4.ª (1355)                       | 4.ª (1319)                       | 4.ª (1323)                       | 4.ª (1353)                       | 1.ª (1557)                       | 1.ª (1557)                       | 1.ª (1565)                       | 1.ª (1643)                       | 1.ª (1657)                       | 1.ª (1663)     |
| 2009                   | 1.ª (1663)                       | 1.ª (1693)                       | 1.ª (1666)                       | 1.ª (1729)                       | 1.ª (1729)                       | 1.ª (1761)                       | 2.ª (1590)                       | 2.ª (1590)                       | 2.ª (1588)                       | 2.ª (1629)                       | 1.ª (1622)                       | 1.ª (1627)     |
| 2010                   | 1.ª (1627)                       | 1.ª (1642)                       | 1.ª (1602)                       | 2.ª (1565)                       | 2.ª (1565)                       | –                                | 1.ª (1883)                       | 1.ª (1883)                       | 1.ª (1824)                       | 1.ª (1881)                       | 1.ª (1920)                       | 1.ª (1887)     |
| 2011                   | 1.ª (1887)                       | 1.ª (1887)                       | 1.ª (1880)                       | 1.ª (1857)                       | 1.ª (1857)                       | 1.ª (1871)                       | 1.ª (1855)                       | 2.ª (1563)                       | 1.ª (1605)                       | 1.ª (1624)                       | 1.ª (1564)                       | 1.ª (1564)     |
| 2012                   | 1.ª (1564)                       | 1.ª (1566)                       | 1.ª (1561)                       | 1.ª (1442)                       | 1.ª (1442)                       | 1.ª (1456)                       | 1.ª (1691)                       | 1.ª (1605)                       | 1.ª (1617)                       | 1.ª (1611)                       | 1.ª (1564)                       | 1.ª (1606)     |
| 2013                   | 1.ª (1606)                       | 1.ª (1590)                       | 1.ª (1610)                       | 1.ª (1538)                       | 1.ª (1538)                       | 1.ª (1614)                       | 1.ª (1532)                       | 1.ª (1484)                       | 1.ª (1514)                       | 1.ª (1513)                       | 1.ª (1507)                       | 1.ª (1507)     |
| 2014                   | 1.ª (1507)                       | 1.ª (1506)                       | 1.ª (1510)                       | 1.ª (1460)                       | 1.ª (1460)                       | 1.ª (1485)                       | 8.ª (1229)                       | 7.ª (1241)                       | 8.ª (1228)                       | 10.ª (1119)                      | 9.ª (1142)                       | 9.ª (1142)     |
| 2015                   | 9.ª (1142)                       | 10.ª (1144)                      | 11.ª (1130)                      | 10.ª (1132)                      | 10.ª (1132)                      | 10.ª (1147)                      | 12.ª (1110)                      | 11.ª (1110)                      | 11.ª (1122)                      | 6.ª (1223)                       | 6.ª (1287)                       | 3.ª (1370)     |
| 2016                   | 3.ª (1370)                       | 3.ª (1370)                       | 3.ª (1374)                       | 6.ª (1277)                       | 6.ª (1277)                       | 6.ª (1267)                       | 8.ª (1165)                       | 8.ª (1165)                       | 11.ª (1141)                      | 10.ª (1168)                      | 10.ª (1166)                      | 10.ª (1166)    |
| 2017                   | 10.ª (1166)                      | 10.ª (1168)                      | 10.ª (1162)                      | 10.ª (1204)                      | 10.ª (1204)                      | 10.ª (1198)                      | 11.ª (1114)                      | 11.ª (1114)                      | 11.ª (1184)                      | 8.ª (1218)                       | 6.ª (1231)                       | 6.ª (1231)     |
| 2018                   | 6.ª (1231)                       | 6.ª (1231)                       | 6.ª (1228)                       | 8.ª (1162)                       | 8.ª (1162)                       | 10.ª (1126)                      | –                                | 9.ª (1580)                       | 9.ª (1597)                       | 9.ª (1594)                       | 9.ª (1591)                       | 9.ª (1591)     |
| 2019                   | –                                | 9.ª (1591)                       | –                                | 9.ª (1601)                       | –                                | 7.ª (1617)                       | 9.ª (1617)                       | –                                | 7.ª (1631)                       | 8.ª (1625)                       | 8.ª (1636)                       | 8.ª (1636)     |
| 2020                   | –                                | 8.ª (1636)                       | –                                | 8.ª (1636)                       | –                                | 8.ª (1636)                       | 8.ª (1636)                       | –                                | 7.ª (1642)                       | 6.ª (1639)                       | 6.ª (1645)                       | 6.ª. (1645)    |
| 2021                   | –                                | 6.ª (1645)                       | –                                | 6.ª (1648,13)                    | 6.ª (1648,13)                    | –                                | –                                | 7.ª (1680,44)                    | 8.ª (1673,78)                    | 7.ª (1687,66)                    | 7.ª (1704,75)                    | 7.ª (1704,75)  |
| 2022                   | –                                | 7.ª (1704,75)                    | 7.ª (1709,19)                    | –                                | –                                | 6.ª (1716,93)                    | –                                | 6.ª (1716,93)                    | –                                | 7.ª (1715,22)                    | –                                | 10.ª (1692,71) |
| 2023                   | –                                | –                                | –                                | 10.ª (1682,85)                   | –                                | 10.ª (1703,45)                   | 10.ª (1703,45)                   | –                                | 10.ª (1710,72)                   | 8.ª (1725,97)                    | 8.ª (1732,64)                    | 8.ª (1732,64)  |
| 2024                   | –                                | 8.ª (1732,64)                    | –                                | 8.ª (1727,50)                    | –                                | 8.ª (1729,92)                    | 3.ª (1835,67)                    | –                                | 3.ª (1836,42)                    | 3.ª (1844,33)                    | 3.ª (1853,27)                    | 3.ª (1853,27)  |
| 2025                   | –                                | –                                | –                                | 2.ª (1854,64)                    | –                                | –                                | 2.ª (1867,09)                    | –                                |                                  |                                  |                                  |                |
| Posición promedio: 6.ª |                                  |                                  |                                  |                                  |                                  |                                  |                                  |                                  |                                  |                                  |                                  |                |

Fuente: Clasificación FIFA masculina actual en FIFA.com; perfil de España en la Clasificación FIFA en FIFA.com.

## Categorías inferiores
Las categorías inferiores de la selección de fútbol de España son el conjunto de selecciones de la Real Federación Española de Fútbol (RFEF) integradas en su conjunto por futbolistas de hasta 23 años que representan a España en los diferentes torneos internacionales agrupados en diferentes categorías de edad y que constituyen los escalafones previos a la selección absoluta. Las diferentes categorías inferiores se establecen por el año de nacimiento de los jugadores y, normalmente, incluyen a futbolistas nacidos en dos años consecutivos. Tradicionalmente, la denominación de la selección se refiere a la edad máxima de los jugadores, habiendo así competiciones oficiales —de la UEFA, la FIFA y el COI— desde los sub-15 hasta los sub-23.
Cabe destacar también a la extinta selección de fútbol amateur de España, un combinado de carácter no profesional que fue el encargado de defender a España en los Juegos Olímpicos en el período comprendido entre la edición de 1948 de Londres y la de 1988 de Seúl, en un intento del Comité Olímpico Internacional (COI) por establecer una igualdad entre todos los equipos, que se vio continuada en la edición siguiente de 1992 de Barcelona, donde desde entonces los encargados de representar a su país serían los futbolistas de la selección sub-23. Era también la encargada de defender a España en otros torneos de menor categoría como la Copa de la UEFA Amateur, ganando la edición de 1970, y los Juegos Mediterráneos. Asimismo, también procede señalar que la igualmente extinta selección de fútbol de España B participó en la Copa Mediterránea, en la edición de 1953-58, resultando campeona.

### Selección sub-23
La selección sub-23 —también conocida actualmente como selección olímpica— es, desde los Juegos Olímpicos de 1992 de Barcelona, la encargada de representar a España en la competición olímpica de fútbol cada cuatro años. Los jugadores participantes en los mismos deben tener menos de 23 años de edad, a excepción de tres por escuadra que pueden ser mayores.
El torneo olímpico es considerado un Mundial sub-23 y, en este certamen, España ha ganado cuatro medallas en seis participaciones. Obtuvo la de oro en su primera participación, en los Juegos Olímpicos de 1992 de Barcelona, tras derrotar a Polonia por 3-2 en el Camp Nou y repitió éxito treinta y dos años más tarde en los Juegos Olímpicos de 2024 de París después de vencer a la anfitriona, Francia, en el Parque de los Príncipes por 3-5 al término del tiempo suplementario. Consiguió las de plata en los Juegos Olímpicos de 2000 de Sídney tras perder frente a Camerún en la tanda de penaltis después de haber acabado los 120 minutos con empate a dos y en los Juegos Olímpicos de 2020 de Tokio luego de caer contra Brasil por 2-1 a la finalización de la prórroga. Es, con dos oros y dos platas, una de las selecciones sub-23 más laureadas.

### Selección sub-21
La selección sub-21 es la responsable de defender a España en la Eurocopa sub-21. En ella, la selección ha salido vencedora en cinco ocasiones, 1986, 1998, 2011, 2013 y 2019, tras vencer a Italia en la primera ocasión y en la cuarta, a Grecia en la segunda, a Suiza en la tercera y a Alemania en la quinta y última. También posee tres subcampeonatos, el de 1984 tras perder frente a Inglaterra, el de 1996 cayendo frente a Italia y el de 2017 haciendo lo propio con Alemania. Estos éxitos la sitúan en un empate en el palmarés de la competición, junto con los italianos. Es la categoría inferior más importante después de la sub-23.
Como ocurre con el resto de categorías inferiores —a diferencia de las selecciones absolutas—, al participar en eventos con una duración bienal, el cuerpo técnico y los jugadores coinciden con la selección precedente, cambiando únicamente su denominación.

### Selección sub-20
La selección sub-20 es la que representa a España en el Campeonato Mundial sub-20 desde su creación en los años 70. En él, la categoría ha salido vencedora en la edición de 1999 —disputada en Nigeria— tras vencer por 4-0 a Japón, y subcampeona en dos ocasiones tras perder en la final de 1985 en la Unión Soviética y en la final de 2003 en los Emiratos Árabes Unidos por 1-0 en ambas contra Brasil. Se encuentra situada como la quinta selección en el palmarés del torneo, igualada con otras siete selecciones.
Esta categoría inferior también resultó campeona en tres ocasiones de los Juegos Mediterráneos —en las ediciones de 2005, 2009 y 2018—.

### Selección sub-19
La selección sub-19 sustituye a la sub-18 para una concordancia con las categorías UEFA. Es, desde su creación como sub-18 —denominada así desde 1952 hasta 2002—, una de las categorías inferiores más importantes de España debido a sus logros e historia.
Ha conquistado el Europeo sub-19 de la UEFA en doce ocasiones, siendo la selección más laureada de la competición.

### Selección sub-17
La selección sub-17 compite en lugar de la sub-16 para equiparar las categorías UEFA. Por tal motivo, en su historial como selección se incluyen torneos considerados equivalentes pero realizados bajo la denominación sub-16 —desde 1982 hasta 2001—.
Es considerada la otra gran categoría inferior de España y sus resultados en las grandes competiciones y su historia así lo avalan. Es la encargada de defender a España en el Campeonato Mundial sub-17 de la FIFA —competición que se le resiste y de la que salió subcampeona en las ediciones de 1991, 2003, 2007 y 2017—, en la Eurocopa sub-17 —en la cual ha vencido en nueve ocasiones y ha sido subcampeona en otras seis oportunidades siendo así la mejor selección europea— y en la Meridian Cup —de la que ha sido una vez campeona y otra vez subcampeona antes de que pasase a disputarse por combinados europeos y africanos—.

### Selección sub-15
La selección sub-15, con motivo del antiguo anhelo de la FIFA por crear un Mundial sub-15, fue recuperada para competir en un primer intento por dar forma a dicha competición. Este se inició con la disputa de un torneo internacional amistoso que se celebró en México en el verano de 2012 bajo el nombre de Copa México de Naciones Sub-15 entre selecciones de dicha categoría.
Se retomaba así el equipo sub-15 de España, que no competía desde 2007, cuando lo hizo en el Torneo Villa de Santiago del Teide con jugadores como Iker Muniain, Koke Resurrección, Marc Muniesa, Pablo Sarabia y Dani Carvajal. Fue la primera vez que tuvieron oportunidad los técnicos de la selección española de ver qué tal se desenvolvía en competición esta generación, con la que ya empezaron a trabajar en vistas de lo que puedan ofrecer en sucesivos años antes de dar el salto a las categorías superiores.

## Otras modalidades
La selección española de fútbol cuenta con otras modalidades, además de las categorías inferiores, como el fútbol femenino, el fútbol playa y el fútbol sala. Todas ellas cuentan con apenas unas décadas de vida, concretamente desde los años 80, a excepción de la modalidad de fútbol playa, la más actual de ellas, que fue creada en la década de los 90.

### Selección femenina

Fútbol femenino.

En la clandestinidad, debido a la situación de censura que vivía el país, surgió la selección femenina en el año 1971, aunque no estuvo reconocida ni por la FIFA ni por la RFEF, ya que no se contemplaba la disputa de fútbol por parte de mujeres. La selección femenina de fútbol de España se oficializó a principios de los años 80 y disputó su primer partido el 5 de febrero de 1983 frente a la selección portuguesa, ante la que cayó derrotada por 0-1.
Su mayor logro hasta 2023 fueron tres participaciones en la Eurocopa —en 1997, 2013 y 2017— y dos en el Mundial —en 2015 y 2019—. Su mejor resultado en ellas había sido alcanzar las semifinales del torneo continental en 1997, en las que fue eliminada por Italia tras perder por 2-1. Sin embargo, esta dinámica cambiaría drásticamente en el Mundial de 2023 de Australia y Nueva Zelanda, en el que consiguió alzarse con el triunfo después de ganar la final ante Inglaterra por 1-0 gracias a un gol de Olga Carmona, cosechando así el mayor éxito de su historia y abriendo un nuevo camino en el fútbol femenino español. Asimismo, conquistó poco después la Liga de Naciones de 2023-24, cuya fase final se disputó en febrero de 2024, logrando así el segundo título de su historia luego de vencer por 2-0 a Francia en la final. Cabe destacar que la disciplina es olímpica desde los Juegos Olímpicos de 1996 de Atlanta y que España se clasificó —por primera vez— para la edición de 2024, que tuvo lugar en París, en la que finalizó obteniendo el cuarto puesto tras perder el encuentro por la medalla de bronce frente a Alemania. Un año más tarde, en la Eurocopa de 2025 de Suiza, consiguió alcanzar la final y obtuvo el subcampeonato después de caer en la tanda de penaltis ante la selección inglesa por 3-1 luego de finalizar la prórroga en 1-1.
Al igual que su homónima masculina, el combinado femenino cuenta también con categorías inferiores, divididas en su categoría sub-20, sub-19 y sub-17, que destacan con fuerza tras haber salido campeonas de Europa en 2004, 2017, 2018, 2022, 2023, 2024 y 2025 la sub-19 y en 2010, 2011, 2015, 2018 y 2024 la sub-17, además de haber sido también campeonas del mundo esta última en 2018 y 2022 y la sub-20 en 2022.

### Selección de fútbol sala

Fútbol sala.

La selección de fútbol sala de España se creó a principios de los años 80 y jugó su primer partido el 2 de abril de 1982 ante la selección italiana; un encuentro correspondiente al Torneo 4 Naciones en el que se impuso por 2-4.
Actualmente, está considerada como la mejor selección nacional europea de la modalidad, como así lo reflejan sus títulos, y una de las mejores del mundo, donde compite por la supremacía con la selección brasileña. España ha conquistado un total de siete Eurocopas, habiendo participado en las once ediciones de la competición, en donde solo se le escapó el título en cuatro ediciones, que fueron a parar a manos de la selección rusa, la selección italiana y la selección portuguesa, que luchan por desbancar a España del trono europeo. Además, el combinado nacional ha conquistado dos Mundiales, habiendo participado en las nueve ediciones del torneo. Tan solo los españoles, los portugueses, los argentinos y los brasileños —en cinco ocasiones— han sido capaces de alzar el título, coronándose como las mejores selecciones de la modalidad.
También cuenta con la categoría Sub-19, campeona en dos ocasiones y una vez subcampeona del Europeo Sub-19, y con una sección femenina, la cual fue campeona de la Eurocopa en tres ocasiones.

### Selección de fútbol playa

Fútbol playa.

La selección de fútbol playa de España nació en los años 90 y, pese a su corta vida, se ha convertido en una de las mejores selecciones de la modalidad.
Ha ganado en cinco ocasiones de la Euroliga, donde lidera el ranking; en cuatro ocasiones la Eurocopa, competición dominada por la vecina selección portuguesa; en una ocasión el Mundialito y, pese a no haber conquistado el Mundial —cayó en la final en tres ocasiones—, posee un palmarés que la convierte en una de las mejores selecciones mundiales de un deporte dominado por la selección brasileña, vencedora de 14 de las 21 ediciones mundialistas. Es la segunda selección que más títulos ostenta en la Euroliga y también la segunda con más títulos en la Eurocopa, en ambos casos tras Portugal. Cabe destacar igualmente que está en cuarta posición en el ranking histórico del Mundial.
Asimismo, cuenta también con una sección femenina.

## Filmografía
- Documental TVE (1971), «Historia de la selección nacional de fútbol, “30 años de goles” (1940-1970)» en rtve.es
- Documental TVE (1986), «Historia de la selección nacional de fútbol, “De la posguerra al Mundial de 1962” (1940-1962)» en rtve.es
- Película-documental (2009), «El alma de La Roja (1920-2008)» en rtve.es
- Película-documental (2012), «¡Campeones! La Roja (2008-2012)» en mitele.es
- Documental TVE (2014), «De Naranjito a La Roja (1982-2014)» en rtve.es